# Октавиан Август
Гай Ю́лий Це́зарь Октавиа́н А́вгуст (лат. Octavianus Augustus [ɔktaːwiˈaːnʊs au̯ˈgʊstʊs], при рождении — Гай Окта́вий, Gaius Octavius, с 60 года до н. э. — Гай Окта́вий Фури́н, Gaius Octavius Thurinus; 23 сентября 63 года до н. э., Рим — 19 августа 14 года н. э., Нола) — римский политический деятель. Первый римский император и основатель Римской империи. 13 раз занимал должность консула (43 год до н. э., 33 год до н. э., ежегодно с 31 до 23 гг. до н. э., 5 год до н. э., 2 год до н. э.), с 12 года до н. э. — великий понтифик, с 23 года до н. э. обладал полномочиями трибуна (tribunicia potestas), во 2 году до н. э. получил почётный титул «отец отечества» (pater patriae).
Происходил из незнатной богатой семьи, приходился внучатым племянником Гаю Юлию Цезарю. В 44 году до н. э. был усыновлён им по завещанию и оказался в центре политической жизни Римской республики, пользуясь поддержкой многих сторонников Цезаря. В 43 году до н. э. вместе с цезарианцами Марком Антонием и Марком Эмилием Лепидом создал второй триумвират для борьбы с общими противниками. После побед над Марком Брутом и Секстом Помпеем между триумвирами началась борьба за власть, завершившаяся войной между Антонием и Октавианом, в которой победил последний.
В 27—23 годах до н. э. Октавиан сконцентрировал в своих руках ряд обычных и чрезвычайных должностей, позволивших ему управлять Римским государством, избегая установления открытой монархии. Для характеристики нового строя используется термин «принципат», а Октавиан считается первым императором в современном смысле этого слова. За время своего правления Октавиан значительно расширил границы Римского государства, включив в его состав большие территории на Рейне и Дунае, в Испании, а также Египет, Иудею и Галатию. Проведение активной внешней политики стало возможным благодаря развитию экономики, освоению провинций и военной реформе. Правление Октавиана ознаменовалось уменьшением влияния сената на римскую политику и зарождением культа императора (среди проявлений последнего — переименование одного из месяцев в август). Поскольку у императора не было сыновей, в течение своего правления он рассматривал различных возможных наследников. В конце концов, он оставил власть своему пасынку Тиберию, а основанная Августом династия Юлиев-Клавдиев правила Римской империей до 68 года.

## Происхождение

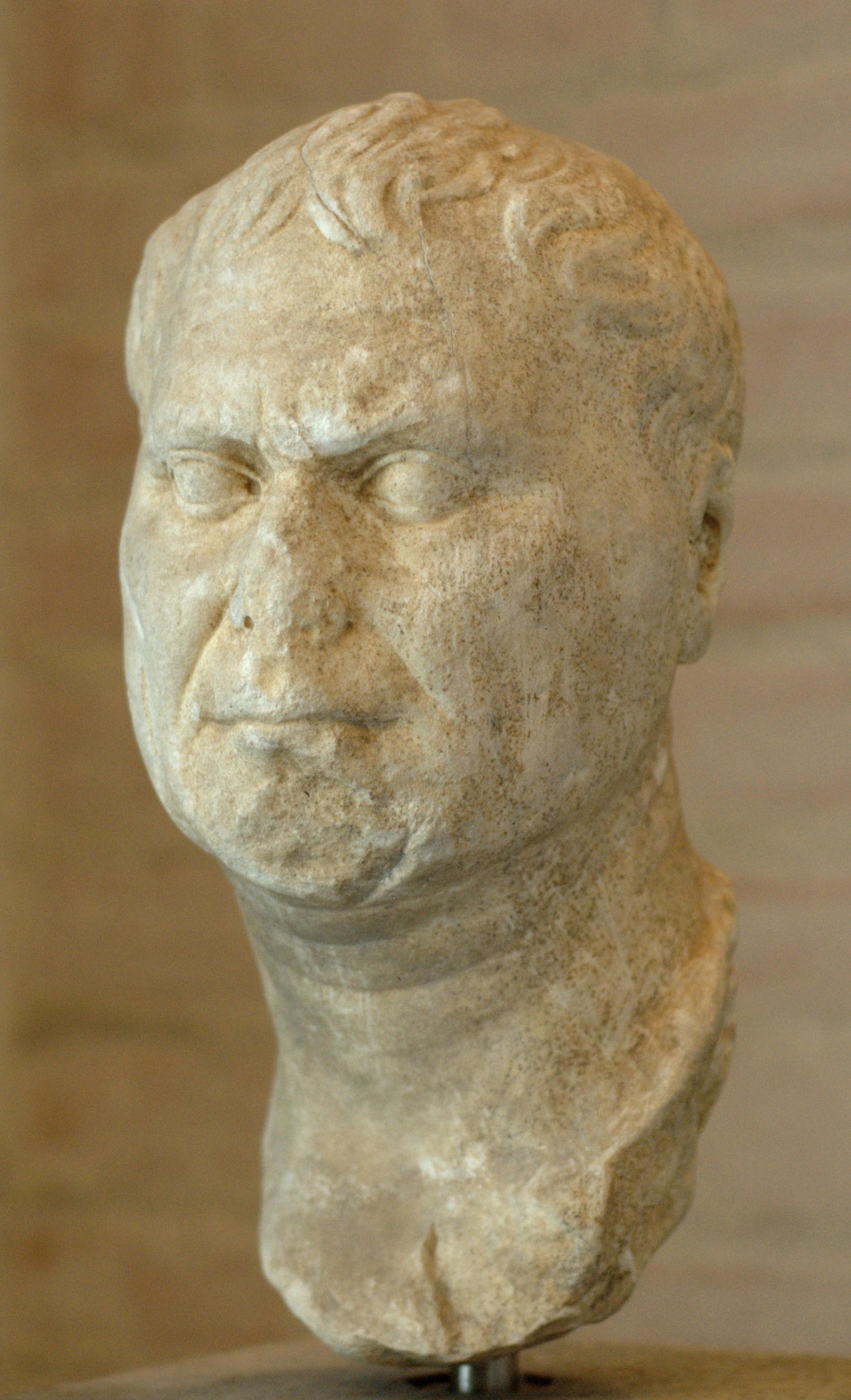
Бюст римлянина, отождествляемый с Гаем Октавием, отцом императора

Отец Октавиана, Гай Октавий, происходил из богатого плебейского рода, принадлежавшего к всадническому сословию. В Риме был известен плебейский род Октавиев, якобы уходивший корнями в царскую эпоху. Его представители занимали высшую должность консула в 128, 87, 76 и 75 годах до н. э. Впрочем, степень родства будущего императора с этими Октавиями неясна: некоторые историки принимают версию Светония, биографа Октавиана, о том, что предки императора и Октавии-консулы были потомками двух разных сыновей Гнея Октавия Руфа, квестора 230 года до н. э., но другие исследователи считают их родство вымыслом сторонников Августа, желавших придать императору более солидную родословную.
Предки Октавиана происходили из Велитр (современные Веллетри) недалеко от Рима и занимались банковскими операциями. Семья была хорошо известна в этом городе, и в их честь там даже была названа улица. Принадлежность к сословию всадников была свидетельством богатства семьи. Тем не менее, Октавии не относились к римской элите — нобилитету. Из-за этого оппоненты Октавиана попрекали его незнатным происхождением, а сам он впоследствии старался дистанцироваться от своего имени. Марк Антоний даже утверждал, будто прадед Октавиана был вольноотпущенником, что наверняка неправда.
Мать, Атия, происходила из рода Юлиев. Она была дочерью Юлии, сестры Цезаря, и сенатора Марка Атия Бальба — родственника Гнея Помпея. Гай Октавий женился на ней вторым браком, по разным данным, около 65 или 70 года до н. э. От этого союза родилась также сестра Октавиана — Октавия Младшая. О первой жене Гая, Анхарии, которая родила Октавию Старшую, ничего не известно.

## Обстоятельства рождения, детство и юность

Бюст Атии Бальбы — матери Октавиана

Точное место рождения Октавия затруднялись однозначно назвать ещё в античную эпоху. Наиболее распространена версия о рождении императора в столице, но некоторые историки (например, Светоний и Дион Кассий) называют местом его рождения Велитры. Светоний уточняет, что он родился на Палатине «у Бычьих голов» (по разным версиям, это название дома, улицы или квартала).
Поскольку Светоний упоминает, что будущий император родился «в девятый день до октябрьских календ», датой его рождения в настоящее время традиционно считается 23 сентября 63 года до н. э., но некоторые историки указывают на 24 сентября. Известно также, что рождение произошло незадолго до рассвета. Тем не менее, Светоний утверждает, что он родился под знаком козерога (середина зимы), а впоследствии Октавиан чеканил монеты с этим символом и сделал его эмблемой названного в свою честь легиона. Астрологическое свидетельство Светония считают либо ошибкой (при этом допускается, что Октавий мог быть зачат под знаком козерога), либо трактуют как нахождение в созвездии козерога не Солнца, а Луны в момент рождения. Определённую путаницу могло внести и серьёзное несоответствие между 354-дневным римским годом и астрономическим временем, окончательно исправленное лишь Гаем Юлием Цезарем в 46 году до н. э. По совокупности неизвестных факторов Иоганн Кеплер отнёс дату рождения римского правителя ко 2 июля, а некоторые историки XX века, наоборот, относили время его рождения к середине декабря по современному счёту. По античному обычаю, древние авторы связывают с его рождением множество различных знамений, якобы предвещавших рождение великого человека.
Монеты Октавиана с изображением козерога
Многие незнатные римляне, в том числе и отец будущего императора, не имели когномена (третьей части имени). Гай, вероятно, не имел его с рождения, но приблизительно в 60 году до н. э. получил когномен «Фури́н» (лат. Thurinus — «Фуриец») в честь победы отца над восставшими рабами Спартака возле этого города. Сам Октавиан возводил свой когномен по рождению к одному из греческих эпитетов Аполлона как стража дверей (др.-греч. θυραῖος [thuraios] — «находящийся за дверью»). Дион Кассий однажды называет будущего императора «Гай Октавий Кайпий» (др.-греч. Καιπίας), но в других источниках этот когномен не встречается. Существуют различные версии о значении этого слова — от искажённого латинского названия римской колонии в Фуриях (Copiae) до неточной передачи латинского слова «козерог» (Caper, Capricornus). Общепринятым когноменом считается именно Фурин.
С конца 61 до 59 года до н. э. отец Гая был наместником провинции Македония, но неизвестно, отправились ли с ним жена и дети. В 59 или 58 году до н. э. Гай-старший умер, так и не достигнув консульства — высшей должности Римской республики. Благодаря родству сразу с двумя триумвирами Атия сумела найти достойного мужа, несмотря на наличие при ней трёх детей. Отчимом Октавия стал Луций Марций Филипп, консул 56 года до н. э. Свадьба состоялась в 57 или 56 году до н. э. Первые несколько лет жизни Октавий, вероятно, провёл в Велитрах, но после смерти отца его отдали на воспитание к бабушке по материнской линии, Юлии (сестре Гая Юлия Цезаря). В 51 году до н. э. она умерла, и юный Октавий произнёс надгробную речь на похоронах. Профессор университета Париж III Жан-Пьер Неродо полагает, что пребывание в доме Атии и Юлии повлияло на интерес ребёнка к политике и приобщило к деятельности Цезаря. Впрочем, Октавий не мог видеться со своим знаменитым родственником из-за его занятости ведением Галльской войны, и потому лично, скорее всего, встретился с Цезарем только после начала гражданской войны и возвращения последнего в Италию.
В Риме Октавий получил хорошее образование; среди его учителей известны раб-педагог Сфер, философы Арий из Александрии и Афинодор Кананит из Тарса, греческий ритор Аполлодор и латинский ритор Марк Эпидий (среди других учеников последнего были Марк Антоний и Вергилий). Античные авторы по-разному оценивают уровень его владения древнегреческим языком, повсеместно распространённым в качестве языка науки и культуры у образованных римлян: Плиний Старший полагает, будто Октавиан преуспел в этом языке, однако Светоний утверждает обратное. Дион Кассий говорит о прохождении Октавианом специальной военной подготовки и о специальном изучении политики, но других подтверждений этому нет. Уже в детстве Гай познакомился с Марком Випсанием Агриппой и другими ровесниками, которые в будущем помогали ему управлять империей.
К началу гражданской войны 49—45 годов до н. э. Октавий ещё был ребёнком, а его инициация состоялась в октябре 48 или 47 года до н. э. В 47 году до н. э. по протекции Цезаря Октавий занял две первых должности — почётное место в коллегии понтификов, освободившееся после смерти Луция Домиция Агенобарба, и церемониальную должность городского префекта (praefectus urbi), когда он формально управлял Римом в дни проведения Латинского фестиваля. Хотя Октавий не смог отправиться в африканскую экспедицию Цезаря, полководец пригласил его поучаствовать в триумфальных торжествах 46 года до н. э. При этом Цезарь определил его на почётное место — сразу за своей колесницей, и даже наградил его наравне с настоящими участниками кампании. С тех пор Октавий всё чаще появлялся вместе с диктатором на публичных мероприятиях, из-за чего многие римляне стали искать его расположения и просить ходатайствовать по их делам перед Цезарем. По его поручению летом 46 года до н. э. Октавий занимался организацией театральных постановок, хотя его усердие было омрачено приступом неясной болезни (см. раздел «Здоровье»). Он рассчитывал принять участие во второй испанской кампании Цезаря, но опоздал к решающей битве при Мунде по неясным причинам (Светоний упоминает о кораблекрушении, но Николай Дамасский пишет о том, что Октавий отправился позднее из-за недомогания и прибыл в Испанию удачно).

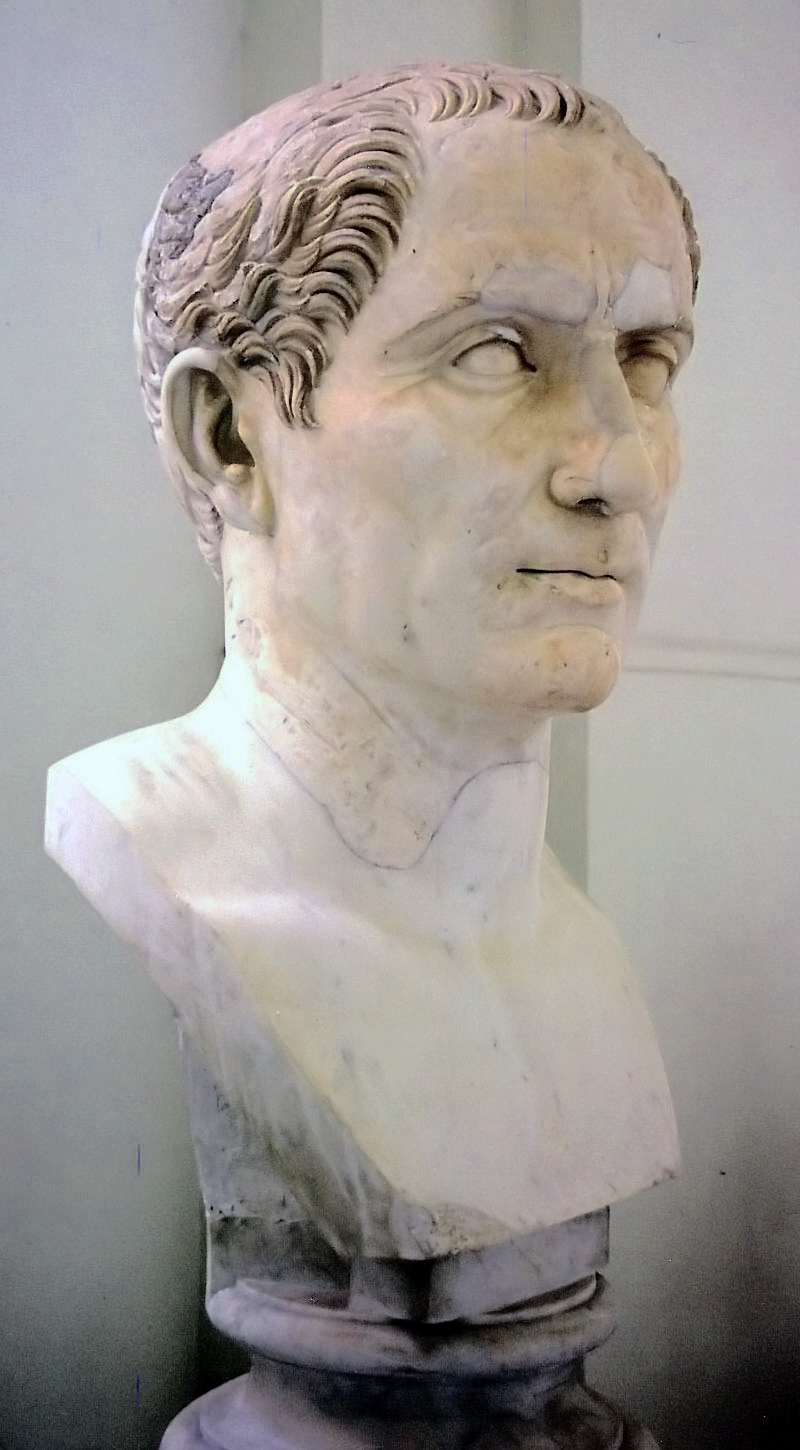
Бюст Цезаря из Национального археологического музея в Неаполе. Начало II века н. э.

В 45 году до н. э. трибун Луций Кассий, исполняя поручение Цезаря, предложил закон о переводе ряда плебейских семейств в поредевшее сословие патрициев, и семья Октавиев была удостоена этой чести. В сентябре того же года Цезарь оставил завещание, согласно которому Гай Октавий получал большую часть наследства при условии, что он согласится пройти процедуру усыновления. Содержание завещания и имя главного наследника, однако, оставались неизвестными до убийства диктатора в марте 44 года до н. э. Уже в античную эпоху бытовали различные мнения о том, насколько серьёзными были планы Цезаря в отношении Октавия, и был ли последний осведомлён о намерениях диктатора. Сохранившиеся источники отражают сложившуюся позднее точку зрения и, возможно, преувеличивают внимание диктатора к своему родственнику, а современники почти не замечали юного Октавия до оглашения завещания Цезаря. Профессор Кёльнского университета Вернер Эк полагает, что Цезарь, какими бы ни были его дальнейшие намерения, был убит до того, как успел подготовить почву для полноценной передачи власти. Эдриан Голдсуорси не верит в осведомлённость Октавия о завещании Цезаря. По его мнению, Октавий мог быть «временным наследником»: диктатор не планировал умирать рано, а постоянные болезни Октавия, напротив, заставляли ожидать его скорой смерти. Напротив, профессор Гисенского университета Хельга Геше и профессор Ланкастерского университета Дэвид Шоттер предполагают, что у Цезаря были планы на Октавия задолго до составления завещания. Патриция Саузерн считает, что современники рассматривали Октавия лишь как одного из многих претендентов на наследование Цезарю. Доктор исторических наук И. Ш. Шифман полагает, что Цезарь наверняка обсуждал усыновление Октавия с соратниками, а неосведомлённость Гая учёный считает наигранной.
Хотя правовые традиции Римской республики не предусматривали передачи власти по наследству, а часто обсуждавшееся возможное наделение Цезаря властью царя (rex) всё равно потребовало бы выборов нового правителя, Октавиан как официальный наследник впоследствии смог распоряжаться награбленными в Галлии богатствами, а также пользоваться поддержкой многочисленных солдат, преданных лично Цезарю.
Проблема наследования стояла остро, поскольку у Цезаря не было сыновей, рождённых в законном браке. Единственная дочь диктатора, Юлия, умерла во время родов вместе с ребёнком от Гнея Помпея. В наиболее близком родстве с диктатором находилось три человека — Луций Пинарий, Квинт Педий и Гай Октавий (см. таблицу). Имел некоторые основания надеяться на наследство и Марк Антоний, который был одновременно и родственником диктатора (правда, весьма дальним), и его близким соратником. Цезарион, сын Клеопатры, предположительно был сыном диктатора, однако Цезарь официально не признал его и не упомянул о нём в завещании.
Зимой 45—44 годов до н. э. Октавий по поручению Цезаря отправился в Аполлонию (возле современного города Фиери в Албании). Там он заканчивал своё образование и готовился к задуманной диктатором войне (по разным версиям, противником должна была стать либо Парфия, либо Дакия). Античные авторы также упоминают, что Цезарь готовился назначить Октавия начальником конницы, то есть на ответственный пост заместителя диктатора, вместо Марка Эмилия Лепида. Некоторые историки сомневаются в правдоподобности этого назначения, которое, впрочем, так и не состоялось из-за убийства Цезаря 15 марта 44 года до н. э.

## Борьба за наследство Цезаря

### Весна — осень 44 года до н. э.

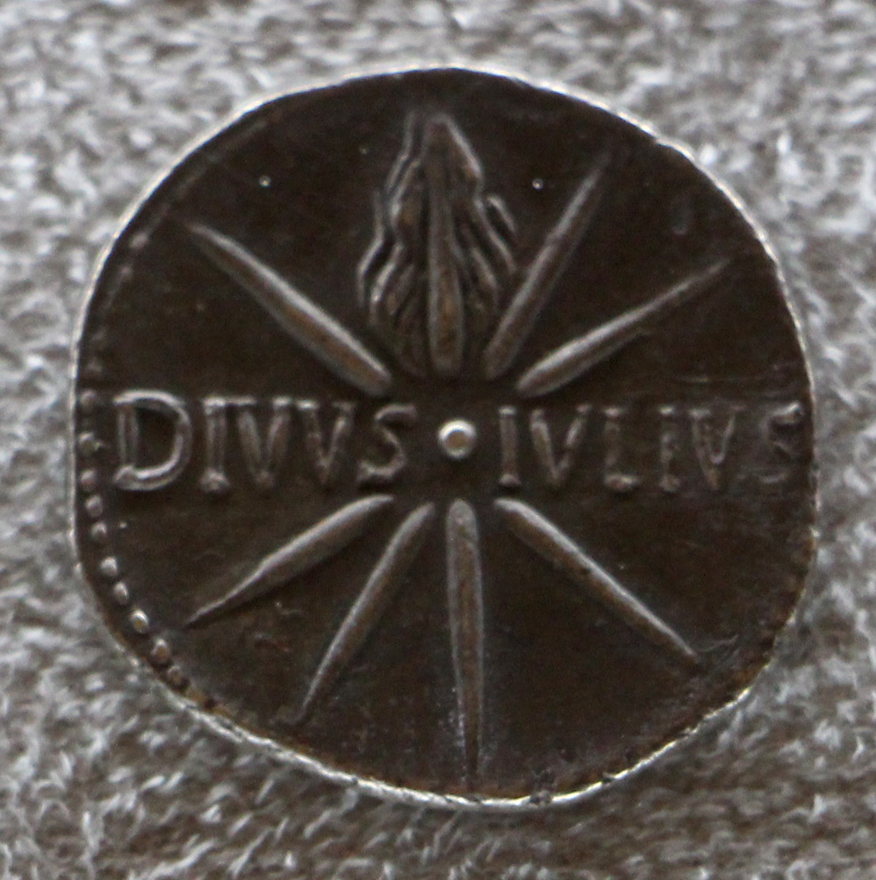
«Комета Цезаря» (C/-43 K1), появившаяся во время игр в честь побед убитого диктатора. Изображение на денарии, отчеканенном Октавианом

Когда в Аполлонию пришли вести об убийстве Цезаря, легионеры пообещали защищать Октавия от возможного покушения заговорщиков. Юноше даже предлагали возглавить расквартированные на Балканах легионы и вести их в Рим, чтобы отомстить за убийство Цезаря (последняя история могла быть придумана более поздними историками). Пребывавшие в Аполлонии друзья Октавия поддерживали экспедицию в Италию, но родители в письмах отговаривали его от эскалации напряжённости. Более того, позднее отчим даже призывал юношу отказаться от наследства Цезаря ради собственной безопасности. Как сообщает Николай Дамасский, в первые дни после убийства Цезаря многие опасались, что заговорщики начнут убивать и родственников диктатора. Тем не менее Октавий переправился в Италию, но без войск. По-видимому, отказ от использования армии был вызван отсутствием достоверной информации о происходящем в Риме. После того как ветераны армии диктатора в Италии с радостью встретили наследника (к этому времени о завещании диктатора узнали все), Октавий объявил о намерении принять наследство, после чего его именем стало «Гай Юлий Цезарь Октавиан». По пути в Рим Октавий задержался в Кампании, где советовался с опытными политиками — прежде всего, с Цицероном. Подробности их беседы неизвестны, но великий оратор в одном из писем написал, что Октавиан целиком предан ему. Как правило, предполагается, что Цицерон уже тогда задумал использовать неопытного Гая в борьбе со своим давним врагом Марком Антонием. В мае он прибыл в Рим.
Летом 44 года до н. э. Октавиан последовательно укреплял свой авторитет в столице. Для публичной демонстрации своей скорби он отпустил бороду и не брил её в знак траура по убитому диктатору. В июле он стал распорядителем игр в честь побед Цезаря, во время которых в небе появилась очень яркая комета. Некоторые римляне верили, что комета предвещает несчастья, но Октавиан, по-видимому, сумел убедить их в том, что это душа обожествлённого Цезаря. Наконец, он раздал каждому римлянину по 300 сестерциев, обещанных диктатором по завещанию. Он был вынужден продать родовое имущество для исполнения этого пункта завещания, поскольку Антоний отказался передавать деньги из личной казны Цезаря законному наследнику. Пока Октавиан успешно укреплял свою популярность, Антоний, не воспринимавший юного наследника всерьёз, терял свой авторитет среди простых цезарианцев — как среди столичного плебса, так и среди ветеранов. Это происходило из-за непоследовательности в вопросе о преследовании заговорщиков, жестокого подавления бунтов горожан и постоянного обнародования законов, которые якобы задумывал диктатор. Осенью Марк поссорился со многими сенаторами и, прежде всего, с Цицероном.

### Мутинская война

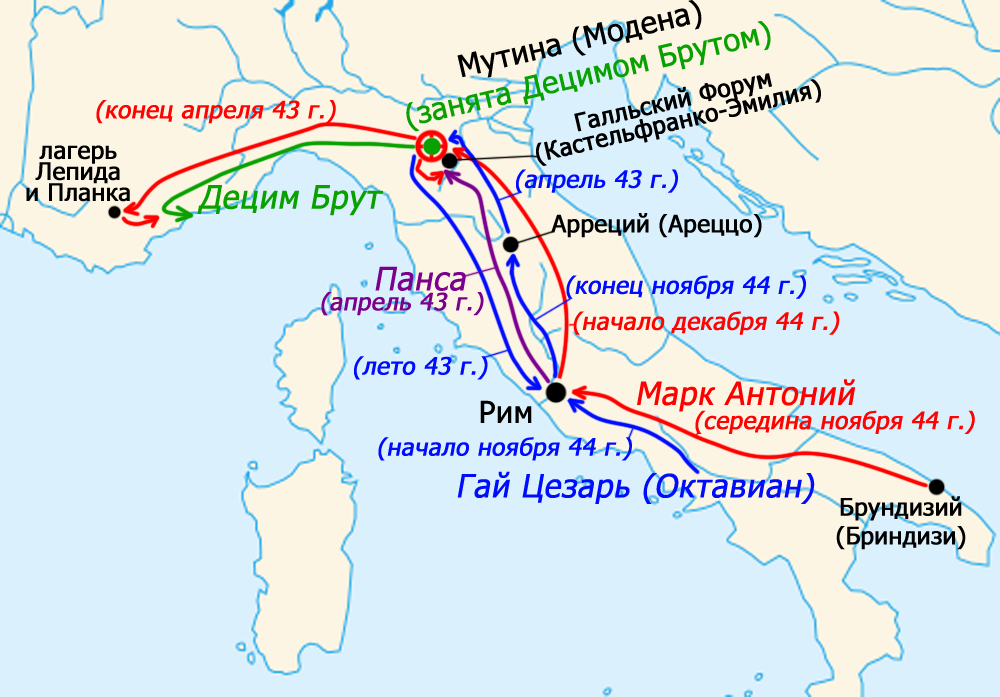
Мутинская война:
↗ — действия Антония (в скобках — время каждого похода);
↗ — действия Октавиана;
↗ — действия Децима Брута;
↗ — действия Авла Гирция и Гая Вибия Пансы

Хотя Октавиан и был популярен среди городского плебса, действующая армия и многие ветераны Цезаря в основном поддерживали Антония — опытного полководца и соратника диктатора. Для отстаивания своих интересов Октавиан отбыл в южную Италию и начал собирать армию, привлекая на свою сторону получивших там землю ветеранов и расквартированных легионеров деньгами и обещаниями скорейшей расправы с убийцами Цезаря. Вскоре на его сторону перешли два легиона, ранее признававшие власть Антония. Марк предложил колебавшимся солдатам 100 денариев (400 сестерциев), однако легионеры высмеяли его: Октавиан предлагал им в пять раз больше. Только устроив децимацию, в ходе которой было казнено 300 зачинщиков беспорядков, и повысив обещанную плату, Антоний удержал оставшихся солдат. Собрав 10-тысячную личную армию, Октавиан двинулся на Рим и 10 ноября занял Форум. Там он произнёс речь, в которой призвал начать войну с Антонием — нарушителем законов и обидчиком законного наследника Цезаря. Однако его выступление закончилось неожиданным образом: многие солдаты, которые были готовы защищать Октавиана от возможных покушений и воевать с Брутом и Кассием под его властью, не захотели воевать с верным цезарианцем Антонием. Вспомнили и об отсутствии законных полномочий у юного Октавиана. Сенат остался равнодушным к его предложению. Хотя немало солдат осталось с Октавианом, он покинул Рим и укрепился в Арреции (современный Ареццо).
Вскоре после ухода Октавиана, 24 ноября 44 года до н. э., Антоний вступил в Рим со своими войсками. Марк перераспределил ряд ключевых провинций в пользу цезарианцев и своего брата Гая; попытка объявить Октавиана врагом государства не увенчалась успехом. После этого Антоний двинулся в Цизальпийскую Галлию и взял в осаду местонахождение Децима Брута в Мутине (современная Модена). Тем временем сенат начал готовиться к войне с Антонием, который проявил открытое неповиновение. 7 января 43 года до н. э. Цицерон добился, чтобы Октавиан получил полномочия пропретора, досрочно стал сенатором (место в сенате обычно гарантировалось исполнением магистратуры квестора) и смог избираться на все должности на десять лет раньше положенного срока. Сенат также настоял на аннулировании ряда распоряжений Антония, включая и назначения его наместником Цизальпийской Галлии. После этого оба консула — Гай Вибий Панса и Авл Гирций — собрали армию и отправились к Мутине для снятия осады. В обмен на законные полномочия Октавиан согласился передать консулам самые боеспособные войска из находившихся в его распоряжении, и вскоре выступил к Мутине. По-видимому, многие солдаты без особого энтузиазма шли на войну со всё ещё популярным среди цезарианцев Антонием, что заставляло Октавиана учитывать их мнение.
В апреле войска Пансы попали в устроенную Антонием засаду возле Галльского форума (современный Кастельфранко-Эмилия). Панса потерпел поражение и погиб, но когда Антоний уже готовился праздновать победу, на поле боя прибыли войска Гирция, которые оттеснили противника к стенам Мутины, где остались войска для продолжения осады. Через несколько дней Гирций и Октавиан напали на Антония под Мутиной, чтобы наконец снять осаду с этого города. Они вынудили Антония бежать через Альпы в Нарбонскую Галлию, но во время битвы Гирций оказался смертельно ранен и вскоре умер. Гибель обоих консулов была подозрительной, и в античную эпоху в их смерти иногда обвиняли Октавиана. Степень участия Октавиана в сражениях неясна: авторы эпохи Империи сообщали, будто он сражался в первых рядах и даже подхватил легионное знамя в виде орла из рук раненого аквилифера (знаменосца). Марк Антоний же утверждал, будто Октавиан позорно бежал с поля боя. После битвы Гай перестал быть полезным для сената: к этому времени близкие к сенату Марк Брут и Гай Кассий собрали крупные войска в Греции, а победа над Антонием уже считалась делом ближайших дней. В результате, сенат потребовал от Октавиана передать Дециму Бруту консульские войска, которые он принял после гибели консулов без законных оснований. Кроме того, сенат отказался выплачивать обещанные ранее награды всем солдатам Октавиана. Недовольный действиями сената, Гай отказался помогать Дециму Бруту в преследовании Антония, и ему пришлось действовать только с измученными осадой своими солдатами и с консульскими войсками. Кроме того, два легиона, которые Октавиан должен был передать Бруту, отказались воевать под началом бывшего заговорщика и остались с Гаем.

## Второй триумвират

### Основание триумвирата. Проскрипции
После победы в битве при Мутине Октавиан заявил о намерении стать консулом-суффектом: обычай требовал новых выборов после гибели консулов. Вторым суффектом он видел Цицерона: по предложению Октавиана, «Цицерон будет управлять государственными делами как старший и более опытный, Цезарь [Октавиан] же удовольствуется одним титулом, удобным, чтобы сложить оружие». Сенат отверг притязания Октавиана на вполне законных основаниях: Октавиан был очень молод для консульства даже с учётом дарованного ему ранее уменьшения требуемого возраста для занятия магистратур на 10 лет. Тем не менее, за свои действия Октавиан получил почётный титул императора, который в республиканскую эпоху обозначал победоносного полководца и позволял претендовать на триумф. Впрочем, сенат отказал ему в праве на сам триумф, хотя эта возможность была предоставлена Дециму Бруту.
Пока Децим Брут пересекал Альпы, Антоний сумел переманить на свою сторону войска наместников всех западных провинций — бывших цезарианцев Марка Эмилия Лепида, Гая Азиния Поллиона и Луция Мунация Планка. Антоний заявил о намерении отомстить за смерть Цезаря, после чего перед Октавианом встала проблема выбора стороны. Солдаты Октавиана, среди которых было немало ветеранов армии диктатора, склонили своего полководца на сторону Антония. Они также поклялись больше никогда не сражаться против других цезарианцев. Кроме того, солдаты были крайне озабочены начавшимся пересмотром законов Антония, среди которых были и обещания денежных наград и раздачи земельных участков для ветеранов Цезаря. Сближение самого Октавиана с Антонием началось на почве общей ненависти к республиканцам и недовольством действиями сената. Для демонстрации готовности к переговорам Октавиан начал отпускать взятых в плен солдат и центурионов Антония. Кроме того, он открыто саботировал распоряжения сената и пропустил Публия Вентидия Басса с подкреплениями для Антония, набранными в южной и центральной Италии.
Когда же Вентидий спросил у Цезаря [Октавиана], каковы [его] намерения в отношении Антония, тот ответил, что он делал немало намёков на этот счёт для тех, кто понимает их, для непонимающих же и большего числа недостаточно.
После сбора крупной армии Антоний располагал бо́льшими силами и влиянием, чем Октавиан, что делало последнего младшим партнёром в любом создаваемом союзе. По-видимому, именно для ведения переговоров с Антонием на равных Гай продолжил пытаться занять место консула. Сенаторы отказывались идти ему навстречу. Более того, они пытались расколоть армию Октавиана, давая щедрые обещания самым боеспособным легионам; послы Октавиана, в свою очередь, добивались исполнения ранее взятых обязательств в Риме и права избрания своего полководца в консулы.
В сенате по-прежнему надеялись на скорое прибытие в Италию Брута и Кассия, и потому отказывали делегациям Октавиана. Однако находившийся в Македонии Марк Брут был недоволен переговорами юного Цезаря и Цицерона (в его окружении даже ходили слухи об уже состоявшемся избрании их консулами) и отказал своему ментору, призывавшему скорее прибыть в Италию со своей армией. Брут, по-видимому, не желал начинать новую гражданскую войну, из-за чего сохранил жизнь Гаю Антонию — брату полководца, захваченному в плен в Македонии.
Гибель Децима Брута и нейтралитет Марка Брута оставили Италию лишь с незначительными силами, верными сенату. После провала очередных переговоров в августе (секстилии) Октавиан, якобы исполняя требование солдат, начал поход на Рим. Гражданская война, как и шесть лет назад, началась с перехода Рубикона, но на этот раз полководец вёл в бой не один, а восемь легионов. Когда его войска уже находились в пути, сенат согласился предоставить Октавиану право избираться в консулы не слагая полномочий, но Гай продолжил марш. Три легиона, расположенные возле Рима, сразу перешли на его сторону, что довело общую численность армии Октавиана до 11 легионов, или около 50 тысяч солдат. Во время похода Гай опасался за безопасность остававшихся в Риме матери и сестры, но они укрылись у пользовавшихся неприкосновенностью жриц-весталок.
После того, как войска без боя вошли в столицу, Гай захватил государственную казну для выплаты денег своим солдатам и добился назначения выборов. 19 августа (секстилия) Октавиана избрали консулом вместе со своим дядей Квинтом Педием (более вероятными претендентами на второе место считались Цицерон или отец невесты Октавиана Публий Сервилий Ватия Исаврик). По-видимому, других кандидатов в консулы не было. На новой должности Октавиан в первую очередь завершил своё усыновление Цезарем, созвав куриатные комиции. Вскоре Квинт Педий провёл закон о заочном суде над убийцами Цезаря (закон Педия), после чего за один день был проведён суд и вынесен обвинительный приговор. Имущество бежавших осуждённых конфисковали, а их полномочия аннулировались. Вскоре сенат под давлением консулов отменил все законы, направленные против Антония и Лепида, после чего с ними начались мирные переговоры.
В октябре 43 года до н. э. Октавиан, Антоний и Лепид встретились на небольшом острове на реке возле Бононии (современная Болонья). На этой встрече была достигнута договорённость о создании второго триумвирата — союза трёх политиков с неограниченными полномочиями. В отличие от первого триумвирата Цезаря, Помпея и Красса, новый союз был оформлен официально и ограничен пятилетним сроком. При этом триумвиры не договаривались ни о каких серьёзных реформах, и официально триумвират создавался «для приведения в порядок республики» (rei publicae constituendae). Народное собрание утвердило законопроект о создании триумвирата (закон Тиция) 27 ноября 43 года до н. э., причём перед вступлением в должность Октавиан сложил с себя полномочия консула. Триумвиры согласовали распределение высших магистратур между своими сторонниками на следующие годы и разделили между собой все западные провинции. Октавиан получил наименьшую выгоду от этого раздела, поскольку переданные ему провинции — Африка, Сицилия, Сардиния и Корсика — были частично заняты республиканцами. Триумвират был скреплён браком Октавиана на Клодии, падчерице самого влиятельного триумвира Антония. Через два года брак был расторгнут (см. раздел «Семья»).

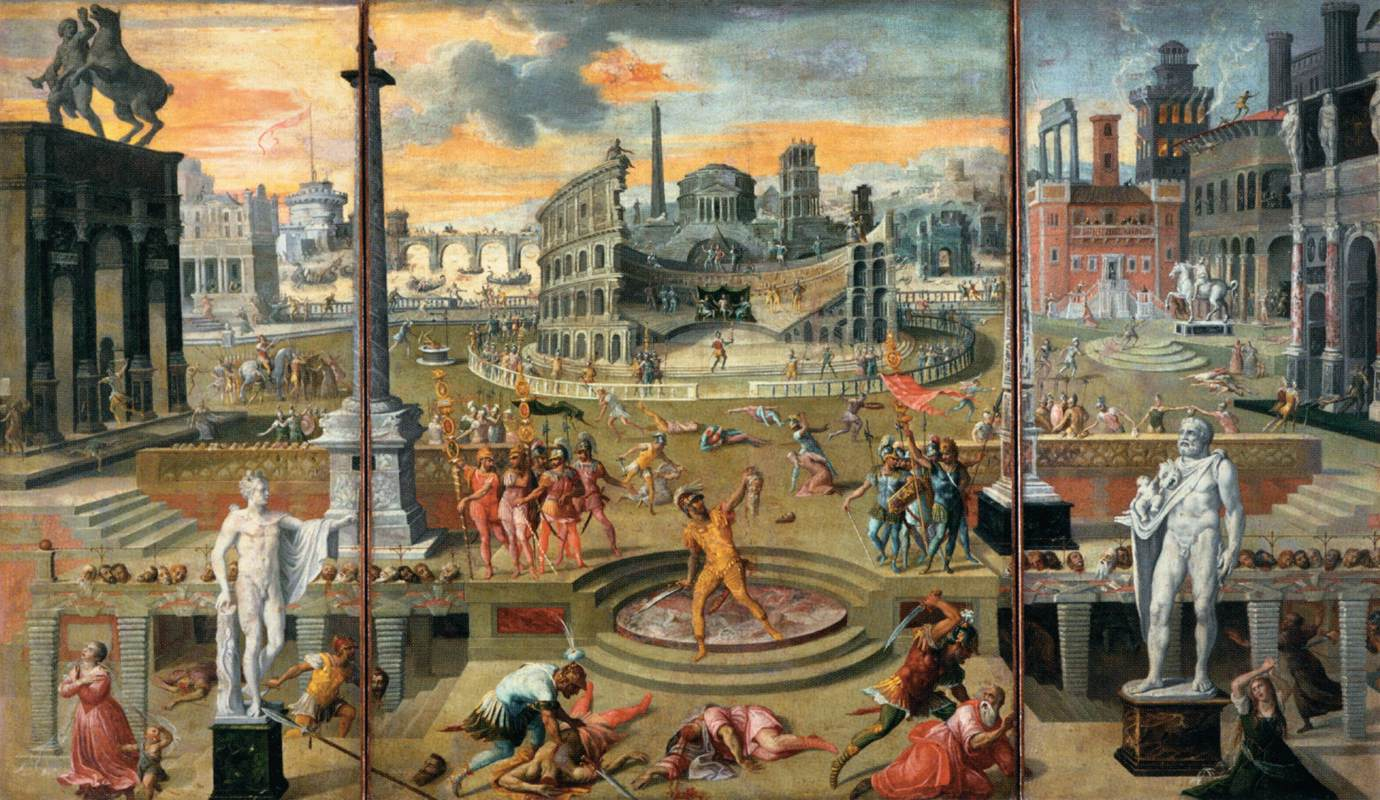
Антуан Карон. Казни триумвирата (1566) — картина, написанная по заказу Екатерины Медичи для иллюстрации ужасов гражданских войн

Хотя Октавиан, заняв должность консула, не преследовал своих оппонентов, на совещании в Бононии триумвиры договорились организовать массовые казни своих оппонентов по заранее согласованным спискам — проскрипциям. Инициатор проведения проскрипций неизвестен, а подробности переговоров по ним неясны из-за тайного характера обсуждения и стремления сторонников Октавиана преуменьшить его вину за проскрипции. Всего в итоговом списке осуждённых на смерть оказалось примерно 300 сенаторов и около 2 тысяч всадников, а первым стояло имя Цицерона.
Как тогда, так и позднее своими родственниками и друзьями они [триумвиры] жертвовали друг другу. Одни за другими вносились в [проскрипционный] список кто по вражде, кто из-за простой обиды, кто из-за дружбы с врагами или вражды к друзьям, а кто по причине выдающегося богатства.
Имущество проскрибированных, как правило, распродавалось с аукционов с целью пополнения казны. Впрочем, солдаты и прочие исполнители проскрипций грабили оставшиеся без присмотра дома, а условия аукционов и атмосфера террора против богатых отпугнули многих потенциальных покупателей. В результате, продажа имущества проскрибированных не покрыла расходов на готовящуюся войну с республиканцами, хотя многие соратники триумвиров необычайно обогатились. Для покрытия расходов триумвират ввёл новые налоги, устроил принудительный заём, обязал сенаторов набрать рабов для флота, а также конфисковал имущество многих богатых граждан. Отдельный налог был наложен на имущество богатых женщин, но римлянки добились отмены или значительного уменьшения этого сбора.

### Кампания в Греции. Битва при Филиппах

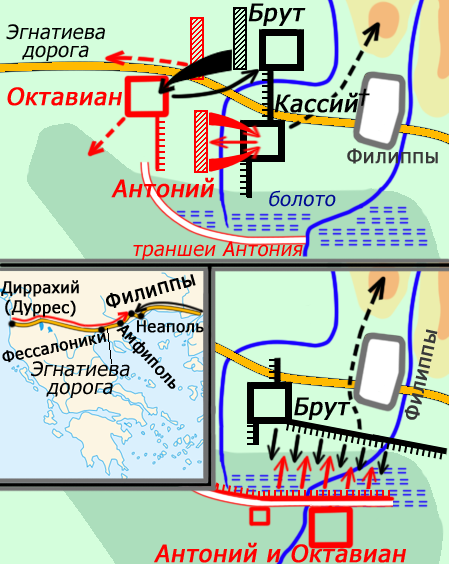
Сверху — первая битва при Филиппах, внизу — вторая битва, слева — пути триумвиров и республиканцев к Филиппам на карте Греции

Оставив Лепида в Италии с частью войск, Антоний и Октавиан успешно переправились через Адриатическое море, миновав превосходящие морские силы противников. Всего войска триумвирата в Македонии насчитывали около 100 тысяч пехотинцев и 13 тысяч всадников, республиканцы (их самоназвание — освободители, liberatores) располагали примерно 70 тысячами пехотинцев, но имели преимущество в кавалерии (около 20 тысяч) и на море. В сентябре Антоний прибыл к равнине у города Филиппы, где уже укрепились республиканцы. Октавиан задержался на несколько дней из-за недомогания.
Лагеря триумвиров находились на болотистой равнине, в то время как республиканцы заранее построили свои лагеря на холмах, что делало их положение более выгодным. Республиканцы надеялись избежать генерального сражения, рассчитывая на то, что преимущество на море и хорошее снабжение позволит им ослабить триумвиров. Однако вскоре на левом фланге республиканцев завязалось сражение между войсками Антония и Кассия. Марк действовал успешно и захватил лагерь противника, но одновременно Брут напал на войска Октавиана и захватил его лагерь. После этого Брут и Антоний вернулись на исходные позиции, а Кассий, не знавший об успехе Брута, покончил жизнь самоубийством. Через несколько недель, когда ситуация со снабжением в лагере триумвиров стала критической, Брут поддался уговорам своих соратников и вывел войска на решающую битву. Благодаря умелым действиям Антония армия триумвирата победила в сражении. Роль Октавиана в обоих сражениях была минимальной: первую битву суеверный полководец пропустил из-за дурного сна своего врача и три дня скрывался в болотах, а вторую битву — из-за болезни.
Октавиан обезглавил тело Брута и отправил голову в Рим, чтобы бросить её к ногам статуи Цезаря, но корабль, перевозивший голову Брута, потерпел крушение. Двое победителей перераспределили провинции: Марк сохранял за собой Галлию, получал Африку и, по-видимому, все восточные провинции; Гай получал испанские провинции, Нумидию (Новую Африку), Сардинию и Корсику; Лепид лишался влияния. Триумвиры распределили и обязанности в вопросе выполнения обещаний перед солдатами: Октавиан должен был наделить их землёй в Италии, а задачей Антония стал поиск наличных денег в богатых восточных провинциях.

### Перузинская война. Соглашение в Брундизии
После возвращения в Италию Октавиан принялся наделять отслуживших солдат землёй, причём участки раздавались и сдавшимся солдатам Брута и Кассия, чтобы они не поднимали восстаний и не присоединялись к выжившим республиканцам. Триумвиры заранее наметили 18 городов, земли которых следовало конфисковать, но претворять в жизнь массовые экспроприации пришлось Октавиану. Вскоре обнаружилось, что на многочисленных ветеранов этих земель не хватит, и Октавиан был вынужден начать конфискации земли и у других городов. Ветераны должны были получить участки в Италии, где уже давно ощущалась нехватка свободной земли, а массовое выведение колоний в провинции ещё не стало общепринятой практикой. Нередко землю отбирали у жителей поселений, враждебных триумвирам в прошлом. Как правило, самые мелкие наделы были оставлены прежним владельцам, как и многие самые крупные участки, а в наибольшей степени пострадали крестьяне средней руки и владельцы некрупных сельскохозяйственных вилл. Размер наделов для ветеранов неизвестен: средняя площадь оценивается от очень мелких наделов до участков в 50 югеров (12,5 га) для солдат и 100 югеров (25 га) для центурионов. Крайне редко владельцам земли, предназначенной для раздела, удавалось добиться сохранения участка: например, повезло поэту Вергилию, за которого вступился Гай Азиний Поллион. Октавиан выплачивал деньги прежним владельцам отнятой земли, но даже на эти символические выплаты не всегда удавалось раздобыть деньги. Ситуацию серьёзно осложнила блокада Апеннинского полуострова флотом Секста Помпея, закрепившегося на Сицилии и не пропускавшего корабли с зерном в Италию.
Недовольством, возникшим в результате массового выселения италиков и морской блокады, воспользовались Луций Антоний, брат Марка Антония, и остававшаяся в Италии Фульвия, жена этого триумвира. Луций обвинял в происходящем Октавиана и обещал, что его брат после возвращения с Востока восстановит республику. Его агитация имела успех не только у италиков, но и у некоторых сенаторов. Солдаты и военачальники, заинтересованные в продолжении раздач земли, пытались примирить Октавиана с Луцием Антонием, но вскоре в центральной Италии начались восстания италиков. Неясно, действовал ли Луций по указке своего брата: Аппиан, например, утверждает, что он начал вести агитацию самостоятельно, и в современной историографии распространена версия о непричастности Марка к действиям брата. Летом 41 года до н. э. Луций с верными войсками занял Рим и направился оттуда на север, надеясь объединиться с отрядами регулярных войск Азиния Поллиона и Вентидия Басса. Однако Октавиан, Агриппа и Квинт Сальвидиен Руф не допустили соединения войск мятежников и заблокировали Луция Антония в Перузии (современная Перуджа). После длительной осады и безуспешных попыток её снятия Луций сдался. Октавиан помиловал его, Фульвию, Вентидия Басса и Азиния Поллиона, но сам город отдал на разграбление солдатам, казнил большую часть местной знати за исключением одного человека. В довершение всего город сгорел дотла: Аппиан и Веллей Патеркул приписывают вину за пожар городскому сумасшедшему. Противники Октавиана утверждали, что он приказал принести 300 перузийцев в жертву на алтаре божественного Цезаря.
Многие из выживших участников восстания бежали к Марку Антонию. Несмотря на роман с Клеопатрой и занятость подготовкой к войне с Парфией, Марк переправился в Италию и осадил важнейший порт Брундизий (современный Бриндизи). Вскоре к нему присоединились Секст Помпей и Гней Домиций Агенобарб. Лишь под влиянием солдат, не желавших допустить новых столкновений между триумвирами, в Брундизии начались переговоры при посредничестве Гая Азиния Поллиона со стороны Антония и Мецената со стороны Октавиана. Оба триумвира заключили мир и заново распределили провинции. Антонию доставались все восточные провинции, Октавиану — все западные, а за Лепидом оставалась только провинция Африка. Все триумвиры получали право набирать новых солдат в Италии. Соглашение скрепили браком овдовевшего Антония на Октавии, сестре Октавиана, которая недавно потеряла мужа. Интересы Секста Помпея триумвиры проигнорировали, и он возобновил блокаду.

### Война с Секстом Помпеем. Продление триумвирата
Передел земли в Италии дезорганизовал сельское хозяйство, поскольку наделы крестьян и бывшие латифундии оказались в руках ветеранов. Неясно, имели ли они всё необходимое для сельскохозяйственных работ. Результатом перераспределения земли стала нехватка продовольствия, серьёзно усугублённая морской блокадой Апеннин Секстом Помпеем: к середине I века до н. э. большая часть зерна для снабжения Рима и Италии ввозилась по морю. Осложнялась ситуация отсутствием у Октавиана полноценного военного флота, а также массовым бегством рабов к Сексту Помпею, который обещал им свободу в обмен на службу в своих рядах. Наконец, на Октавиана оказывали давление жители Италии: они требовали восстановления снабжения не с помощью очередной войны, а путём мирных переговоров. В начале 39 года до н. э. доведённые до отчаяния римляне забросали камнями триумвиров. Октавиан был вынужден начать переговоры с Секстом.
Для демонстрации серьёзности мирных намерений Октавиан, который уже развёлся с Клодией, женился на Скрибонии. Она приходилась сестрой тестю Секста Помпея Луцию Скрибонию Либону и одновременно была дальней родственницей Помпея. Заключение этого брака содействовало скорому примирению с Помпеем. Первый этап переговоров триумвиров с Помпеем проходил на отмели в Неаполитанском заливе, где построили две небольших деревянных платформы для каждой из сторон. Успешным оказался второй этап, который проходил либо на мысе Мизен, либо в расположенных поблизости Путеолах.

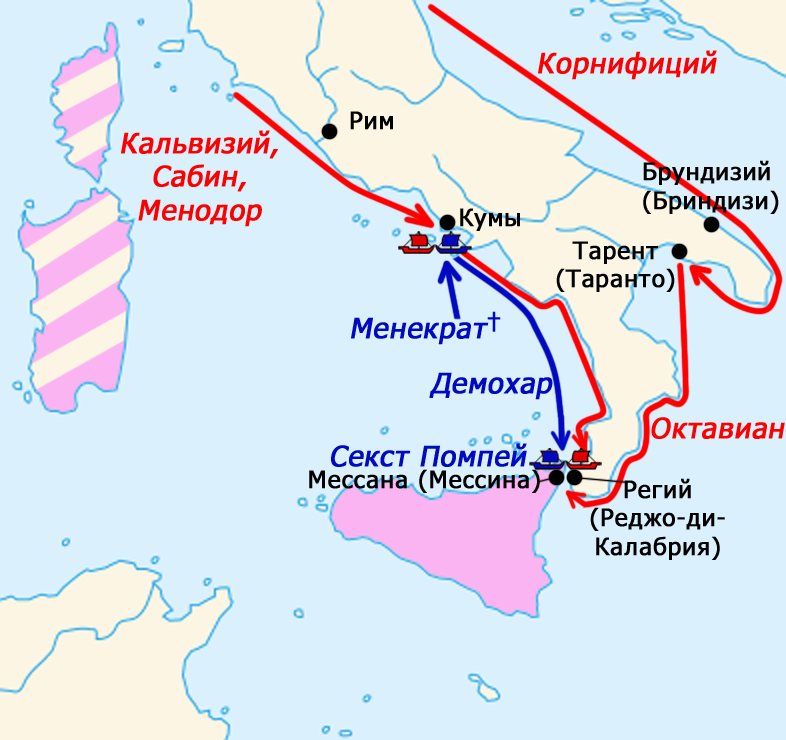
Война с Секстом Помпеем. Кампания 38 года до н. э.
Владения Секста Помпея (розово-бежевая штриховка обозначает территории, которые перебежчик Менодор сдал Октавиану;↗ — действия Октавиана и его адмиралов;
↗ — действия адмиралов Секста Помпея

Помпею отказали в принятии в число триумвиров вместо Лепида, однако в остальном Октавиан и Антоний пошли ему на уступки. Они пообещали амнистировать всех укрывшихся в Сицилии проскрибированных, предоставить беглым рабам из армии Помпея свободу и награды, аналогичные выплатам солдат триумвирата. Секст легализовал свой контроль над Сицилией, Корсикой, Сардинией, а также получал Пелопоннес. Кроме того, его сторонники включались в число магистратов на будущие годы. В ответ Помпей обязывался полностью снять морскую блокаду Италии и содействовать её снабжению зерном. По преданию, соглашение отпраздновали совместным пиром на корабле Помпея. За ужином Менодор, главный флотоводец Секста, якобы предложил убить Октавиана и Антония, но Помпей отказался.
Среди римлян, вернувшихся в столицу под гарантии триумвиров, был Тиберий Клавдий Нерон с беременной женой Ливией Друзиллой и маленьким сыном Тиберием. У Октавиана и Ливии начался роман, вскоре завершившийся помолвкой и браком. Клавдий не только не препятствовал браку, но даже собрал для жены приданое и организовал в своём доме празднование помолвки: отец Ливии покончил самоубийством из-за попадания в проскрипционные списки. Дата свадьбы неясна: по разным версиям, она состоялась либо через три дня после рождения Друза, либо ещё на шестом месяце беременности.
Мирный договор оказался непрочным: вопреки достижению мира, Октавиан начал строительство военного флота, а Помпей медлил с демонтажем боевых кораблей и роспуском их команд. Секст не стал официально восстанавливать морскую блокаду, но вдоль берегов Италии начали действовать пираты, и Октавиан утверждал, что это были люди Помпея. Вскоре на сторону Гая перебежал Менодор и сдал ему Сардинию и Корсику. Октавиан принял Менодора и усилил охрану берегов.
Вскоре корабли Помпея и Октавиана сошлись у Кум в Неаполитанском заливе. Ожесточённый бой окончился победой помпеянцев. Впрочем, командующий флотом Помпея Менекрат был убит, а сменивший его Демохар отвёл корабли в Мессану (современная Мессина) на острове Сицилия. Корабли Октавиана последовали за ним. Первые столкновения в Мессинском проливе оказались неудачными для триумвирата, а разразившаяся вскоре буря вынудила его флот отступить. Гай Октавий потерял более половины кораблей и запросил помощи у Антония. После того, как разногласия между триумвирами были улажены при посредничестве Октавии и Мецената, весной 37 года до н. э. они встретились в Таренте. Они договорились продлить срок полномочий триумвирата ещё на пять лет. Кроме того, нуждавшийся во флоте Октавиан должен был получить от Антония 120 кораблей. В обмен Марку, планировавшему вторжение в Парфию, должны были отойти 20 тысяч солдат. Антоний выполнил свою часть сделки, но Октавиан передал своему коллеге лишь десятую часть обещанных войск.
После продления триумвирата Октавиан продолжил строительство нового флота. В его распоряжении было мало опытных мореходов, и возле Кум была создана новая морская база для тренировок. Для строительства флота Октавиан вынудил богатых сделать крупные пожертвования и отдал своих рабов в гребцы. Агриппа, непосредственно руководивший подготовкой флота, учёл опыт предшествующих сражений и строил корабли большего размера с крюком-краном (гарпагом; лат. harpax) для уничтожения снастей вражеских кораблей (неясно, было ли это устройство римским изобретением, или оно использовалось ещё в эллинистическую эпоху).

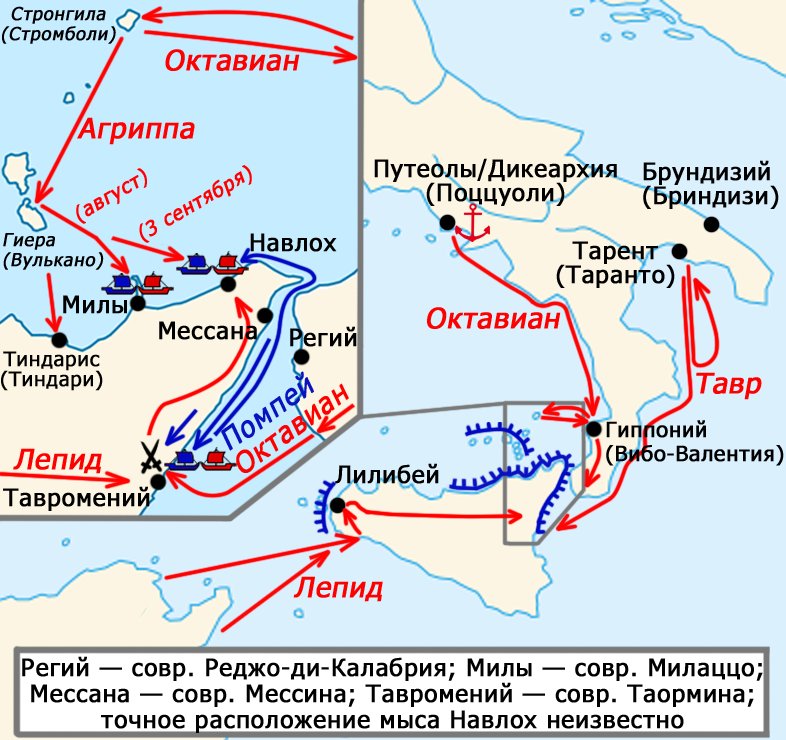
Война с Секстом Помпеем. Кампания 36 года до н. э.
↗ — действия Октавиана и его подчинённых;
↗ — действия Секста Помпея и его подчинённых

Шанс построить флот и подготовить моряков появился у Октавиана благодаря нерешительности Помпея и его нежеланию пользоваться доминированием на море для осуществления сухопутных операций. План Октавиана по вторжению на Сицилию заключался в одновременной атаке на остров с трёх направлений — Статилий Тавр должен был отплыть из Тарента, Лепид из Африки, а сам Октавиан — из Путеол. Выступление было назначено на 1 июля 36 года до н. э.
Планы Гая спутал внезапно поднявшийся сильный южный ветер. Из-за него разбилась значительная часть флотилии Октавиана, а Тавр и вовсе вернулся в Тарент. Лепид потерял несколько кораблей из-за ветра, но стихия отбросила и разведывательные корабли Помпея, благодаря чему войска Лепида сумели беспрепятственно высадиться на остров. Впрочем, ему не удалось занять стратегически важный город Лилибей на западе Сицилии, и он совершил поход через весь остров к Тавромению (современная Таормина), куда вскоре переправился и Октавиан с сухопутными силами. В августе (секстилии) командовавший флотом Агриппа удачно провёл битву при Милах на северном побережье острова, а 3 сентября 36 года до н. э. в битве при Навлохе одержал решающую победу над Помпеем. Секст бежал на Восток, а Лепид, не дожидаясь прибытия Октавиана, заключил с войсками помпеянцев мир. Вскоре Лепид попытался с помощью армии объявить Сицилию своей провинцией и тем самым укрепить собственное положение, но Октавиан пообещал его солдатам бо́льшие награды, и они покинули полководца. Октавиан помиловал Лепида за это предательство, но удалил его из политики.
После победы Гай не выполнил данного прежде обещания о предоставлении рабам Помпея свободы. Напротив, 30 тысяч беглых рабов он вернул прежним хозяевам, а тех, чьих владельцев не удалось найти (их было около шести тысяч человек), приказал казнить. Из-за истощения казны и ухудшения отношений с Антонием Октавиан затягивал выплаты солдатам и раздачи земель. Вместо них он щедро раздавал воинские награды, что вызывало противодействие солдат. Проблему нехватки денег частично решила огромная контрибуция в 1600 талантов, наложенная на Сицилию (аналогичные сборы обычно налагались на побеждённых врагов). Нехватка же земли отчасти решилась расселением ветеранов не только в Италии, но и в западных провинциях. Благодаря этой мере удалось избежать нового этапа массовых экспроприаций земли в Италии и вызванных ими волнений. За победу над Помпеем сенат удостоил Октавиана малого триумфа (овации) и права на священную неприкосновенность, присущую народным трибунам (лат. sacrosanctitas; Октавиан, переведённый в сословие патрициев, не имел права занимать эту должность). Вскоре аналогичные привилегии получили Ливия и Октавия.

### Второе столкновение с Антонием. Битва при Акции и завоевание Египта
После победы над Секстом Помпеем Октавиан начал готовиться к грядущей войне с Антонием, не разрывая, однако, с ним отношений. Консулов продолжали избирать в соответствии с Тарентским соглашением — обычно по одному соратнику от каждого из двух оставшихся триумвиров. Однако Агриппа по указанию Октавиана продолжил наращивать силу военно-морского флота, целью которого было предотвращение высадки Антония в Италию. Сам Октавиан в 35 году до н. э. возглавил вторжение в Иллирию, которое рассматривалось одновременно и как тренировка для солдат, и как предлог, чтобы не распускать крупную армию. Кроме того, с помощью этого похода Октавиан надеялся укрепить свой авторитет полководца в глазах армии. Кроме того, в Иллирии Гай мог надеяться захватить рабов и набрать вспомогательные войска. Вероятно, рассматривались и иные направления для ведения войны: Дион Кассий упоминает о сорвавшихся планах по вторжению в Британию.

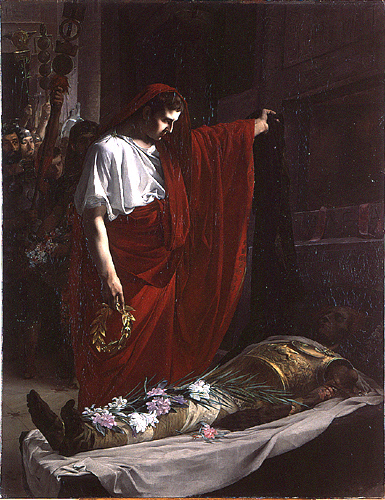
Художник Франсуа Шоммер. Октавиан перед гробницей Александра Македонского, 1878, Высшая школа изящных искусств (Париж)

В результате войны в Иллирии Октавиан укрепил свой авторитет в армии и среди жителей Италии, сравнявшись с признанным мастером войны Антонием, репутация которого пострадала от неудачи в Парфии. Награбленную в ходе войны добычу он использовал для поддержки монументального строительства в столице и для организации роскошных массовых мероприятий с целью добиться поддержки городского плебса. Сам полководец получил право на триумф, но воспользовался им не сразу. Впрочем, успехи римлян в Иллирии оказались непрочными: войска Октавиана избегали участия в затяжных кампаниях и потому сумели установить контроль лишь над территорией недалеко от адриатического берега, а в 6 году н. э. на покорённой территории разразилось крупное восстание (см. раздел «Внешняя политика Рима»).
После гибели Секста Помпея выжившие республиканцы были вынуждены сделать выбор между Октавианом и Антонием. Многие из них присоединились к Марку. Антония также поддержало немало нейтральных сенаторов, видевших в нём меньшее зло по сравнению со мстительным Октавианом, который, по их мнению, уничтожал остатки республиканских свобод. Октавиан же сделал ставку на обязанных ему землёй ветеранов Цезаря, на деловые круги Италии и на своих друзей, которых он активно продвигал по карьерной лестнице. Впрочем, своего давнего друга Сальвидиена Руфа, наместника Трансальпийской Галлии и командующего крупной армией, Октавиан привлёк к суду за измену — якобы он вёл закулисные переговоры с Антонием. В результате Руф покончил жизнь самоубийством или был казнён.
Около 35 года до н. э. Октавиан отправил к Антонию, потерпевшему поражение от парфян, деньги и военное снаряжение, а также солдат, которых он должен был передать по Тарентскому договору в обмен на 120 кораблей. Впрочем, вместо обещанных 20 тысяч солдат Гай направил на Восток всего 2 тысячи легионеров. Конвой с помощью сопровождала Октавия, законная жена Марка, хотя его связь с Клеопатрой была общеизвестна. По-видимому, Гай надеялся, что Антоний спровоцирует скандал, который он мог бы использовать для начала войны. Впрочем, Антоний действовал осторожно и не дал Гаю повода к серьёзным обвинениям, хотя источники по-разному передают подробности миссии Октавии. Октавиан также не позволил своему коллеге набирать войска в Италии, вопреки существованию такой возможности по соглашению в Таренте. Как замечает В. Н. Парфёнов, невозможность получать подкрепления из Италии подтолкнула Антония к уступкам Клеопатре. Впоследствии Октавиан начал публично обвинять Антония в самоуправстве и предательстве интересов Рима, акцентируя особое внимание прежде всего на самовольном перекраивании границ и раздаче титулов в угоду египетской царице. Другим вопросом, вокруг которого строились обвинения Гая, стал отказ Антония от жены-римлянки в пользу чужеземки. Антоний старался защищаться от нападок Октавиана. Светоний сохранил фрагмент его письма, составленного в ответ на обвинения в нарушении священных уз брака:
С чего ты озлобился? Оттого, что я живу с царицей? Но она моя жена, и не со вчерашнего дня, а уже девять лет. А ты как будто живёшь с одной Друзиллой? Будь мне неладно, если ты, пока читаешь это письмо, не переспал со своей Тертуллой, или Терентиллой, или Руфиллой, или Сальвией Титизенией, или со всеми сразу, — да и не всё ли равно, в конце концов, где и с кем ты путаешься?.
Триумвиры также спорили, на ком из них лежит вина за гибель довольно популярного в народе Секста Помпея, и является ли Цезарион законным наследником Цезаря вместо Октавиана.
До истечения срока второго триумвирата полномочия Октавиана и Антония превосходили полномочия консулов. Точная дата окончания триумвирата неясна: либо 31 декабря 33 года до н. э., либо (менее вероятно) 31 декабря 32 года до н. э. Октавиан официально не сложил полномочия триумвира после их истечения, но и не пользовался ими. 1 января 33 года до н. э. он стал консулом, но всего через несколько часов передал полномочия Луцию Автронию Пету. Летом Антоний отказался от подготовки к новой войне с Парфией и начал передислоцировать войска ближе к Греции, что обычно считается свидетельством резкого обострения отношений между триумвирами. 1 января следующего года в должность вступили сторонники Антония, которые воспользовались своим положением и развернули новый этап пропагандистской кампании, направленной против Октавиана. Гай ответил на это появлением на заседании сената в сопровождении вооружённых сторонников. После этой демонстрации силы немало сенаторов перебежало на сторону Антония. К нему же переправились и оба консула. Хотя это и предоставило Марку удобную возможность ответить на попрание прав сената, он ничего не предпринимал. Кроме того, среди сторонников Антония не было единства: часть из них выступала за разрыв с Клеопатрой и примирение с Октавианом, однако сторонники египетской царицы оказались более влиятельными. Это привело к бегству многих знатных римлян в обратном направлении, к Гаю.
Среди перебежчиков к Октавиану оказались Луций Мунаций Планк и Марк Тиций. Будучи ближайшими соратниками Антония, они были свидетелями при подписании его завещания и рассказали Гаю о его содержании. Октавиан забрал завещание у хранивших его жриц-весталок, после чего вскрыл и огласил некоторые его пункты перед сенатом (такое пренебрежение к тайне завещания считалось кощунством). Известные по источникам положения завещания наверняка аутентичны; впрочем, не исключаются и возможность оглашения Октавианом отдельных фраз без контекста, и подложность зачитанного документа. Под влиянием Октавиана сенат лишил Антония всех полномочий, в том числе и намеченного на следующий год консульства, но войну объявил только Клеопатре.

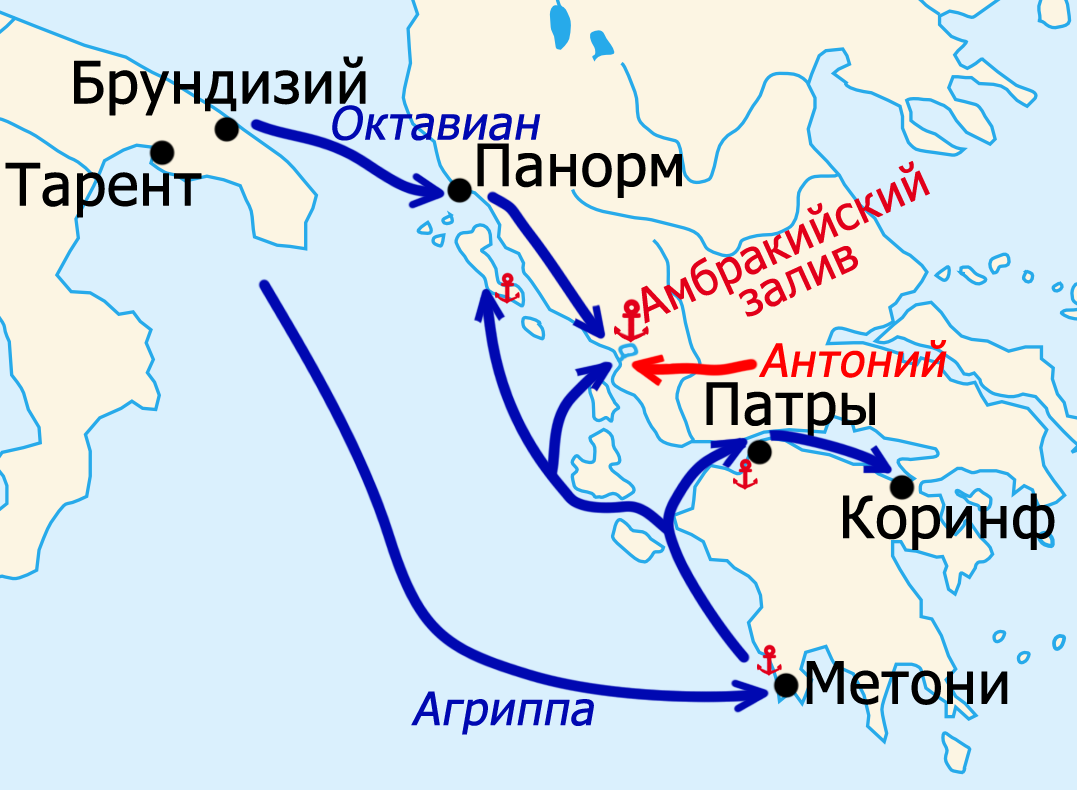
Кампания 31 года до н. э. в Греции до битвы при Акции. Красные якоря обозначают основные места зимовки флота Антония.
↗ — действия Антония
↗ — действия Октавиана и Агриппы

Для содержания армии, способной противостоять большому войску Антония, Октавиан прибег к чрезвычайным мерам пополнения казны: свободные граждане должны были единовременно внести 1/4 от своего годового дохода, богатые вольноотпущенники — 1/8 от всего состояния. Проводились и принудительные займы под видом пожертвований. Суровые меры привели к восстаниям в Италии, которые подавлялись армией. Октавиан также заставил население западных провинций принести клятву на верность себе, по-видимому, аналогичную присяге солдат своему полководцу (впоследствии он утверждал, что клятву приносили добровольно).
Войска Антония прибыли к Ионическому морю лишь к концу лета 32 года до н. э., когда начинать переправу огромной армии было уже рискованно. Марк незначительно превосходил Гая и в численности сухопутных войск (100 тысяч пехоты против 80 тысяч), и в числе кораблей, но его судам не хватало гребцов. Антоний знал о восстаниях в Италии и рассчитывал, что затяжная война повредит Октавиану больше, чем ему. Свой флот и армию он распределил между несколькими пунктами вдоль берегов Адриатического и Ионического морей, но основная часть кораблей была сконцентрирована в Амбракийском заливе. В начале 31 года до н. э. Агриппа и Октавиан неожиданно атаковали периферийные морские базы Антония в Греции и, завладев преимуществом на море, высадили войска в Греции. Противники стянули основные силы к Амбракийскому заливу, где Агриппа заблокировал большую часть вражеского флота. После долгой позиционной борьбы, в ходе которой Октавиан уклонялся от попыток Антония навязать сухопутное сражение, Марк инициировал морскую битву у мыса Акций (2 сентября 31 года до н. э.). Агриппа одержал верх над флотом противника, но Клеопатра и Антоний сумели прорвать блокаду и уплыть в Египет. После бегства своего полководца солдаты Антония начали массово переходить на сторону Октавиана, хотя обычно выторговывали для себя выгодные условия измены.
Сам Октавиан повёл войска на Египет. Когда он подошёл к Александрии, легионы Антония опять перешли на его сторону, и Антоний совершил самоубийство. Через неделю покончила с собой и Клеопатра. Октавиан разрешил похоронить обоих согласно их просьбе — в одной гробнице. Впрочем, причиной для этого шага могло быть и желание Октавиана не допускать похорон Антония в Риме. После самоубийства Антония и Клеопатры Октавиан приказал казнить сына Клеопатры Цезариона, а вскоре был убит и старший сын Антония, Антилл. Другие дети Марка Антония ещё не достигли совершеннолетия, и потому Октавиан их помиловал. Вернувшись из Египта, Октавиан устроил тройной триумф. 13 августа 29 года до н. э. он отпраздновал победу в Иллирии, 14 августа — при Акции, 15 августа — в Египте, самый роскошный из трёх.

## Власть Октавиана

### Установление принципата
Образ правления, установленный Августом и, в основных чертах, сохранившийся до установления абсолютной монархии (домината), в историографии обозначается как принципат (лат. principatus, от princeps, по названию почётного титула принцепс — «первенствующий [в сенате]»; см. раздел «Октавиан и сенат»). Современники не использовали термин «принципат» в политическом значении, хотя он вошёл в обиход уже ко времени жизни историка Тацита (конец I — начало II века н. э.). Принципат сформировался на основе республиканского строя, в значительной степени сохранив преемственность с политическими институтами Римской республики. Октавиан не стремился собрать все республиканские должности и мыслимые почести и титулы. Вместо этого он на неограниченное время сосредоточил в своих руках высшую власть в провинциях (imperium — импе́рий) и широкие полномочия в столице (tribunicia potestas — власть трибуна). Подобное сочетание полномочий встречалось впервые — Сулла и Цезарь правили, пользуясь диктаторскими полномочиями, — и для поддержания своего положения император последовательно укреплял свой авторитет у жителей империи (auctoritas). Под полным контролем императора находилась и огромная армия.
Основы принципата были заложены реформами 27—23 годов до н. э. 13 января 27 года до н. э. Октавиан выступил с речью перед сенатом, в которой заявил о готовности отказаться от всех чрезвычайных полномочий в пользу сената и народа. Текст выступления сохранён Дионом Кассием, хотя допускается его неаутентичность. Тщательно срежиссированное выступление (Дион Кассий упоминает, что группа сторонников Октавиана поддерживала его аплодисментами) стало неожиданностью для сенаторов, и они отказали Октавиану. Более того, сенат предоставил ему право управлять испанскими и галльскими провинциями, а также Сирией на 10-летний срок с правом продления (обычно наместник получал одну провинцию на один год). Египет был признан «личным владением» Октавиана. 16 января на новом заседании сенат наделил его рядом почестей, прежде всего именем «Август», в результате чего полным официальным именем правителя стало «Император Цезарь Август, сын бога» (Imperator Caesar Augustus divi filius), а кратким — Цезарь Август. Включение нового элемента в состав полного имени не было изобретением Октавиана: Сулла принял имя Felix (Счастливый), Помпей — Magnus (Великий). В то же время, слово «Август» имело ярко выраженный религиозный оттенок и отсылало к широко известным строкам поэта Энния об основании Рима после «священного гадания» (augusto augurio). Первоначально Октавиану предлагалось добавить имя «Ромул» вместо «Август», по имени мифического основателя Рима, который и провёл «августейшее» гадание, но он отказался. Причинами отказа правителя от имени «Ромул» были как ассоциации с убийством брата Рема, так и установленная им царская власть. Проконсульская власть действовала только в провинциях, а в Риме Октавиан продолжал пользоваться полномочиями консула, занимая эту должность ежегодно.
В 24-23 годах до н. э. Октавиан закрепил своё положение новыми политическими реформами. В 24 году до н. э. сенаторы, по словам Диона Кассия, освободили правителя от подчинения законам, что трактуется как иммунитет от судебного преследования. В следующем году разразился политический кризис, вызванный прежде всего болезнью императора. Агриппа, надеявшийся стать преемником Октавиана, был недоволен возвышением Марцелла — племянника и зятя правителя. Некоторые историки относят к 23 году до н. э. судебное разбирательство по делу Марка Прима и заговор Цепиона и Мурены, что осложнило положение правителя. Августу удалось примирить Агриппу с Марцеллом, но последний вскоре умер. 1 июля Октавиан неожиданно сложил с себя полномочия консула и отказался избираться в будущем. Причины этого шага неясны. Вместо консульства Август получил от сената «больший империй» (imperium maius), благодаря которому он смог вмешиваться в управление не только собственными, но и сенатскими провинциями. Сенат также даровал Октавиану полномочия народных трибунов (tribunicia potestas), но не саму должность, которая была доступна только плебеям. Власть трибуна предоставляла ему право законодательной инициативы, утерянное при сложении консульских полномочий, а также право наложения вето (интерцессии) на любые принимаемые законы. Священную неприкосновенность, присущую трибунам, Октавиан получил ещё в 36 году до н. э. После 23 года до н. э. Октавиан сконцентрировал в своих руках и высшую власть в провинциях Римской империи, и широкие законные полномочия в Риме. Сочетание двух полномочий оказалось весьма стабильным, и последующие императоры опирались преимущественно на них.
Когда в Риме в 22 году до н. э. начался голод, распространился слух, будто неурожай и сильное наводнение были ниспосланы Италии из-за того, что Октавиан больше не занимает должность консула. По сообщению Диона Кассия, люди стали просить Октавиана принять должность диктатора, отменённую после убийства Цезаря. Этот же историк утверждает, что вскоре Августу предложили стать пожизненным третьим консулом и даже даровали это право. После этого между двумя курульными креслами в сенате якобы устанавливалось третье, для Октавиана. Впрочем, современные исследователи допускают, что античный автор мог ошибиться. Наконец, в правление Октавиана римляне, осуждённые судом, потеряли право обращаться за пересмотром наказания к народному собранию (provocatio ad populum), но вместо этого смогли просить помилования у императора (apellatio ad Caesarem).

### Проблема наследования

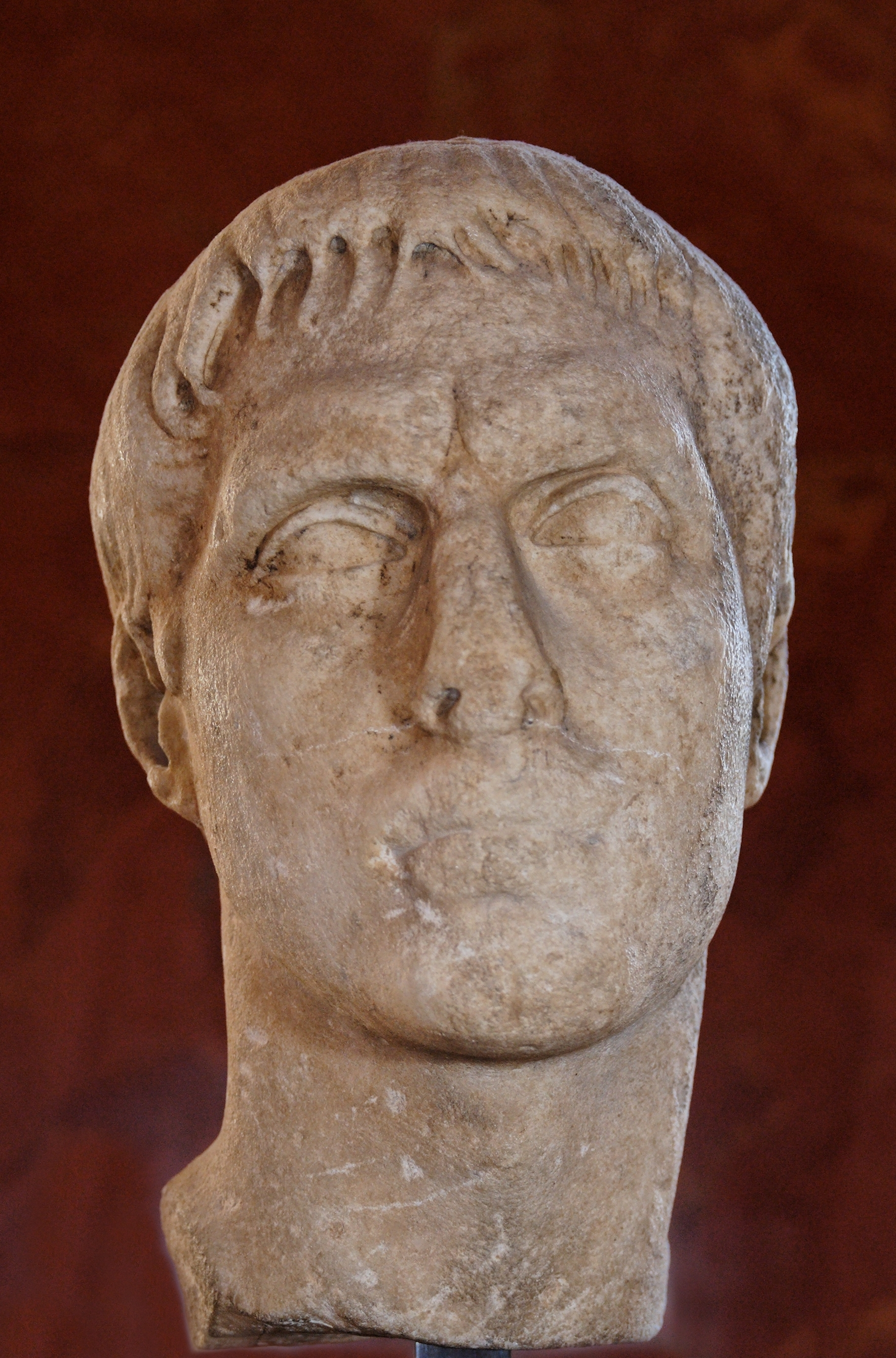
Бюст Марка Клавдия Марцелла из Лувра (Париж)
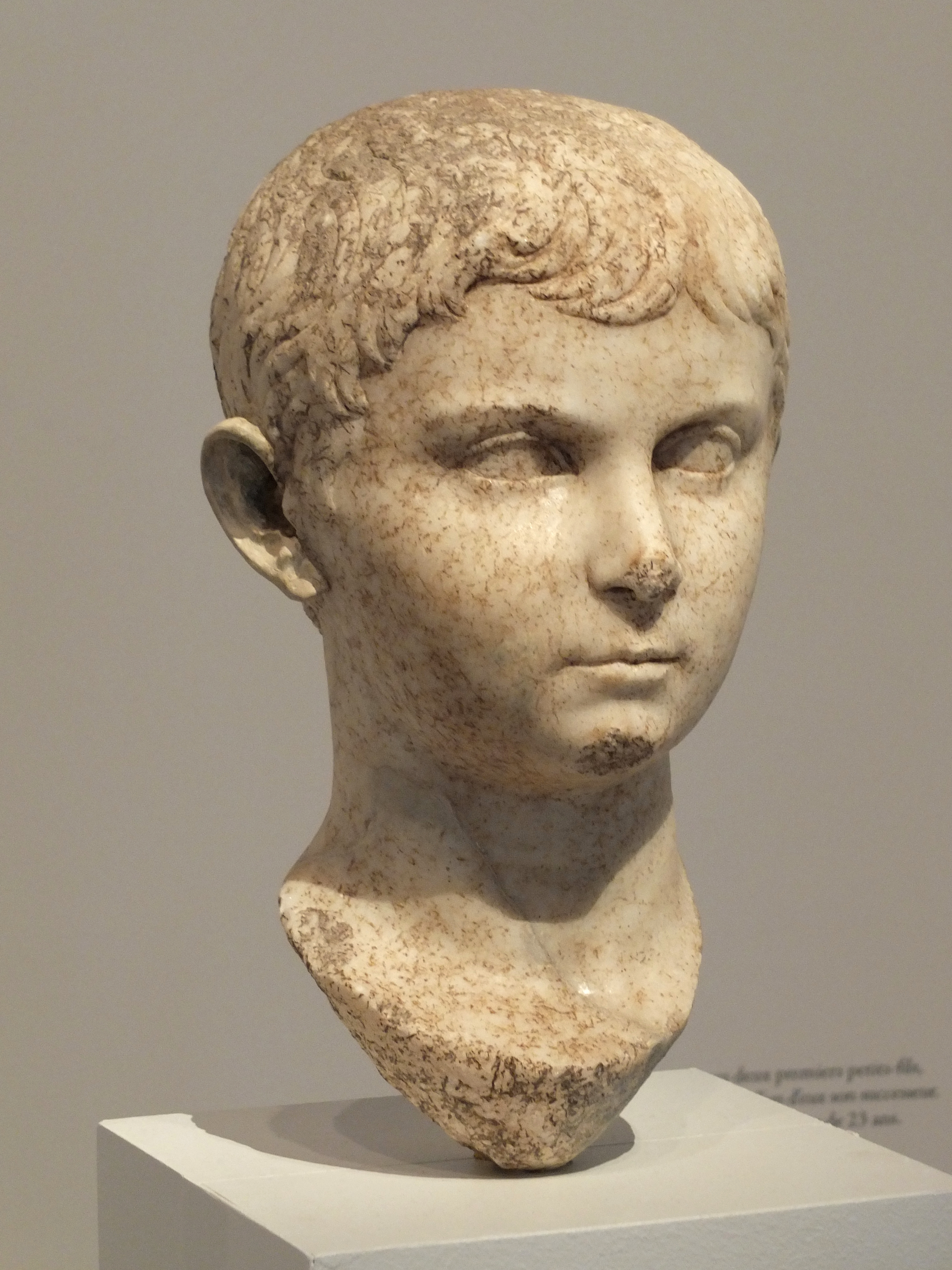
Бюст Гая Юлия Цезаря Випсаниана из музея Fondazione Sorgente Group (Рим)
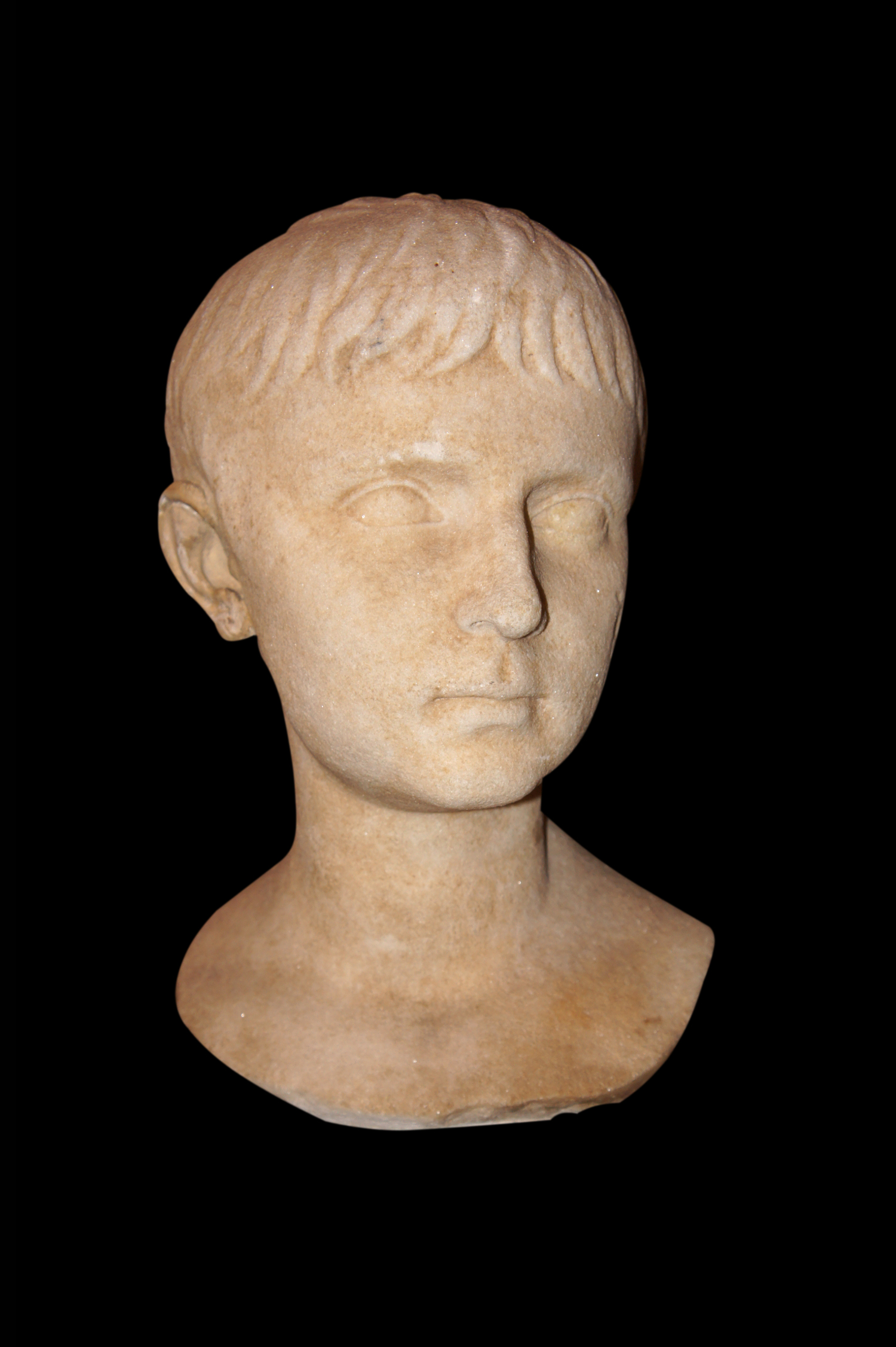
Бюст Луция Юлия Цезаря Випсаниана из музея Fondazione Sorgente Group (Рим)
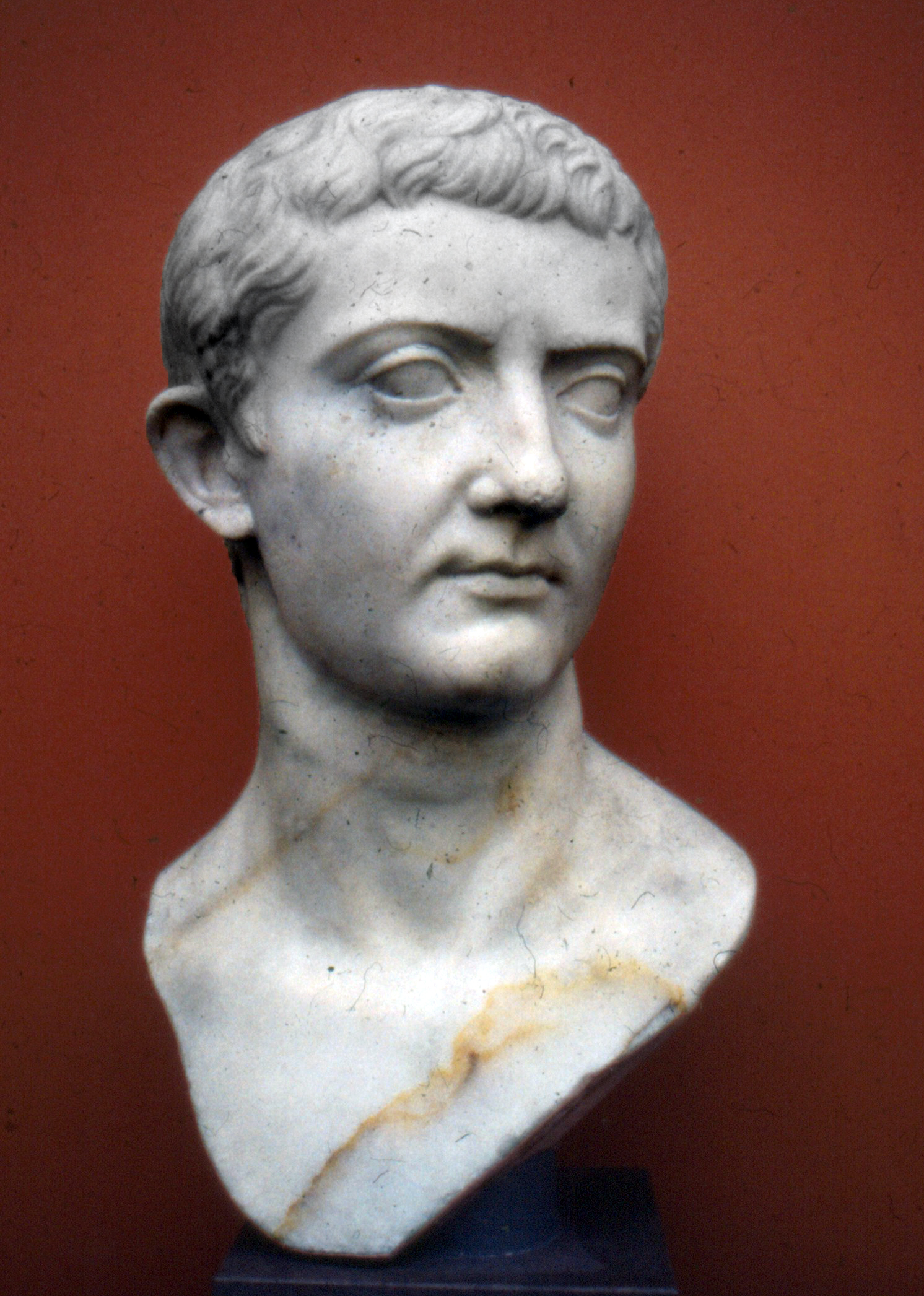
Бюст Тиберия из Новой глиптотеки Карлсберга (Копенгаген)

Обратной стороной сохранения республиканских политических институтов и отказа Октавиана от юридического закрепления единоличной власти стала невозможность назначить преемника. К тому же, не все люди, смирившиеся с установлением принципата, были согласны на наследование власти. Эрик Грюн допускает, что около 24 года до н. э. Октавиан задумался об уходе из политики, а для обеспечения спокойной старости наделил себя судебным иммунитетом. Однако ещё современники не знали, кого он планировал сделать преемником. Наиболее очевидным кандидатом был племянник и зять императора Марцелл, хотя Октавиан и отрицал свои планы в его отношении. Во время кризиса следующего года больной Октавиан передал свой перстень Агриппе, что было истолковано сенаторами как намерение передать власть именно ему. Тем не менее, после выздоровления император продолжил поручать важные задания Марцеллу. Вскоре Марцелл неожиданно для всех умер.

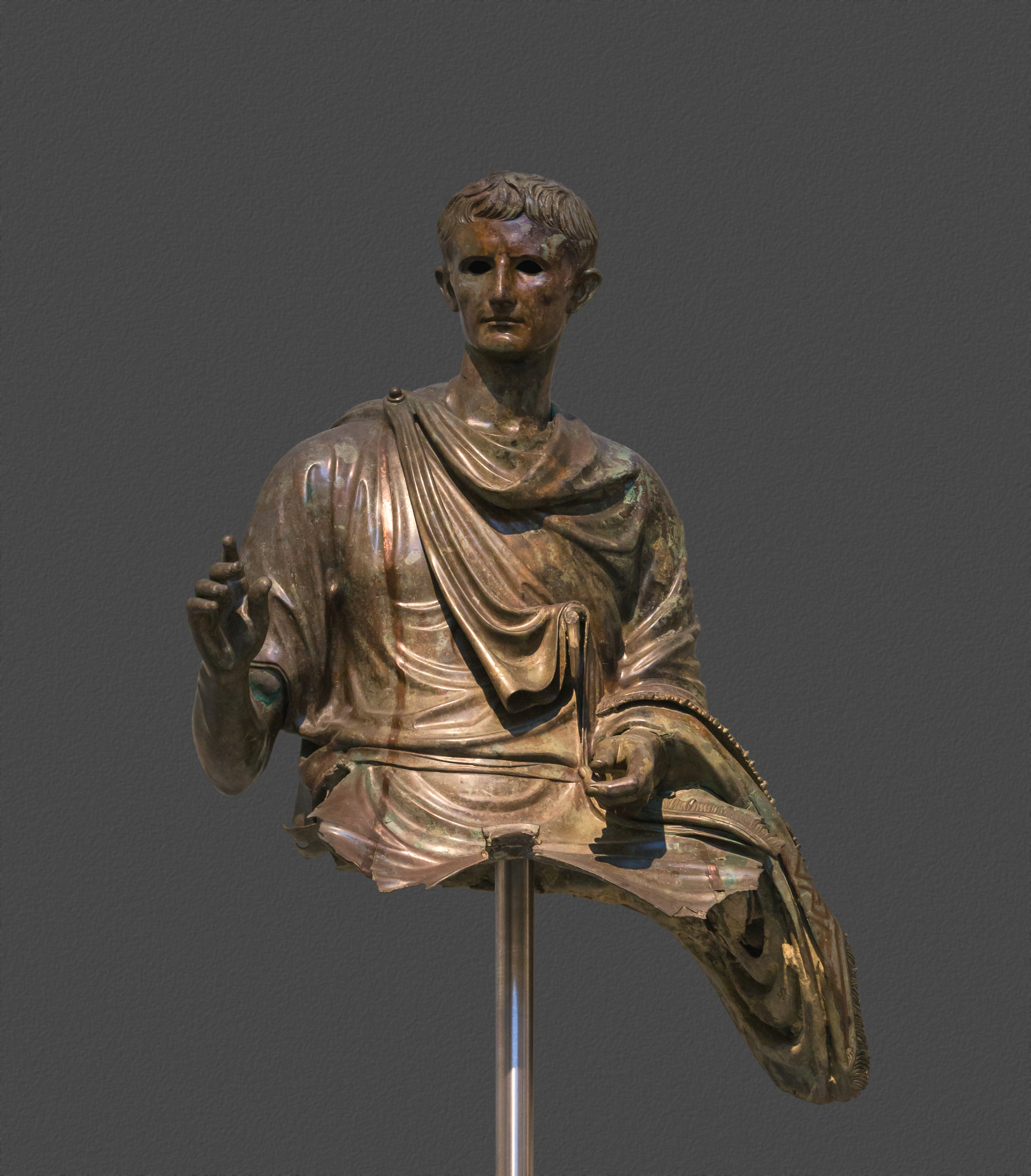
Фрагмент бронзовой конной статуи Августа, I век нашей эры, Национальный археологический музей Афин

Вскоре Октавиан наделил Агриппу, своего ближайшего сторонника, полномочиями трибуна и, возможно, «большим империем» (imperium maius) на пятилетний срок с правом продления. По настоянию императора овдовевшая Юлия вышла замуж за Агриппу. Впрочем, принципат не превратился в двоевластие. По-видимому, полномочия Агриппы должны были обеспечить стабильность государства в случае смерти часто болевшего Августа. Поскольку у Октавиана по-прежнему не было родных сыновей, он усыновил родившихся вскоре детей Агриппы и Юлии — Гая и Луция — с помощью полузабытой процедуры фиктивной покупки. Предполагается, что он готовил их к власти с самого детства, наняв известного педагога Марка Веррия Флакка и порой присоединяясь к их обучению. Тиберий и Друз, пасынки императора, таким образом, перестали рассматриваться как основные наследники. Некоторые историки предполагают, что Агриппа должен был стать регентом при новых детях Октавиана, но это предполагало оформление наследственной монархии.
В 12 году до н. э. Агриппа умер, и Октавиану пришлось вновь пересматривать планы передачи власти. Гай и Луций были слишком юными, и император ускорил продвижение по карьерной лестнице уже взрослого Тиберия (Друз умер в 9 году до н. э.). Пасынок императора был успешным полководцем, а его способности не подвергались сомнению, хотя античные авторы упоминают о его сложном характере. Октавиан добился для него права занимать должности на пять лет раньше положенного возраста, женил его на вновь овдовевшей Юлии (предварительно приказав Тиберию развестись с Випсанией) и стал поручать командования в ответственных войнах. Впрочем, Тиберий не сразу получил власть трибуна, а «большего империя» (imperium maius) он не удостоился.
В 6 году до н. э. Тиберий неожиданно отказался от всех занимаемых должностей и объявил об уходе из политики. Мать и приёмный отец безуспешно пытались переубедить его, но он объявил голодовку. На четвёртый день Октавиан позволил Тиберию покинуть Рим, и он отплыл на Родос. Причины внезапного решения Тиберия были неясны ещё в древности, и до настоящего времени единого удовлетворительного объяснения не предложено. После ухода из политики своего пасынка Октавиан возложил все надежды на Гая и Луция: он лично представил их римлянам, и вскоре их прозвали «принцепсами молодёжи» (principes iuventutis). Император позволил им заседать в сенате и надеялся сделать их консулами намного раньше положенного возраста. Ответственные поручения он передавал более зрелым родственникам — в частности, Луцию Домицию Агенобарбу. Во 2 году н. э. Луций Цезарь неожиданно умер в Массилии (современный Марсель), а 21 февраля 4 года н. э. от тяжёлого ранения скончался Гай.
Незадолго до смерти Гая в Рим вернулся Тиберий. Вскоре Октавиан вернул ему полномочия трибуна на десятилетний срок и доверил ему сначала руководство операциями в Германии, а затем и подавление восстания в Паннонии и Иллирике. 26 июня 4 года н. э. император окончательно усыновил Тиберия, а также третьего сына Агриппы — Агриппу Постума (Светоний упоминает, что он решился на этот шаг скрепя сердце). Однако уже в 7 году н. э. Агриппа Постум поссорился с императором, и Октавиан выслал его из Рима, а затем и вычеркнул из завещания. В 13 году н. э. трибунская власть Тиберия была продлена на десять лет, и примерно в это же время он получил imperium maius. Благодаря этой подготовке смерть Августа 19 августа 14 года н. э. позволила осуществить мирный переход власти к Тиберию. Тем не менее, в легионах на Дунае и Рейне начались недолгие волнения, вызванные желанием войск провозгласить императором Германика Младшего, а другой возможный претендент на наследство Августа, Агриппа Постум, был убит при неясных обстоятельствах.

### Октавиан и сенат

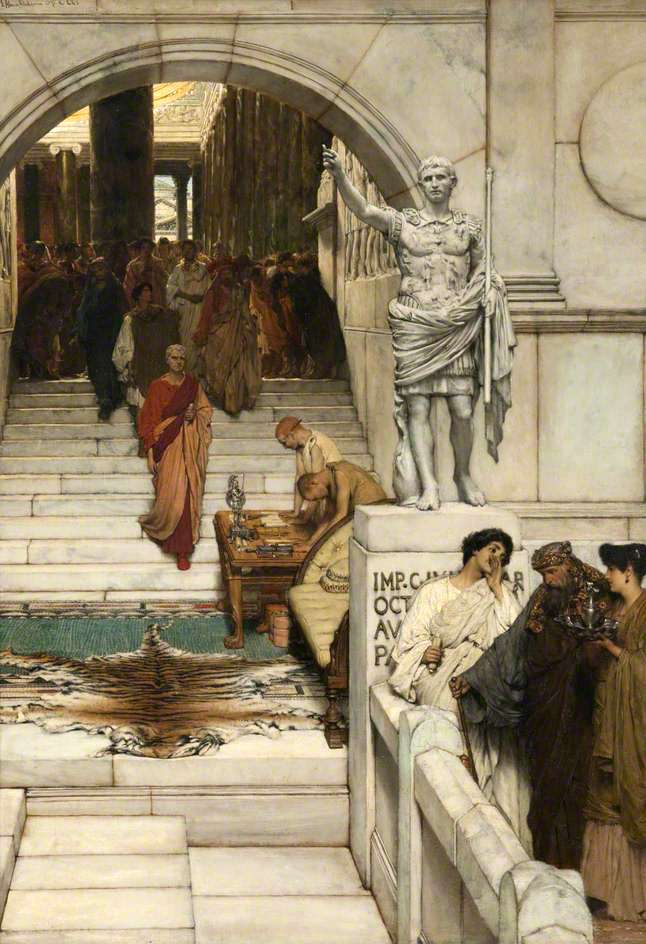
Аудиенция у Агриппы. Картина Лоуренса Альма-Тадемы (1877)

При Октавиане сенат перестал быть законосовещательным органом, получив законодательные полномочия. Право законодательной инициативы, однако, сохранялось за магистратами. Сенат получил и судебные полномочия. Впрочем, реальная власть была сосредоточена в руках Октавиана. Поскольку у сената по-прежнему сохранялись полномочия для самостоятельных действий, император проводил осторожную политику в его отношении. По словам Майкла Гранта, «правитель единовластно распоряжался всей системой, не переставая на словах превозносить достоинства сената». Большим влиянием стал пользоваться новый совещательный орган — consilium principis (совет принцепса), в который вошли консулы, представители прочих магистратов и 15 сенаторов, отобранных по жребию на полгода. В этом совете готовились проекты постановлений, которые консулы выносили на рассмотрение сената, непременно упоминая об одобрении инициативы Октавианом. В 13 году н. э. этот совет был реформирован: Тиберий, Друз и Германик стали пожизненными советниками, а решения совета могли получать силу закона.
Император провёл несколько реформ, регламентировавших различные аспекты деятельности сената. Много внимания Октавиан уделил количественному сокращению разросшегося сената. В середине 40-х годов до н. э. Гай Юлий Цезарь довёл число сенаторов до 900 и увеличил количество младших магистратур, которые позволяли войти в сенат. В результате, к началу правления Октавиана в нём, несмотря на гражданские войны и проскрипции, заседало уже больше тысячи человек (по версии А. Б. Егорова, там заседало около 800 человек). В 29 году до н. э. Октавиан совместно с Агриппой получил полномочия цензора и пересмотрел список сенаторов, удалив около 190 человек. Вскоре он сократил число квесторов с 40 до 20, что уменьшило ежегодное пополнение сената. Наконец, в 18 году до н. э. он провёл вторую ревизию этого органа. Первоначально император планировал уменьшить число сенаторов почти втрое, с примерно 800 до 300 человек (такой была численность сената до реформ Суллы), но их решительное сопротивление вынудило Октавиана ограничиться сокращением до 600 человек. Среди отчисленных оказалось немало оппонентов императора. Себя Октавиан поставил в списке сенаторов первым, став таким образом принцепсом сената. Имущественный ценз для сенаторов был повышен до 1 миллиона сестерциев. В 11 году до н. э. Октавиан отменил кворум в 400 сенаторов, а в 9 году до н. э. провёл закон, пересмотревший кворум и процедуру созыва собраний сената. Для различных типов заседаний устанавливался отдельный кворум, а за отсутствие на заседании без уважительных причин устанавливались высокие штрафы. По-разному интерпретируется свидетельство о проведении заседаний дважды в месяц — в календы (1-е число каждого месяца) и иды (13-е или 15-е число). Некоторые исследователи (например, Н. А. Машкин) полагают, что заседания проводились только в эти дни, но, по мнению детально рассмотревшего вопрос Ричарда Талберта, сенат мог собираться и в другие дни, помимо ид и календ, но присутствие на этих двух заседаниях было обязательным. Впрочем, все попытки императора улучшить посещаемость сената провалились, и впредь император смотрел на неё сквозь пальцы. В правление первого императора Октавиан запретил сенаторам покидать Италию с Сицилией без особого разрешения, а протоколы заседаний сената перестали публиковаться. Довольно редко император шёл на уступки сенаторам, и обычно это были незначительные меры — например, для них был отведён весь первый ряд мест в театре. Ликвидация цензоров сделала членство в сенате фактически пожизненным, хотя неугодных мог исключать император. Кроме того, льготы для детей сенаторов укрепили наследственный характер этого сословия.
В результате реформ Октавиана влияние сената на внешнюю политику, управление провинциями и финансами уменьшилось. После появления императорской казны (фиска) Октавиан продолжал вольно распоряжаться и деньгами из государственной казны (эрария). Сенаторы больше не могли влиять на войска: в начале I века н. э. в 13 сенатских провинциях находился лишь один легион регулярной армии, а император мог вмешиваться в процесс назначения наместников и командующих войсками в сенатских провинциях.
Отношение сената к правителю менялось на протяжении правления. После победы над Антонием сенат поклялся поддерживать Октавиана, утверждать все его распоряжения и не принимать никаких законов против его воли. Однако когда надежды сенаторов на скорую реставрацию Республики не оправдались, а Октавиан провёл чистку этого органа и стал сосредотачивать в своих руках всю власть, настроения переменились. Роль и влияние сенатской оппозиции оценивается по-разному. В частности, Н. А. Машкин полагает, что скрытое и явное противодействие императору особенно усилилось к концу его правления, когда Октавиан дошёл до регламентирования личной жизни сенаторов (см. раздел «Политика „восстановления нравов“»). Напротив, А. Б. Егоров приходит к выводу, что большинство сенаторов постепенно смирилось с единовластием, Вернер Эк указывает на немногочисленность оппозиции и предпочтение сенаторов удаляться из политики в случае несогласия с принцепсом, а Патриция Саузерн считает мнение о большом размахе сенатской оппозиции в правление Августа преувеличенным. Прения в сенате, однако, нередко сопровождались словесными перепалками, и античные авторы сохранили немало примеров, когда сенаторы открыто дерзили императору. Порой Октавиан не выдерживал бурных дебатов и уходил с заседания. Существовали и иные проявления инакомыслия. Анонимные памфлеты, нередко оскорбительного для императора содержания, с 12 года н. э. начали сжигать, а авторов — наказывать. Из-за невозможности использовать легальные методы борьбы за власть усилились закулисные интриги, развилось кумовство, а наиболее радикальные противники императора начали создавать заговоры, нередко с участием сенаторов. Впрочем, все они были раскрыты, а их участники — сурово наказаны, вплоть до смертной казни. Хотя задавали тон оппозиции представители влиятельных в прошлом семейств, их поддерживал и ряд сенаторов-новичков, старавшихся подражать нравам нобилитета.

### Октавиан и выборы магистратов
...народ и плебс собирались для выбора каждый своих должностных лиц; однако ничто не совершалось против желания Цезаря.
Уже в начале правления Октавиан выдвигал в кандидаты на большинство должностей своих сторонников, а неугодных кандидатов снимал с выборов. Начиная с 5 года н. э. (lex Valeria Cornelia) процедура голосования окончательно свелась лишь к утверждению народом кандидатов, предложенных императором и предварительно одобренных богатейшими центуриями. В 7 году н. э. Октавиан и вовсе назначил магистратов. Новый порядок наделения римлян полномочиями магистратов характеризуется уже не как выборы, а как назначение. Впрочем, Арнольд Джонс полагает, что за редким исключением влияние Октавиана на исход голосований преувеличивается, а конкуренция на выборах преторов и консулов сохранялась, и за эти места разворачивалась настоящая борьба. По мнению британского историка, новые законы против подкупов избирателей свидетельствовали о сохранении подобной практики, очень распространённой в позднереспубликанскую эпоху, что было бы невозможно при решающем влиянии мнения императора. Светоний упоминает, что и сам Октавиан в день выборов раздавал пришедшим проголосовать римлянам из Фабианской и Скаптийской триб (к первой он принадлежал по усыновлению, ко второй — по рождению) по тысяче сестерциев, чтобы они не принимали взятки от кандидатов. Особенности социального состава консулов в 18 до н. э. — 4 году н. э. трактуются либо как результат целенаправленной политики Августа по привлечению нобилитета к управлению, либо как возврат к традиционной республиканской модели выборов, при которой нобили по разным причинам имели преимущества перед новичками (homines novi). Впрочем, точка зрения об относительно свободных выборах не получила серьёзного распространения: например, Эндрю Линтотт считает выборы при Октавиане сугубо церемониальной процедурой.
Сохраняя выборы магистратов и плебисциты (голосования по законопроектам), Октавиан располагал рядом способов добиваться от голосующих желаемого результата. Авторитет Августа был очень велик благодаря прекращению гражданских войн, установлению прочного мира и отстаиванию римских интересов, что позволяло ему использовать политические и идеологические рычаги влияния на исход голосований. Во-первых, император извлёк урок из восстания Секста Помпея и тщательно следил за снабжением столицы, нарушение которого могло вылиться в массовое недовольство. В 23 году до н. э., после трудностей с доставкой продовольствия, он лично принял власть над обеспечением Рима хлебом (cura annonae). Во-вторых, правитель устраивал щедрые денежные раздачи, организовывал гладиаторские бои и иные массовые зрелища. Наконец, император демонстрировал и военную силу. В Риме и ближайших окрестностях Октавиан держал личных телохранителей и элитную преторианскую гвардию. В случае беспорядков в столице император мог быстро вызвать помощь из Мизена и Равенны, где располагались две главных базы флота, или вооружить около 200 тысяч верных ветеранов. В результате, народное собрание ни разу не действовало наперекор принцепсу.

## Правление

### Внешняя политика Рима

Расширение Римской империи при Октавиане Августе (жёлтым цветом показана территория на 31 год до н. э.; тёмно-зелёным — завоевания в 31—19 годах до н. э.; салатовым — в 19—9 годах до н. э.; светло-зелёным — с 9 года до н. э. по 6 год; розовым — клиентские царства

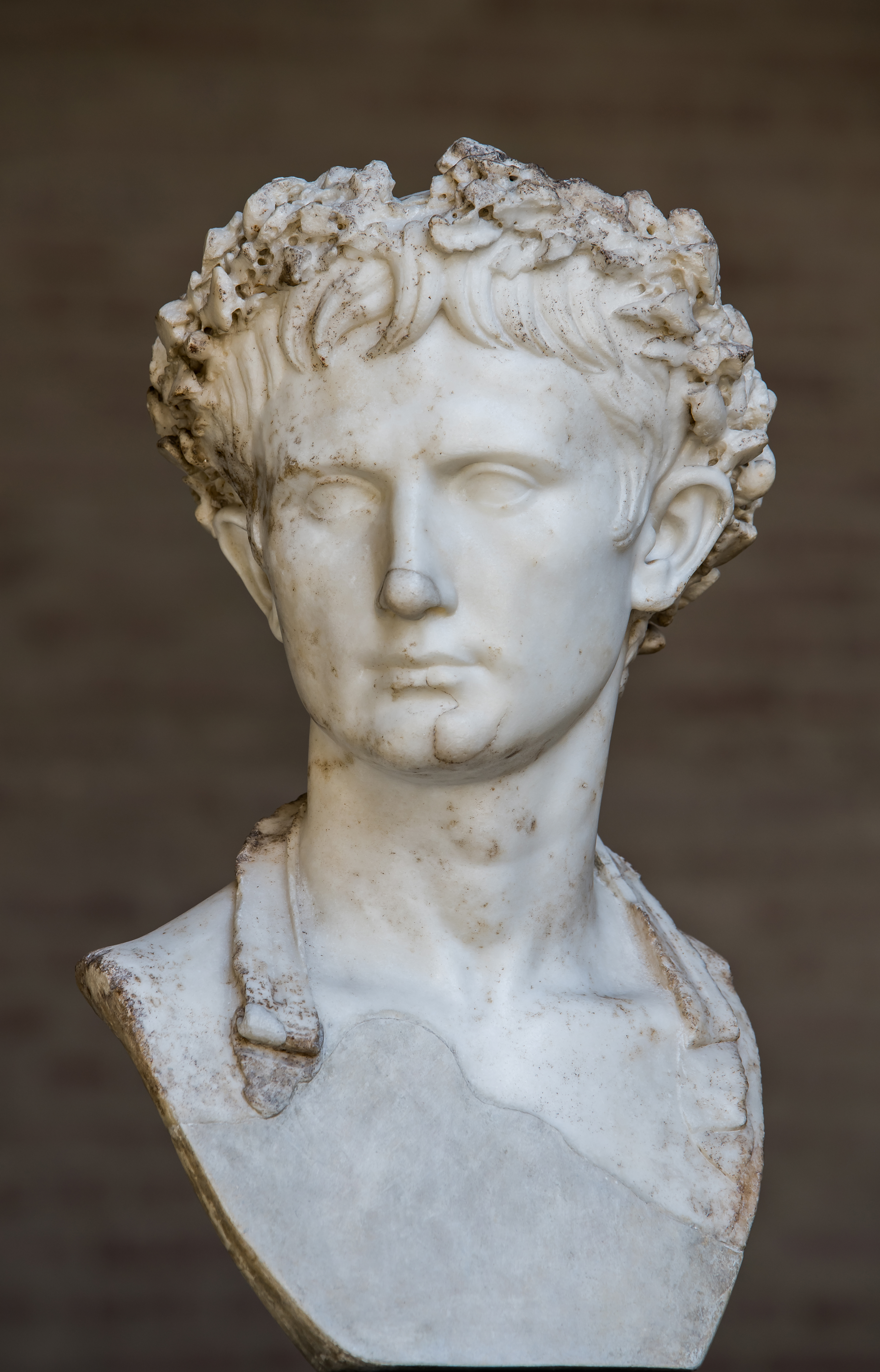
Бюст Августа в гражданской короне в Глиптотеке, Мюнхен

Внешнеполитическая деятельность Августа, направленная на укрепление могущества Рима, была отмечена как удачами, так и поражениями. При этом в современной историографии характер внешней политики принцепса оценивается по-разному — от миролюбия до последовательного экспансионизма.
Императора обычно не считают талантливым полководцем. После победы над Антонием Октавиан лишь однажды лично вёл войну — в Кантабрии в 26-24 годах до н. э., но и её он не закончил из-за болезни. Эта кампания завершилась лишь в начале 10-х годов до н. э. подчинением последних независимых племён в северной части Иберийского полуострова. С тех пор он поручал ответственные задания своим родственникам.
После победы над Испанией и укрепления экономики после гражданских войн приоритетным направлением завоеваний стало расширение Римской империи на север. В 25 и 17—14 годах до н. э. подчинённые Октавиана, среди которых были Тиберий и Друз, завоевали Альпы, чьи перевалы обеспечивали прямую дорогу из Италии в Галлию и Германию. Актуальность этому направлению придавали частые вторжения германцев через Рейн в римские владения. После крупного набега в 17-16 годах до н. э. Октавиан лично прибыл в Галлию и начал подготовку к вторжению на правый берег Рейна. В 12 году до н. э. наступление возглавил его пасынок Друз, который к 9 году до н. э. расширил границы Римской империи до Эльбы. После смерти Друза, получившего агномен «Германик», наступление возглавил Тиберий. Впрочем, римское присутствие между Рейном и Эльбой было скорее номинальным. На рубеже н. э. Луций Домиций Агенобарб переправился через Эльбу, в 1 году н. э. Марк Виниций предпринял крупную операцию против германцев, но её детали неизвестны, а в 4-5 годах н. э. Тиберий разбил несколько германских племён. Одновременно происходило завоевание Балкан. В 13—9 годах до н. э. римляне завоевали земли по правому берегу Дуная (будущая провинция Паннония) и присоединили их к Иллирику, тем самым завершив Иллирийскую войну Октавиана. Ответственное задание было поручено Агриппе, а после его смерти — Тиберию. В провинциях Африка и Новая Африка, контроль над которыми был важен для снабжения Рима зерном, велись военные действия (полководцы отпраздновали несколько триумфов за победы над окрестными племенами), но детали почти всех кампаний неизвестны.
В начале н. э. завоевательная политика Августа в северных провинциях столкнулась с серьёзными препятствиями. В 6 году н. э. разразилось Великое Иллирийское восстание, с трудом подавленное Тиберием к 9 году. Германия оставалась спокойной во время восстания в Иллирии, но в 9 году н. э. германцы устроили засаду на римскую армию Публия Квинтилия Вара в Тевтобургском Лесу и разгромили три легиона. Разгром в Тевтобургском Лесу шокировал Октавиана: по свидетельству Светония, император несколько месяцев не стригся, не брился и часто повторял «Квинтилий Вар, верни легионы!» (Quintili Vare, legiones redde!).
Политика Римской империи на Востоке отличалась гораздо большей осторожностью и опиралась на дипломатию и торговлю. Исключением были лишь кампании Элия Галла против Сабейского царства и Гая Петрония против Эфиопии. Первая закончилась провалом из-за недостаточной подготовки к условиям пустыни. Война с Эфиопией была успешной (римляне захватили вражескую столицу), но Октавиан пошёл на серьёзные уступки эфиопским послам ради сохранения мира в Египте. Как правило, расширение римского влияния на Востоке происходило мирным путём. В 25 году до н. э. правитель союзной Риму Галатии Аминта умер, и эта страна стала римской провинцией. В 6 году н. э. Октавиан сместил правителя союзной Иудеи Ирода Архелая. Иудея была включена в состав провинции Сирия на правах автономии и стала управляться префектом из всадников, как и Египет. Племена южной части Фракии сохранили независимость, но вся северная часть Фракии была включена в состав Римской империи как провинция Мёзия. Около 14 года до н. э. новым правителем Боспорского царства был определён проримский правитель, Полемон I. С этого времени Боспорское царство поставляло вспомогательные войска в римскую армию, а его монетная система оказалась под римским контролем. После гибели Полемона Октавиан выдал его вдову замуж за Архелая из Каппадокии, к которому отошёл и Понт. Архелай также получил власть над Суровой Киликией и Малой Арменией. Усиление Архелая позволило римлянам обезопасить Малую Азию от возможной угрозы со стороны Парфии. Во многих малых государствах Малой Азии Октавиан оставил власть прежним правителям, даже если они ранее поддерживали Антония.
Ключевым вопросом восточной политики Октавиана стали отношения с Парфией — крупнейшим государством Ближнего Востока, в военном и экономическом отношении почти не уступавшим Риму. Борьба за трон в Парфии предоставила римлянам шанс воспользоваться слабостью своего самого сильного соперника, но Октавиан предпочёл сохранить нейтралитет. По-видимому, это было обусловлено необходимостью тщательной подготовки к войне (Красс и Антоний терпели поражение в Парфии), которая была невозможна сразу после длительных гражданских войн. В конце 20-х годов до н. э. Октавиан перебросил в Сирию крупную армию во главе с Тиберием. Целью операции, вероятно, была только демонстрация силы, и при первой же возможности римляне отказались от войны в обмен на возвращение знамён армии Красса и пленных. Октавиан же широко пропагандировал свой дипломатический успех с помощью поэзии придворных авторов, надписей и рисунков на монетах и монументального строительства; даже на панцире Августа из Прима-Порта — самого известного скульптурного изображения императора — изображена сцена передачи парфянами трофейного знамени. В 20 году до н. э. к императору прибыли послы из Индии, которые, вероятно, надеялись организовать союз против Парфии. Октавиан даже заключил с послами договор, положив начало индо-римским отношениям. В 10 году до н. э. Фраат IV отправил в Рим своих сыновей от первого брака. Хотя заложников-родственников обычно отправляли вассалы Рима, Фраат этим шагом решал внутренние проблемы, избавляя сына от брака с римлянкой Музой от возможных междоусобиц после своей смерти. Около 7 до н. э. в Армении умер Тигран III, возведённый на престол армией Тиберия, и трон занял не римский ставленник Артавазд, а Тигран IV, придерживавшийся антиримской ориентации. Октавиан приказал Тиберию уладить ситуацию, но наследник отказался от назначения и неожиданно для всех удалился на Родос (см. раздел «Проблема наследования»). Во 2 году до н. э. стало известно, что Фраат IV умер. Новый правитель Фраат V поддержал Тиграна IV, что заставило Октавиана отправить на Восток Гая Цезаря с крупной армией. Тем не менее, вооружённого столкновения удалось избежать личной встречей римского наследника и молодого парфянского царя на острове на Евфрате. В результате, был заключён договор о дружбе между Римской империей и Парфией, оказавшийся весьма прочным. Стороны согласились считать границей сфер влияния Евфрат, хотя Парфия признала Армению сферой влияния Рима. Наконец, в правление Октавиана были установлены прямые контакты с Китаем: в Рим впервые прибыли послы династии Хань.

### Военные реформы
Завоевательная политика Октавиана опиралась на реформированную армию. В его правление гражданское ополчение окончательно уступило место регулярной профессиональной армии. Большую часть легионов, находившихся в строю в 30 году до н. э. (около 50-70 легионов), император распустил с предоставлением земли, денег, а для провинциалов — и римского гражданства. Оставшиеся легионы были расквартированы в периферийных провинциях. По разным версиям, Октавиан оставил в строю от 25 до 28 легионов. В 14 году до н. э. Октавиан распустил несколько десятков тысяч солдат и наделил их землёй, а в следующем году объявил о замене наделения ветеранов земельными участками на денежные выплаты. Устанавливался и единый срок службы — 16 лет (впоследствии был увеличен до 20 лет). Эти события считаются завершением военных преобразований Октавиана.
В результате преобразований Августа легионы стали постоянными подразделениями. Командование легионами доверялось легатам из бывших квесторов (позднее — преторов). Стали регулярными и вспомогательные войска (ауксилии), в которых служили 25 лет. Легионеры получали за службу 225 денариев в год (центурионы и трибуны получали больше), солдаты вспомогательных войск — 75 денариев. Ежегодно в регулярную армию набирали по 20-30 тысяч добровольцев (Октавиан прибегал к принудительному набору очень редко). Впрочем, в начале н. э. императору больше не удавалось набирать достаточно добровольцев, а введение принудительного призыва привело к массовым уклонениям: Светоний упоминает, что один римлянин отрубил своим сыновьям большие пальцы, чтобы их не смогли призвать. Первый император сделал регулярными и девять преторианских когорт (известны как «преторианская гвардия»), подчинённых напрямую принцепсу и пользовавшихся значительными льготами. Октавиан создал и личную охрану — по меньшей мере 500 человек, отобранных сначала среди иберов из Калагурриса (современная Калаорра), а затем из германцев. Предположительно в 27 году до н. э. были созданы городские когорты для охраны Рима, которые с самого начала подчинялись императору.
При Октавиане был создан и постоянный военно-морской флот с основными базами в Мизене и Равенне. Неясны принципы комплектования флотских экипажей: традиционно предполагается первостепенная роль рабов и вольноотпущенников, но со второй половины XX века указывается на массовое привлечение свободных жителей империи — как провинциалов, так и жителей Италии и столицы. Среди капитанов судов (триерархов), однако, встречались и вольноотпущенники.
Регулярная армия дорого обходилась Римской империи: на её содержание тратилось более половины, а по некоторым оценкам — и до 75 % собранных налогов и пошлин. В 6 году н. э. Октавиан создал специальный фонд для выплаты пособий ветеранам — военный эрарий (aerarium militare). Первоначально он передал в него 170 миллионов сестерциев, но установил два новых налога для пополнения этого фонда в будущем — centesima rerum venalium (1%-ный налог с продаж) и vicesima hereditatium (5%-ный налог на наследства). Предполагается, что этот шаг преследовал цель уменьшить зависимость армии от полководцев в будущем.

### Провинциальная политика

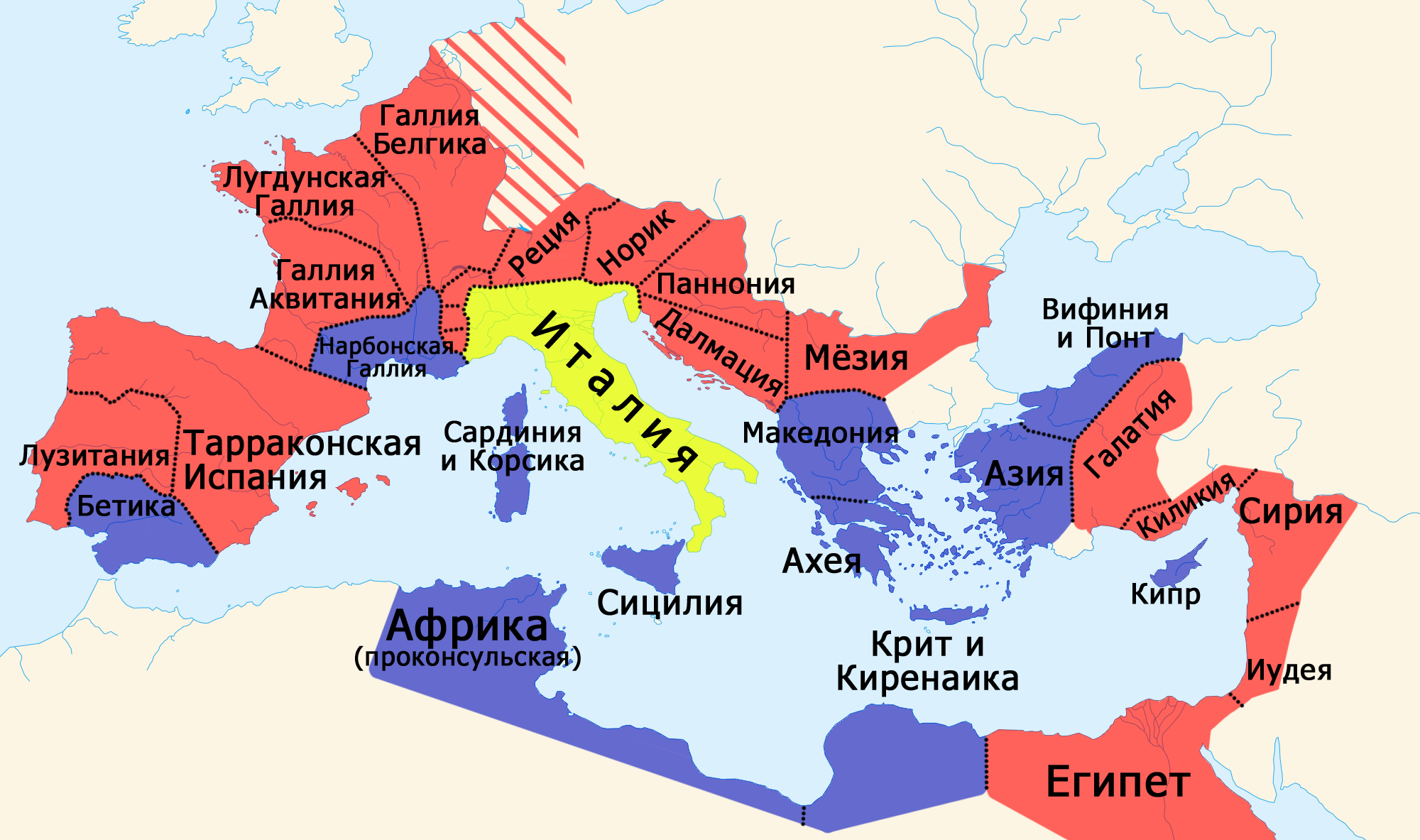
Провинции Римской империи к 14 году н. э.
Императорские провинции
Сенатские провинции
Италия

Много внимания Октавиан уделял организации провинций — как императорских, так и сенатских. Система управления ими в целом не изменилась. Однако, поскольку Октавиан в одиночку был наместником целого ряда провинций, он назначал в каждую из них легата с пропреторскими полномочиями (legatus pro praetore), каждый из которых осуществлял непосредственное руководство на вверенной ему территории. Исключением стало «личное владение» императора, Египет: им управлял префект, назначаемый императором из сословия всадников. Сенатскими провинциями, как и прежде, управляли пропреторы или проконсулы. Им помогали квесторы, которые в эпоху Республики занимались преимущественно финансовыми вопросами. Октавиан впервые в римской истории провёл перепись в провинциях, которая преследовала налоговые цели. Была пересмотрена и система налогообложения в провинциях (см. раздел «Экономическая политика»).
Август проводил в провинциях много времени, порой отсутствуя в Риме по два-три года подряд. В результате, он побывал во всех провинциях государства, кроме Африки и Сардинии. Среди целей этих поездок называются желание удержать наместников от чрезмерного грабежа вверенных территорий, а население — от восстаний, а также попытка удалиться от оппозиционно настроенного сената. Предполагается и желание создать видимость реставрации Республики, когда никто не мешает сенату и народу управлять государством. Маловероятно, что император руководствовался желанием повидать мир, как, например, Адриан в начале II века н. э. Античные сплетники называли ещё одну возможную причину поездок — желание императора уединиться со своими любовницами. В результате частых путешествий Октавиана послы из далёких государств часто были вынуждены искать правителя в провинциях: в 20 году до н. э. эфиопское посольство встретилось с ним на Самосе, а пятью годами ранее индийским послам пришлось прибыть в испанскую Тарракону для встречи с императором. При преемниках Октавиана вместе с путешествующим правителем фактически переезжала и столица.
Ещё до победы в гражданских войнах Октавиан начал массовое выведение колоний за пределы Италии, преимущественно вдоль средиземноморского побережья испанских, галльских, африканских провинций (см. раздел «Война с Секстом Помпеем. Продление триумвирата»). После окончания Кантабрийских войн Октавиан, считаясь с возможностью нового восстания местных племён, основал две большие колонии ветеранов в стратегически важных местах — города́ Цезаравгуста (Caesaraugusta, современная Сарагоса) и Августа Эмерита (Augusta Emerita, современная Мерида). В правление Августа появилось и множество новых городов и военных лагерей на римско-германской границе: Трир (Augusta Treverorum), Вормс (Augusta Vangionum), Майнц (Mogontiacum), Маастрихт (Traiectum ad Mosam) и другие. Появлялись поселения и в других регионах империи, в основном — возле её границ и в потенциально нестабильных регионах. Некоторые существующие поселения (в основном в менее урбанизированных западных провинциях) получали городской статус. В память о победах при Акции и в Александрии Октавиан заложил возле мест этих сражений два Никополя (др.-греч. Νικόπολις — город победы, Ники). За активное выведение колоний и покровительство существующим городам Гораций назвал Октавиана «отцом городов» (pater urbium). При этом землю в новых колониях получали не только солдаты Октавиана, но и ветераны армии Антония (правда, их старались селить отдельно от ветеранов-победителей). Поскольку среди последних было немало жителей восточных провинций, появились и мультикультурные поселения: например, в Немаусе (современный Ним) в числе прочих получили землю египетские ветераны, старавшиеся хранить свою религию и культуру. Большинство колонистов, однако, были выходцами из Италии. Ветераны охотно переселялись в провинции, поскольку они как полноправные римские граждане находились там в привилегированном положении по сравнению с местным населением. Основание колоний и наделение ветеранов землёй в провинциях (преимущественно западных) содействовало их романизации и поддерживало экономику появлением множества мелких земельных собственников.

### Экономическая политика
В правление Октавиана произошли серьёзные изменения в сфере денежного обращения. Император начал систематическую чеканку золотых монет — ауреусов номиналом в 25 денариев или 100 сестерциев (ранее золотые монеты изготовлялись в Риме нерегулярно). Введение в монетную систему золотых монет позволило жителям империи с удобством заключать сделки любого масштаба — от недвижимости до продуктов питания. Сестерции и дупондии стали чеканиться из орихалка (латуни) — сплава, занявшего промежуточное положение между бронзой и серебром. Ещё Цезарь, будучи диктатором, столкнулся с финансовым кризисом, отчасти вызванным недостатком наличных денег. Завоевания Октавиана, прежде всего аннексия Египта, а также начало регулярной чеканки золотых монет решили проблему нехватки наличности в экономике. Впрочем, масштабные вливания денег в экономику в его правление привели к скачку цен.
Чеканка серебряных и золотых монет начала производиться за пределами Рима под руководством императора. Крупнейшим монетным двором стал Лугдунум (современный Лион). Между 14 и 12 годами до н. э. сенат окончательно перестал чеканить серебряные и золотые монеты, и в столице под его надзором продолжали чеканить лишь мелкие бронзовые монеты, которые отмечались буквами SC (Senatus Consulto). В правление Октавиана контроль над изготовлением денег централизуется, а имена монетариев (должностных лиц, ответственных за чеканку) постепенно исчезают с монет. В восточных провинциях (прежде всего, в Египте) некоторое время сохранялись собственные монетные системы и самостоятельные центры чеканки. Император ввёл в обычай частое, хотя и не постоянное, размещение своего профиля на аверсе монет, на реверсе же он часто помещал сцены из собственной жизни, полученные почести и портреты родственников. Наконец, при Октавиане монеты стали важным инструментом пропаганды новой власти с помощью доступных символов и лозунгов, которые выбивались на монетах. Впрочем, некорректно считать пропагандистской всю денежную политику Августа: во-первых, большинство жителей империи не пользовались в повседневной жизни золотыми и, в некоторой степени, серебряными монетами с разнообразными и подробными сюжетами. Во-вторых, многие крупные эмиссии монет имели достаточно тривиальные изображения, а многие яркие примеры пропаганды новой власти обнаруживаются на монетах, выпущенных небольшим тиражом.

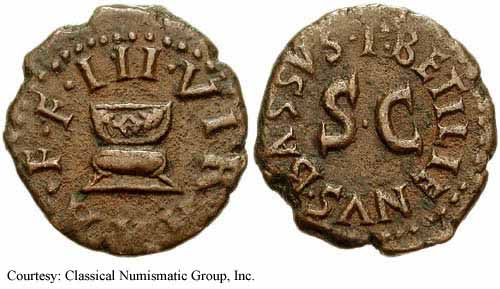
Бронзовый квадранс, самая мелкая монета в римском обиходе (1/1600 ауреуса), 5 год до н. э.
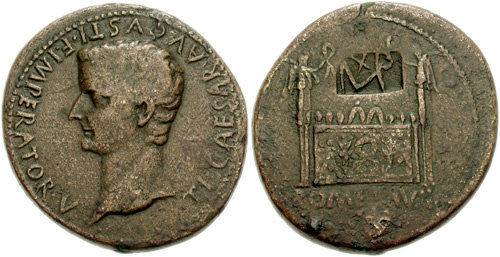
Орихалковый (латунный) сестерций с портретом Тиберия, 9 год до н. э.
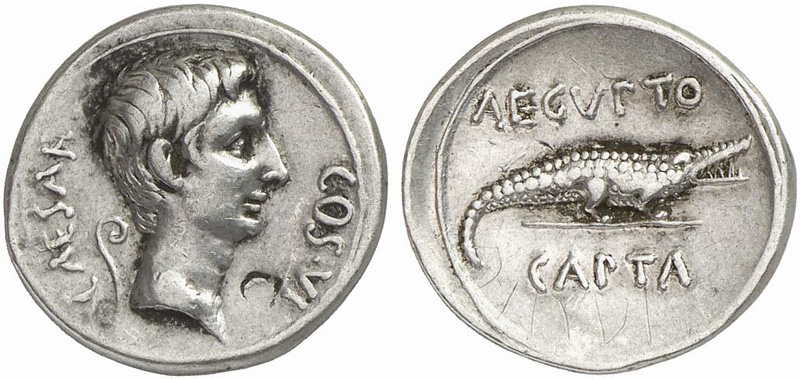
Серебряный денарий с портретом Октавиана, отчеканенный в честь победы над Египтом, ок. 29—27 годов до н. э.
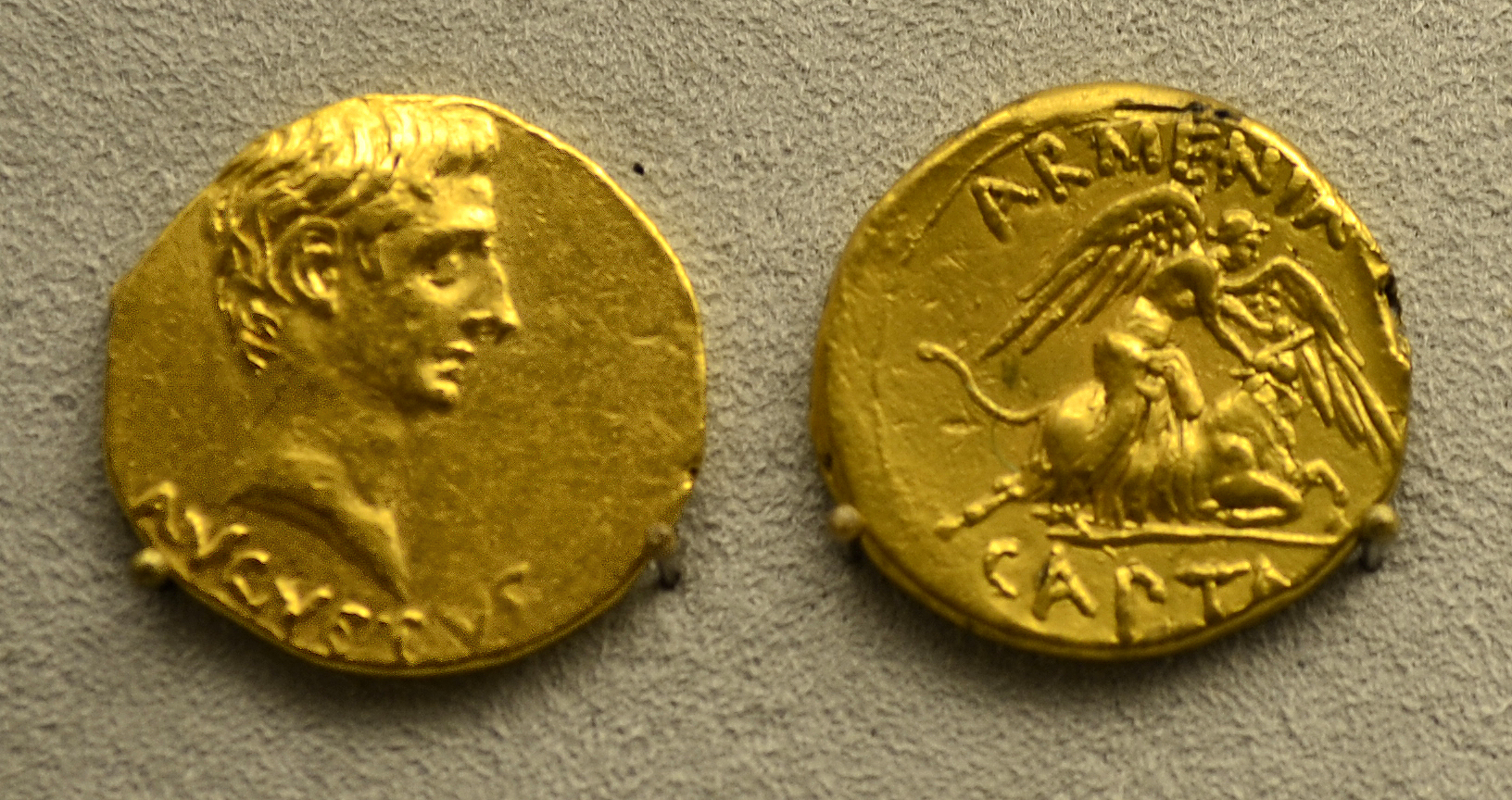
Золотой ауреус с портретом Октавиана, отчеканенный в честь победы над Арменией, ок. 19—18 годов до н. э.

Император создал отдельную казну, куда поступали доходы с императорских провинций (fiscus — фиск). Она существовала параллельно с государственной казной, контролируемой сенатом (aerarium — эрарий). В 23 году до н. э. он передал контроль над эрарием преторам вместо квесторов. Помимо фиска, Октавиан распоряжался крупным личным фондом (patrimonium), который наполнялся личным имуществом, доходами от завоеваний, имений и наследств. Император часто вмешивался в деятельность эрария. Впрочем, в его правление между ними ещё не существовало чёткой грани: по-видимому, фиск и эрарий были окончательно разделены только при последующих императорах.
В правление Октавиана было реформировано налогообложение. Сначала принцепс унифицировал систему налогообложения императорских провинций, а вскоре по этому же образцу было пересмотрено взимание налогов с сенатских провинций. Важнейшим нововведением стал регулярный характер сбора налогов. Октавиан отказался от сдачи прямых налогов в откуп публиканам и передал их сбор отдельным общинам. Были унифицированы общие принципы взимания земельного налога (tributum soli), хотя его ставки были различными, а в некоторых провинциях его взимали готовой продукцией. Предполагается, что из-за недостаточно развитых рыночных отношений крестьяне часто платили налоги продукцией, которую государство принимало по фиксированным расценкам и учитывало как уплату наличными деньгами. На регулярной основе начала взиматься подушная подать. При этом сохранялся республиканский принцип, при котором римские граждане и обладатели латинского гражданства не подлежали обложению прямыми налогами. В начале правления Октавиана в некоторых восточных провинциях сохранялись эллинистические налоговые системы, но их постепенно вытесняло налогообложение по римским правилам. Император учитывал и интересы влиятельных откупщиков, оставив за ними право собирать некоторые виды налогов, хотя публиканов не допускали в новообразованные провинции, и их влияние постепенно падало. Торговля между провинциями облагалась пошлинами, но они были небольшими и не мешали развитию средиземноморской торговли. Октавиан установил пятипроцентный налог на освобождение рабов и на получение наследств. Наконец, император начал публиковать отчёты о состоянии государственных финансов (rationes imperii).
В эпоху Империи деньги стали широко использоваться во всех сферах жизни общества, и Страбон, современник Октавиана, уже рассматривал бартер как «варварский» метод обмена. В результате, уровень монетизации экономики Римского государства был значительно выше как по сравнению с эпохой Республики, так и сравнительно с позднеантичным периодом. К концу правления Августа он составлял, по современной оценке, уже около половины от ВНП. Вплоть до III века н. э. денежная эмиссия, подчиняясь прежде всего реализации государственных интересов, не создавала серьёзных проблем в функционировании экономики. Это связывается с существованием неких элементарных, основанных на опыте представлений о денежной политике государства, позволявших сохранять единый курс в сложной системе монет из четырёх разных металлов, не допуская при этом длительного дефицита наличных денег.
Завоевание Египта и право пользоваться гаванями в Южной Аравии позволили проложить прямой морской путь в Индию и многократно увеличить объём торговли по сравнению с предшествующим периодом. Тем не менее, внешняя торговля не играла большой роли: в основном из-за пределов Римского государства импортировались предметы роскоши. Напротив, торговля между провинциями удовлетворяла нужды населения в зерне, оливковом масле, вине и других товарах повседневного спроса. Морская торговля переживала расцвет благодаря установлению мира в Средиземноморье и искоренению пиратства. Содействовали развитию торговли вовлечение завоёванных территорий в рыночные отношения, восстановление крупных торговых центров (прежде всего, Карфагена и Коринфа), модернизация дорожной сети, а также невмешательство государства в торговые сделки. В правление Октавиана Италия испытала экономический расцвет благодаря освоению новых технологий и открытию новых производств, открытию крупных рынков сбыта и успешной конкуренции с развитым ремеслом восточных провинций. Возросший экспорт позволил серьёзно уменьшить дефицит торгового баланса Италии. Дополнительным фактором экономического расцвета Италии стало освоение провинций: пока колонисты ещё не освоили италийские технологии и не успели заложить посадки многолетних сельскохозяйственных культур (прежде всего, винограда), туда вывозилось много готовых товаров из метрополии.
Развитием торговли пользовались дельцы со всей империи, причём основная деловая активность переместилась из столицы в Италию и провинции. Одновременно свободное италийское крестьянство переживало упадок из-за увеличения роли рабов в сельском хозяйстве и постоянных хлебных раздач в Риме, вследствие которых выращивание зерновых в Италии стало невыгодным. Проблему ослабления крестьян — опоры римской армии в республиканскую эпоху — осознавали на самом высоком уровне, но император не предпринимал никаких реальных мер (Светоний упоминает о планах императора по ликвидации хлебных раздач именно ради поддержки крестьянства, от которых он сам отказался ввиду их бесперспективности). После трудностей со снабжением столицы зерном в 23 году до н. э. Октавиан на некоторое время руководил снабжением Рима лично с помощью полномочий cura annonae, а примерно в 6 году н. э. создал специальную должность префекта анноны для руководства этой деятельностью на регулярной основе. Одновременно он сократил число получателей бесплатного хлеба с 320 до 200 тысяч человек.

### Политика «восстановления нравов»

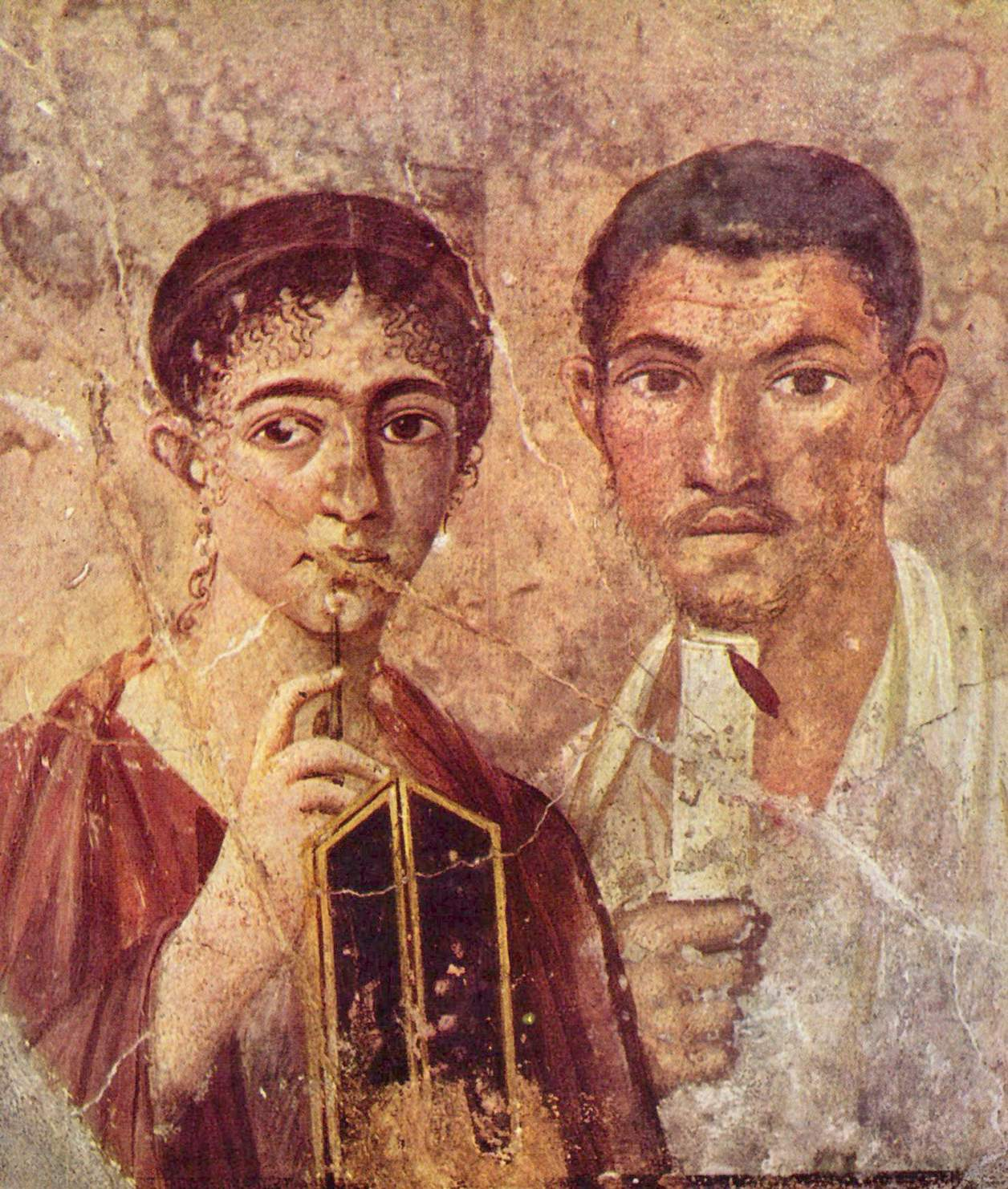
Семейная пара. Фреска из Помпей, I век н. э.

Октавиан придавал большое значение восстановлению общественной морали по староримским образцам. Представление об упадке нравов как первопричине всех раздоров и гражданских войн было широко распространено в Риме в I веке до н. э. (один из самых известных популяризаторов этой идеи — историк Гай Саллюстий Крисп), а из окружения первого императора подобные идеи отстаивали Тит Ливий и, более усердно, Гораций.
В 18—17 годах до н. э. Октавиан провёл по меньшей мере два закона, регламентировавших римский брак. Все мужчины из сословий сенаторов и всадников в возрасте до 60 лет и женщины до 50 лет должны были состоять в браке, причём сенаторам запрещалось жениться на дочерях вольноотпущенников, какими бы богатыми они ни были. Наказаниями за несоблюдение закона стали запрет на посещение торжественных мероприятий и ограничения на получение наследств. Закон о супружеских изменах (lex de adulteris) был весьма суровым: любовникам замужних женщин грозили крупные штрафы и ссылка, а сам муж получал право развестись с неверной женой по упрощённой процедуре. Муж даже получал право убить любовника без суда, если он был рабом, вольноотпущенником этой семьи, а также гладиатором или актёром (эти и некоторые другие профессии определялись в законе как люди, которые зарабатывали на жизнь телом — qui corpore quaestum facit). Впрочем, привлечение жены и любовника к ответственности становилось не правом, а обязанностью: мужчину, который по каким-то причинам не донёс на них, закон предписывал самого привлечь к суду как сводника. Если же отец заставал с любовником дочь, он и вовсе получал право убить обоих без суда (правда, закон не позволял казнить любовника и оставить в живых дочь). Мужчин же могли привлечь к суду лишь за связь с женщиной, которая не была зарегистрированной проституткой. Закон Папия — Поппея 9 года н. э. закрепил и уточнил положения прежних законов (современные историки не сомневаются, что за принятием этого закона стоял Октавиан). Отныне холостяки лишались права получать имущество по завещанию, а бездетные могли получать не более половины от суммы, указанной завещателем. Тацит упоминает, что практика применения закона привела к многочисленным злоупотреблениям, и второй император Тиберий создал специальную комиссию для улучшения ситуации. При этом римский историк замечает, что за время действия закона рождаемость почти не изменилась. Кроме упомянутых мер, в законы вносились дополнения и уточнения в 11 году до н. э. и 4 году н. э.
О целях семейного законодательства Октавиана нет единого мнения. Называются такие цели, как восстановление традиционных устоев для стабилизации государства, получение повода к преследованию оппонентов, пополнение казны благодаря штрафам. Рассматриваются и чисто демографические задачи — увеличение количества солдат в будущем и преломление тенденции к увеличению доли граждан из числа провинциалов и вольноотпущенников по сравнению с коренными жителями Италии.
Семейное законодательство Октавиана было крайне непопулярно. Римляне старались их обойти, используя лазейки в законах: например, стали распространёнными фиктивные помолвки с девочками добрачного возраста, которые впоследствии расторгались, но позволяли около двух лет фактически оставаться холостяком и при этом не подвергаться дискриминационным положениям законов. Время для реставрации традиционного патриархального брака оказалось неудачным: именно в правление Октавиана ускорилась эмансипация женщин, а самого императора упрекали в том, что его собственная семья отнюдь не является примером добропорядочности. Овидий в поэме «Наука любви» прямо пародировал семейное законодательство Августа, что ускорило ссылку поэта в далёкие Томы (современная Констанца). Другой поэт эпохи Августа, Проперций, в стихах к возлюбленной писал:
Зачем мне отдавать своих сынов для триумфа отечества?
Нет, ни одного воина не породит моя кровь!
Политика «исправления» нравов выражалась и в проведении законов, ограничивавших роскошь. В 18 году до н. э. Октавиан установил очень скромные предельные траты на пиршества. Вскоре он издал законы, ограничивавшие применение богатых материалов в женской одежде и строительство чересчур пышных сооружений, включая и надгробия. Поскольку Тиберий вновь пытался ограничить траты на роскошь, предполагается, что меры Октавиана оказались неэффективными. Сам Октавиан вёл скромный образ жизни по сравнению со многими богатыми современниками, хотя, например, его дочь жила на широкую ногу.
Наконец, император пытался восстановить патриархальные староримские традиции рабовладения и всячески затруднял освобождение рабов хозяевами. «Особенно важным считал он, чтобы римский народ оставался неиспорчен и чист от примеси чужеземной или рабской крови», — заключает Светоний. Для реализации этих целей он добивался принятия различных законов. Создавались препятствия для освобождения рабов, не достигших 30 лет; рабы, однажды подвергшиеся суровому взысканию, не могли стать полноправными римскими гражданами. Рабовладелец больше не мог отпускать рабов больше определённой доли — от 1/5 до 1/2, в зависимости от их общего числа. Устанавливался и запрет на освобождение рабов, если это могло повредить интересам кредиторов или патронов их хозяев. Для некоторых завоёванных племён, целиком проданных в рабство, устанавливались длительные сроки до возможности освобождения, или ставилось обязательное условие, что их увезут с родины. Продолжал существовать 5%-ный налог на освобождение рабов (vicesima libertatis). По одной из версий, именно к правлению Октавиана относится и закон Юния – Норбана о наделении рабов, освобождённых в упрощённом порядке, правами не полного римского, а ограниченного латинского гражданства. Причинами этих мер, вероятно, стали ослабление притока новых рабов и увеличение численности безработных горожан из вольноотпущенников. Император демонстративно не вмешивался в отношения между рабами и хозяевами, включая и самые вопиющие случаи самоуправства. В 10 году н. э. сенат заново утвердил древний закон о том, что в случае убийства человека в своём доме всех находившихся в доме рабов следовало казнить.

### Религиозная политика

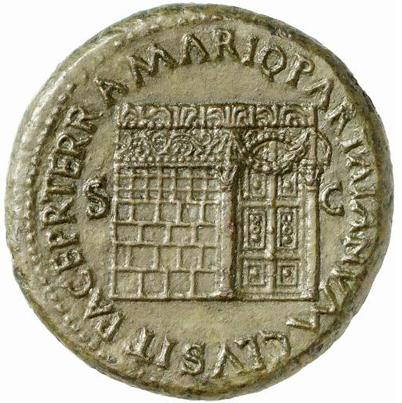
Храм Януса в Риме. Его закрытые ворота символизировали наступление мира, но из-за постоянных войн их почти всегда держали открытыми. Изображение на сестерции, отчеканенном в правление Нерона

Религиозная политика императора, нацеленная на укрепление традиционных римских верований, считается одним из важнейших направлений его деятельности по «восстановлению республики». Октавиан отремонтировал или отстроил заново 82 храма и святилища в Риме, восстановил церемонию авгурского гадания за процветание государства и народа (auguris salutis), получил право возводить семьи в поредевшее из-за войн и естественной убыли сословие патрициев. В 12 году до н. э., после смерти Лепида, Октавиан стал великим понтификом. Пользуясь этими полномочиями, он восстановил важную жреческую должность фламина Юпитера (flamen Dialis), остававшуюся вакантной после самоубийства Луция Корнелия Мерулы в 87 году до н. э. Во 2 году до н. э. император освятил храм Марса-Мстителя (Mars Ultor) на форуме Августа, где отныне должен был собираться сенат при обсуждении вопросов войны и мира. Вновь начали проводиться игры на празднике луперкалий и игры в честь ларов — покровителей перекрёстков. Восстанавливая почитание последних, Октавиан приказал отремонтировать все святилища ларов на перекрёстках улиц и дорог, а также распорядился добавить в них свои собственные изображения. Широко пропагандировались лозунги окончания войн и установления мира (pax Augusta), и в 13 году до н. э. в Риме был заложен алтарь мира (ara pacis). В «Деяниях божественного Августа» император подчёркивал, что в его правление трижды закрывались ворота храма Януса, что символизировало прекращение всех войн. Наконец, устанавливалось почитание обожествлённой абстракции Pax Augusta («мир Августа»), сопровождавшееся ежегодными жертвоприношениями.
В дополнение к должности великого понтифика, император входил в жреческие коллегии авгуров, квиндецемвиров и септемвиров-эпулонов. Когда Октавиан находился в Риме, он участвовал в отправлении религиозных ритуалов и тщательно соблюдал многочисленные предписания для великого понтифика (например, он избегал смотреть на мёртвых, даже если присутствовал на похоронах близких). Однако он не переселился в положенный ему по должности государственный дом на Форуме (domus publica), а пристроил к своему дому на Палатине святилище Весты с вечным огнём для обхода религиозных предписаний. Отношение императора к чужеземным религиям менялось в зависимости от обстоятельств. Несмотря на то, что в 42 году до н. э. триумвиры постановили начать строительство храма Сераписа и Исиды в Риме, Октавиан впоследствии остановил его строительство из-за поддержки египтянкой Клеопатрой Марка Антония (храм был достроен только при Калигуле). В 28 году до н. э. он запретил отправление египетских культов в столице, а после прихода к власти демонстрировал пренебрежение и к египетским богам. Пользуясь полномочиями великого понтифика, в 12 году до н. э. Август приказал сжечь две тысячи различных пророческих книг, очень популярных в неспокойное время гражданских войн, а официальную редакцию пророчеств Кумской Сивиллы приказал запечатать в постамент статуи Аполлона Палатинского. Ранее, в 33 году до н. э., Агриппа (по-видимому, по указке Октавиана) изгнал из столицы магов и астрологов.
Октавиан связывал своё правление с наступлением нового, «золотого» века. Мудрецы этрусков, от которых римляне переняли традицию отсчёта веков, сначала объявляли концом прежнего, девятого века и начало гражданских войн в 49 году до н. э., и «комету Цезаря» 44 года до н. э. Однако в 17 году до н. э. на небе появилась другая комета, и Октавиан истолковал это как истинный знак смены веков, организовав роскошные Секулярные (Вековые) игры. Начало новой эпохи пропагандировалось, в частности, придворным поэтом Вергилием, предрекавшим наступление вечного золотого века:
Круг последний настал по вещанью пророчицы Кумской,
Сызнова ныне времён зачинается строй величавый,
Дева грядёт к нам опять, грядёт Сатурново царство.
Гораций в «Эподах» также писал о наступлении нового века, но его версия была менее оптимистична.
Своим покровителем Октавиан считал Аполлона и всячески пропагандировал его культ начиная с периода гражданских войн. В частности, Октавиан использовал божественные ассоциации для противопоставления себя Антонию-Дионису. Считается, что причиной выбора своего небесного патрона было сходство Аполлона с Вейовисом, покровителем рода Юлиев, и опека Аполлона над Энеем — мифическим прародителем этого рода.

### Культ императора и сакрализация Августа

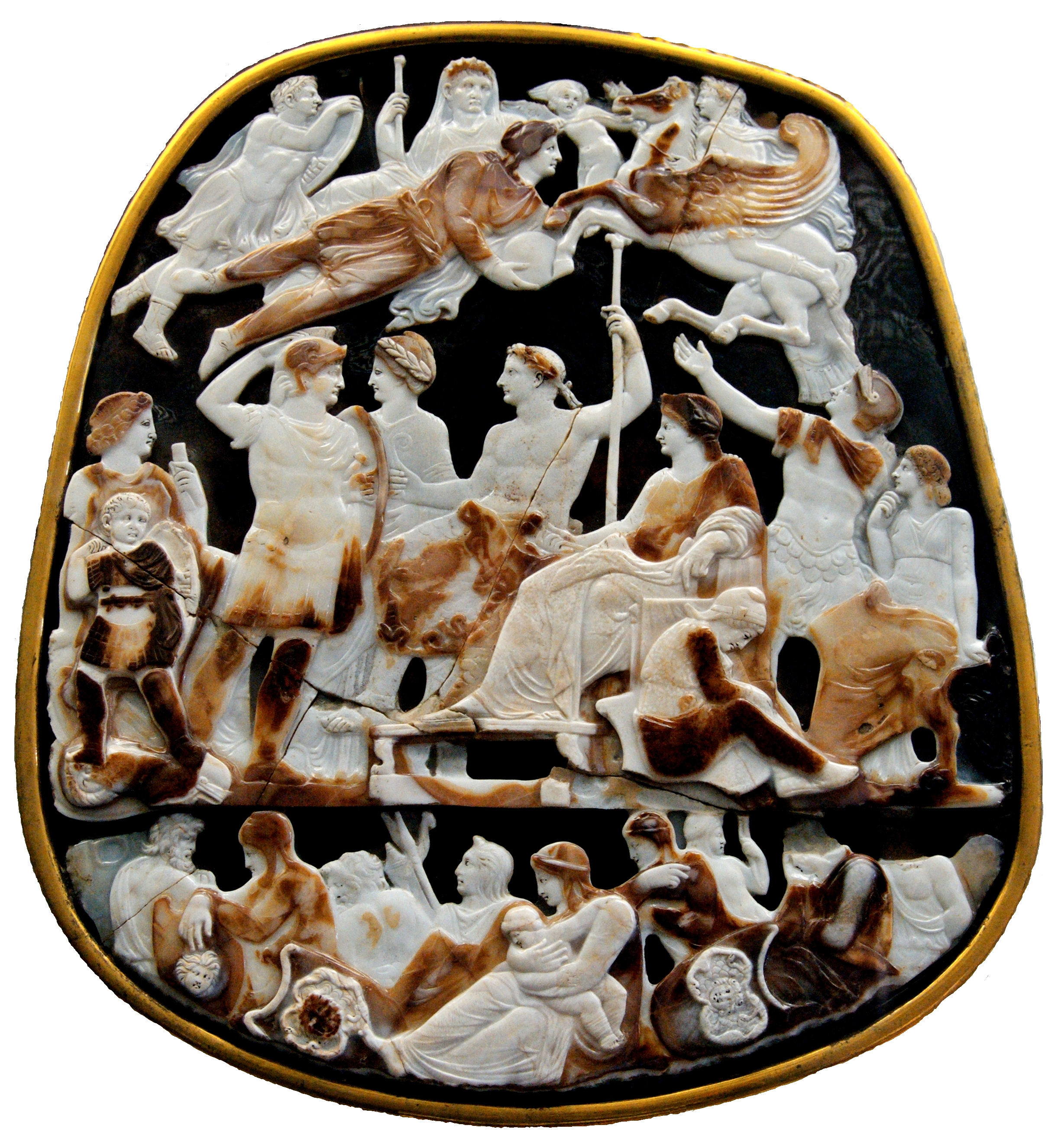
Великая французская камея, ок. 23 года н. э. Октавиан изображён вознесённым на небо

При Октавиане началось становление культа императора, уходившее корнями в прижизненное почитание Гая Юлия Цезаря. 1 января 42 года до н. э. сенаторы, пережившие проскрипции, провозгласили Цезаря богом, что позволило Октавиану называть себя сыном бога. Первые шаги по организованному почитанию правителя были сделаны по инициативе сената и при поддержке народа после победы над Антонием. День рождения императора, день смерти Антония, день возвращения из египетского похода и даты побед при Навлохе и Акции стали праздниками, а день рождения Антония (предположительно, 14 января) — проклятым днём. В первое время Октавиану не поклонялись наравне с богами, что проявлялось в жертвоприношениях: животных по-прежнему приносили в жертву богам, а в честь гения (духа) Октавиана должны были совершаться только либации (бескровные приношения). Его имя включили во все официальные молитвы и клятвы, а также в гимн жрецов-салиев. С осени 19 года до н. э. в честь Августа начали проводить игры и торжества — Августалии. Вскоре в жертву гению Августа начали приносить быков. В 8 году до н. э. в честь Августа переименовали месяц секстилий. Первоначально планировалось назвать в честь императора сентябрь, месяц его рождения, но в память о первом консульстве и победе над Антонием для переименования был избран последний месяц лета. 5 февраля 2 года до н. э. Октавиан получил от сената почётный титул «отца отечества» (pater patriae или parens patriae).

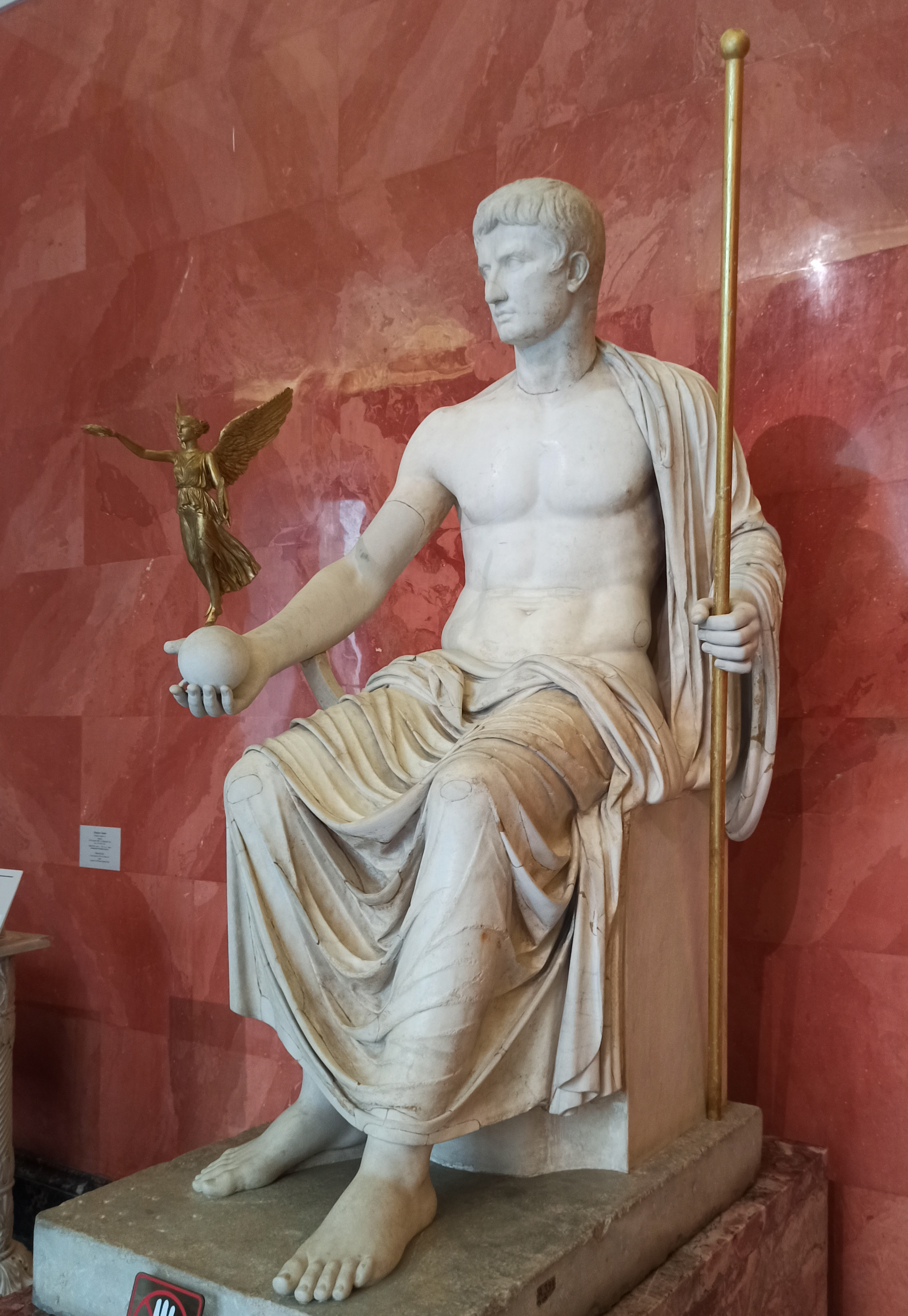
Октавиан Август в образе Юпитера, 1-я пол. I в. н. э.

Тем не менее, Октавиан отказывался принимать почести, присущие только богам — по-видимому, из-за опасений повторить судьбу приёмного отца. Некоторые историки отрицают существование организованного императорского культа при жизни Августа, несмотря на недвусмысленные свидетельства источников. Способствовали распространению культа императора его статуи, в изобилии появившиеся в Риме — на форуме, перед храмом Марса-Мстителя, перед Пантеоном (Агриппа хотел установить статую императора внутри храма, среди изображений богов, но Октавиан отказался), а также в 265 малых часовнях на улицах и перекрёстках города и других местах. Его изображения часто помещались на монеты (см. раздел «Экономическая политика»), хотя ранее портреты живых людей очень редко чеканились на римских деньгах. По замечанию В. Эка, Октавиан «доминировал в общественном пространстве». При этом император требовал, чтобы даже в старости его изображали молодым, что вступало в противоречие с традициями максимально реалистичных римских портретов. В результате, не существует ни единого изображения Августа в старости.
Прижизненное почитание Октавиана заметно различалось в Италии и западных провинциях с одной стороны, и в восточных провинциях — с другой. На западе существовали лишь алтари в его честь или совместно с богиней Ромой, а храмы и многочисленные статуи начали устанавливать уже посмертно. В то же время, Октавиан унаследовал принятые в Египте при Птолемеях атрибуты власти и управлял этой провинцией как их продолжатель. Сохранились и изображения римского императора, выполненные в египетской технике. Египетские греки в целом разделяли взгляды коренных жителей на правителя-бога и называли его Зевсом-Освободителем (или Зевсом-Избавителем; др.-греч. Zεὺς Ἐλευθέριος [Zeus Eleutherios]). Строились и храмы в его честь. Первым из них, вероятно, стало святилище Антония, заложенное Клеопатрой, но достроенное и освящённое как храм Октавиана. Впоследствии примеру Александрии последовали и другие города. Почитание Октавиана при его жизни развилось и в Малой Азии. Некоторые города начали вести новое летоисчисление с его побед над Антонием, другие переименовались в его честь (в частности, так появилось несколько городов с названием Цезарея — Caesarea) или присвоили ему почётное звание сооснователя своего города. Впрочем, император просил греков воздвигать храмы не в свою честь, но только вместе с богиней Ромой, символизировавшей Рим.
17 сентября 14 года н. э., через месяц после смерти, сенат признал Октавиана богом и учредил государственный культ в его честь. Это решение опиралось прежде всего на заявление римского сенатора, будто он видел, как душа Августа возносится на небо, и на прочие благоприятные знамения. По аналогии с Цезарем обожествлённого правителя стали называть «божественным Августом» (divus Augustus). Новый император Тиберий всячески приветствовал почитание своего приёмного отца. Вскоре в честь Октавиана заложили храм в Риме (его строительство завершил Калигула) и учредили коллегию старших жрецов (фламинов) для отправления его культа. Первым фламином стал Германик, а жрицей нового культа — Ливия. Организовали и другую коллегию sodales Augustales из самых знатных сенаторов. До завершения строительства храма Октавиану поклонялись в храме Марса-Мстителя, где установили его золотую статую. Статус праздников, связанных с жизнью умершего императора, повышался.

### Строительная деятельность. Благоустройство Рима
[Октавиан] так отстроил город, что по праву гордился тем, что принял Рим кирпичным, а оставляет мраморным.
Август разделил Рим на 14 округов, украсил город многочисленными новыми строениями (императорский дворец и форум, алтарь Мира, мавзолей на Марсовом поле и др.). Интенсивной строительной деятельности Августа приписывают как идеологические, так и экономические функции (снижение безработицы).
Октавиан заложил богато украшенный Форум Августа с большим храмом Марса-Мстителя. В правление Октавиана в столице начал активно использоваться мрамор. Первым сооружением, целиком построенным из каррарского мрамора, стал, вероятно, храм Аполлона. Октавиан рано (в конце 30-х годов до н. э., когда ему было около 30 лет) заложил свою будущую гробницу (мавзолей Августа), что было связано как с частыми болезнями, так и с желанием противопоставить себя Антонию, пожелавшему быть похороненным в Александрии. В 29 году до н. э. на форуме были открыты курия Юлия и храм Цезаря. В 20 году до н. э. там же была установлена колонна с указанием расстояний до других городов. Император купил за государственный счёт несколько домов на Палатинском холме и построил на их месте собственный, довольно скромный дом. На острове Капри, который он выменял у неаполитанцев, Октавиан заложил виллу.

Октавиан уделял много внимания гражданскому строительству. В его правление были отремонтированы многие старые дороги и построены новые, строились новые рынки и склады. Многие общественные здания были построены под надзором Агриппы, чью строительную деятельность считают тесно связанной с Октавианом. В частности, сподвижник императора построил два новых акведука и отремонтировал несколько старых, построил сотни цистерн и фонтанов. Он отремонтировал множество столичных улиц, общественных сооружений и городскую канализацию, а также завершил строительство Септы Юлия, начатое ещё Цезарем. На Марсовом поле Агриппа построил крупные общественные термы, искусственное озеро, канал и благоустроенные сады, а на Форуме установил карту мира. После смерти Агриппы Октавиан создал комиссию из трёх сенаторов для надзора за состоянием общественных сооружений (curatores locorum publicorum iudicandorum).

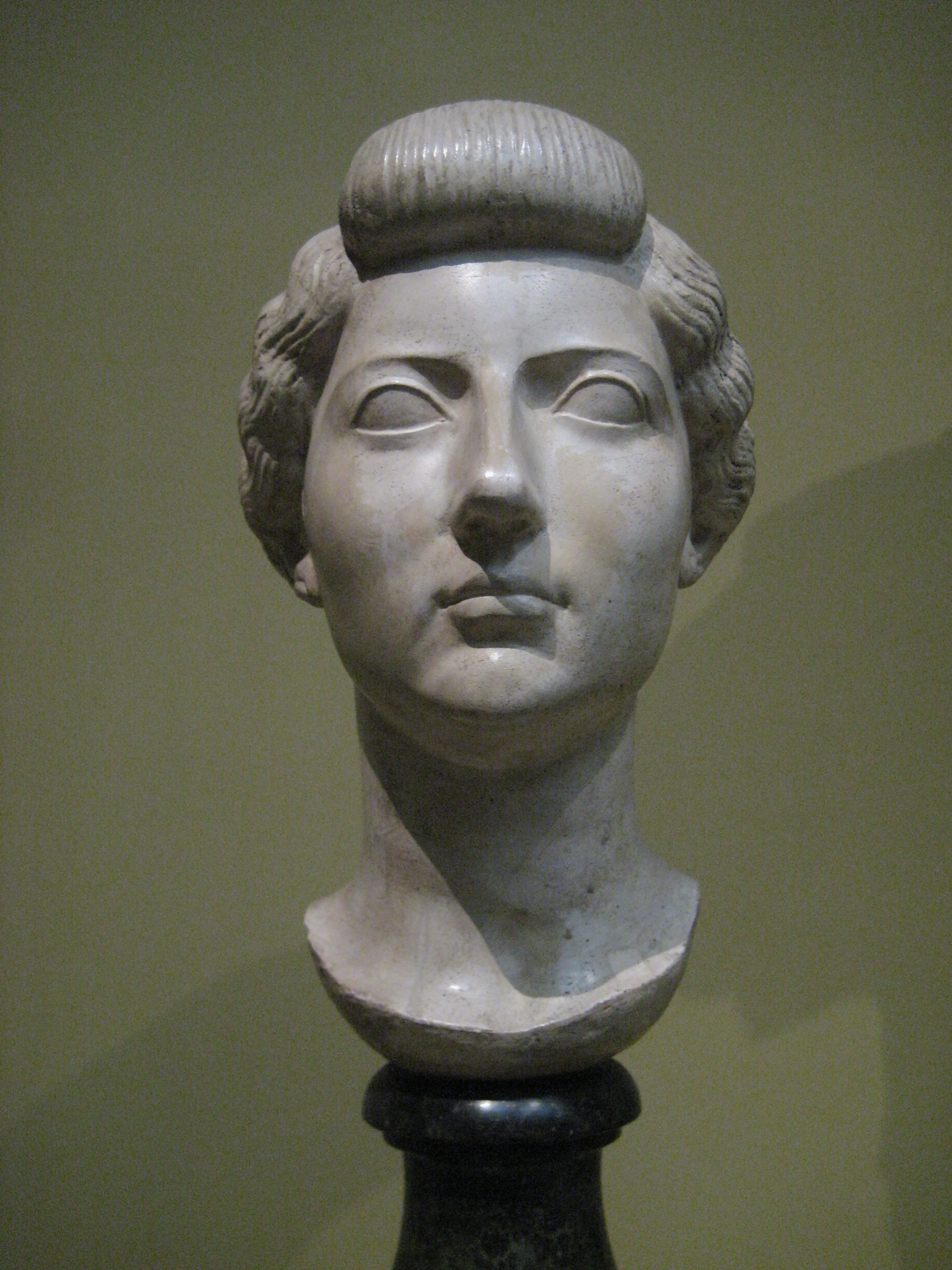
Бюст Ливии Друзиллы из Пушкинского музея

 Некоторые здания в начале правления Октавиана возводили в столице полководцы-триумфаторы после возвращения из завоевательных походов (в частности, Гай Азиний Поллион построил и снабдил книгами первую в Риме публичную библиотеку). Впрочем, при Октавиане практика предоставления триумфов посторонним людям прекратилась, из-за чего остановилось сооружение общественных зданий полководцами. Последним крупным зданием, возведённым полководцем-триумфатором, стал театр Бальба. После очередного крупного пожара Рима в 6 году до н. э. Октавиан организовал 7 когорт регулярной пожарной дружины (vigili) во главе с префектом вигилов вместо прежних частных бригад. Помимо тушения пожаров, вигилы также поддерживали порядок по ночам. Кроме того, для уменьшения опасности от пожаров и обвалов максимальная высота постройки новых многоэтажных жилых инсул была ограничена до 20,72 метра.

## Семья
В юности Гай Октавий был помолвлен с Сервилией, дочерью Публия Сервилия Ватии Исаврика. Однако в 43 году до н. э. Октавиан порвал помолвку и скрепил заключение второго триумвирата браком с Клодией (Клавдией) Пульхрой, падчерицей Марка Антония, едва достигшей брачного возраста. В 41 году до н. э., после неполных двух лет брака, Октавиан развёлся с ней. По словам Светония, «поссорившись со своей тёщей Фульвией, он, не тронув жены, отпустил её девственницей». Второй его женой стала Скрибония, родственница Секста Помпея (см. раздел «Война с Секстом Помпеем. Продление триумвирата»). Их союз не был счастливым и вскоре распался. Расторжение брака было ускорено знакомством Октавиана с Ливией, женой Тиберия Клавдия Нерона.
Единственного ребёнка Октавиану родила Скрибония, это была дочь Юлия. От брака с Ливией у императора не было детей. Во 2 году до н. э. Октавиан выслал свою дочь на остров Пандатария, по официальной формулировке, за распутство. У Октавиана не было родных сыновей, и его потенциальными наследниками в разное время было несколько человек (см. раздел «Проблема наследования»). Окончательным наследником стал его приёмный сын Тиберий.

## Смерть

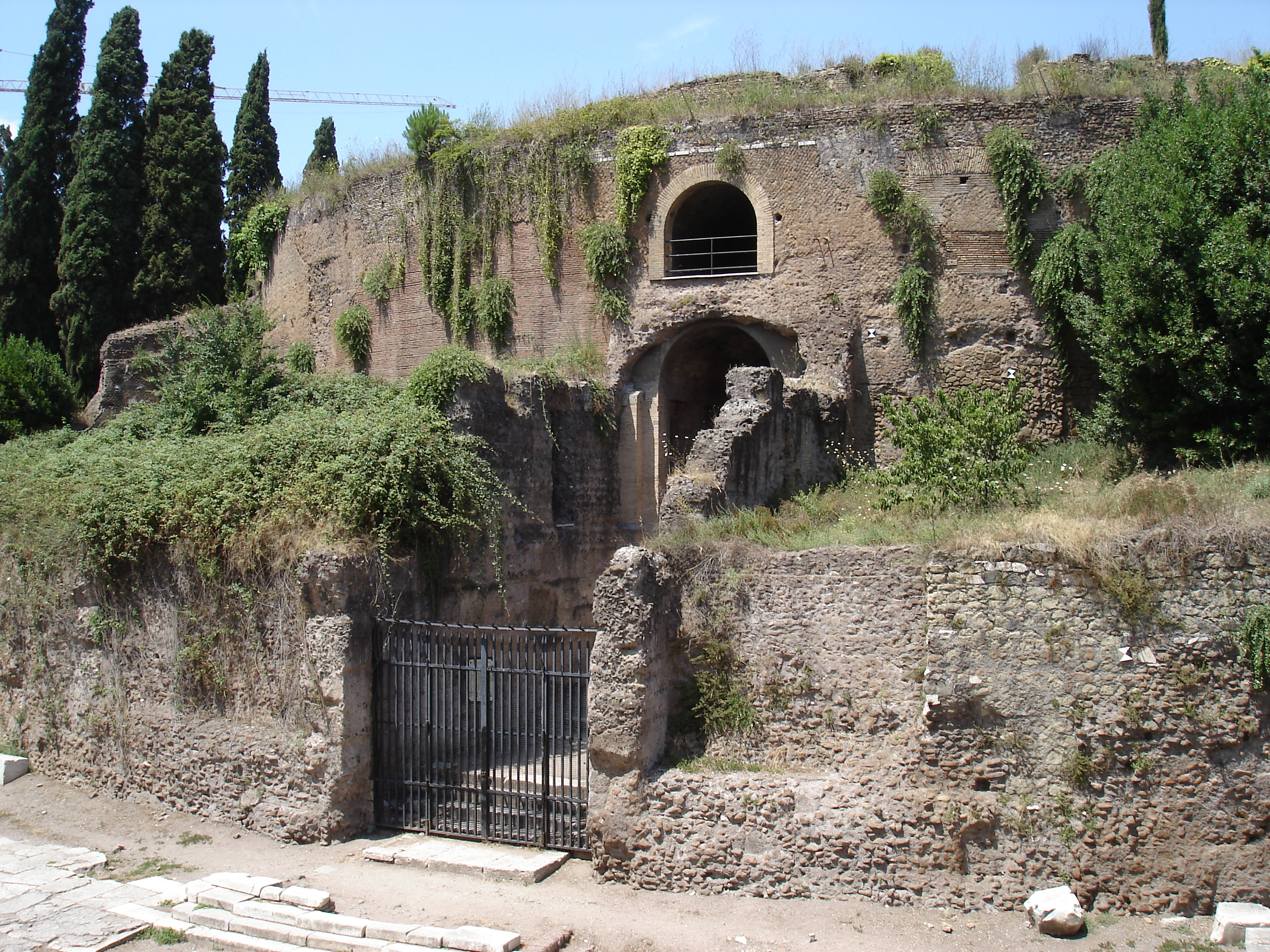
Руины мавзолея Августа на Марсовом поле

Светоний подробно описывает обстоятельства смерти Октавиана в Ноле 19 августа 14 года н. э. в девятом часу считая от восхода Солнца (примерно 15 часов по современному счёту). По сообщению римского историка, он спросил друзей, «хорошо ли он сыграл комедию жизни», и продекламировал двустишие, которым завершали свои выступления актёры пантомимы. Последние слова императора были обращены к Ливии. Его тело принесли в Рим и кремировали на Марсовом поле, а урну с прахом императора поместили в давно построенный мавзолей, где уже покоились его родственники. Основными его наследниками по завещанию стали Тиберий и Ливия, другой приёмный сын — Агриппа Постум — в завещании не был упомянут вовсе, а насчёт родной дочери и внучки он оставил лишь одно указание: не хоронить их в своём мавзолее. К завещанию прилагались распоряжения о порядке собственных похорон, отчёт о состоянии государства (не сохранился), а также краткая автобиография для размещения перед мавзолеем, дошедшая до наших дней и известная как «Деяния божественного Августа».

## Итоги правления. Наследие

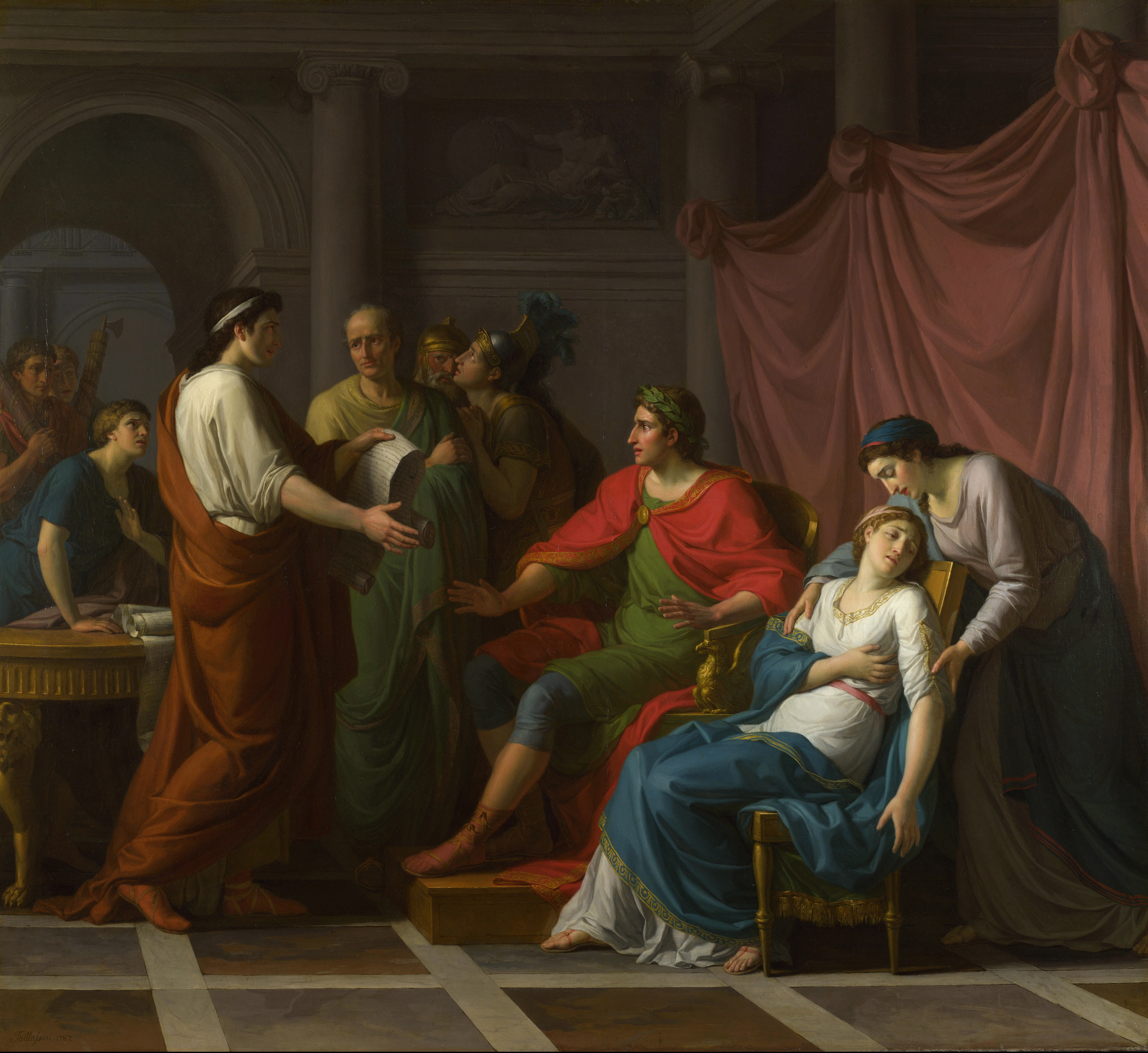
Вергилий читает «Энеиду» Августу и Октавии Жана-Жозефа Тайлассона, 1787 г.

Октавиан сумел учесть опыт диктатуры Цезаря для оформления единоличной власти и убедить окружающих в том, что она необходима и неотвратима. Не решаясь открыто установить монархию, Октавиан использовал республиканские институты для легализации своего фактически доминирующего положения (впрочем, в исторической науке предлагаются различные трактовки внешне неопределённой власти Августа, см. раздел «Изучение деятельности Октавиана в историографии»). Уже в I веке до н. э. нежелание Октавиана утвердить наследственный характер власти принцепса предопределило кризисы передачи трона. Жестокая борьба за наследование при преемниках Октавиана привела к быстрому угасанию установленной Августом династии Юлиев-Клавдиев — Нерон, последний император из этой династии, покончил жизнь самоубийством в 68 году. Только после гражданской войны и ряда дворцовых переворотов император Нерва реализовал программу стабильной передачи власти, впервые предложенную Гальбой — выбор наследника, опираясь на его личные качества, а не на степень родства, с последующим его усыновлением. Тем не менее, власть, основанная на сочетании традиционных должностей, оказалась достаточно устойчивой и просуществовала до установления открытой абсолютной монархии — домината.
Октавиан реформировал армию, надеясь, по всей видимости, завоевать сначала всю Европу, а затем и весь обитаемый мир. Однако этот план не удался — прежде всего, из-за недооценки «варваров», что проявилось в восстаниях в Паннонии и Германии. Кроме того, император полностью централизовал руководство армией, и его стремление искоренить всякую политическую активность провинциальных командиров предопределило недостаточную гибкость армии. Императору удавалось удерживать армию под контролем, но при его преемниках она превратилась в самостоятельную политическую силу. Важным достижением императора стало прекращение гражданских войн, вследствие чего укрепились сельское хозяйство, ремесло и средиземноморская торговля. Социальная опора Октавиана была весьма широкой, а сам император не отдавал предпочтения ни сенаторам, ни всадникам, ни каким-либо ещё группам населения. Наконец, оформление принципата завершило превращение Рима из разросшегося города-государства, по-прежнему управляемого выборными магистратами, в мировую державу с зарождающимся бюрократическим аппаратом.
Позднее, после правления Траяна, всем последующим императорам сенат желал быть «счастливее Августа и лучше Траяна» («felicior Augusti, melior Traiani»).

## Личность Октавиана

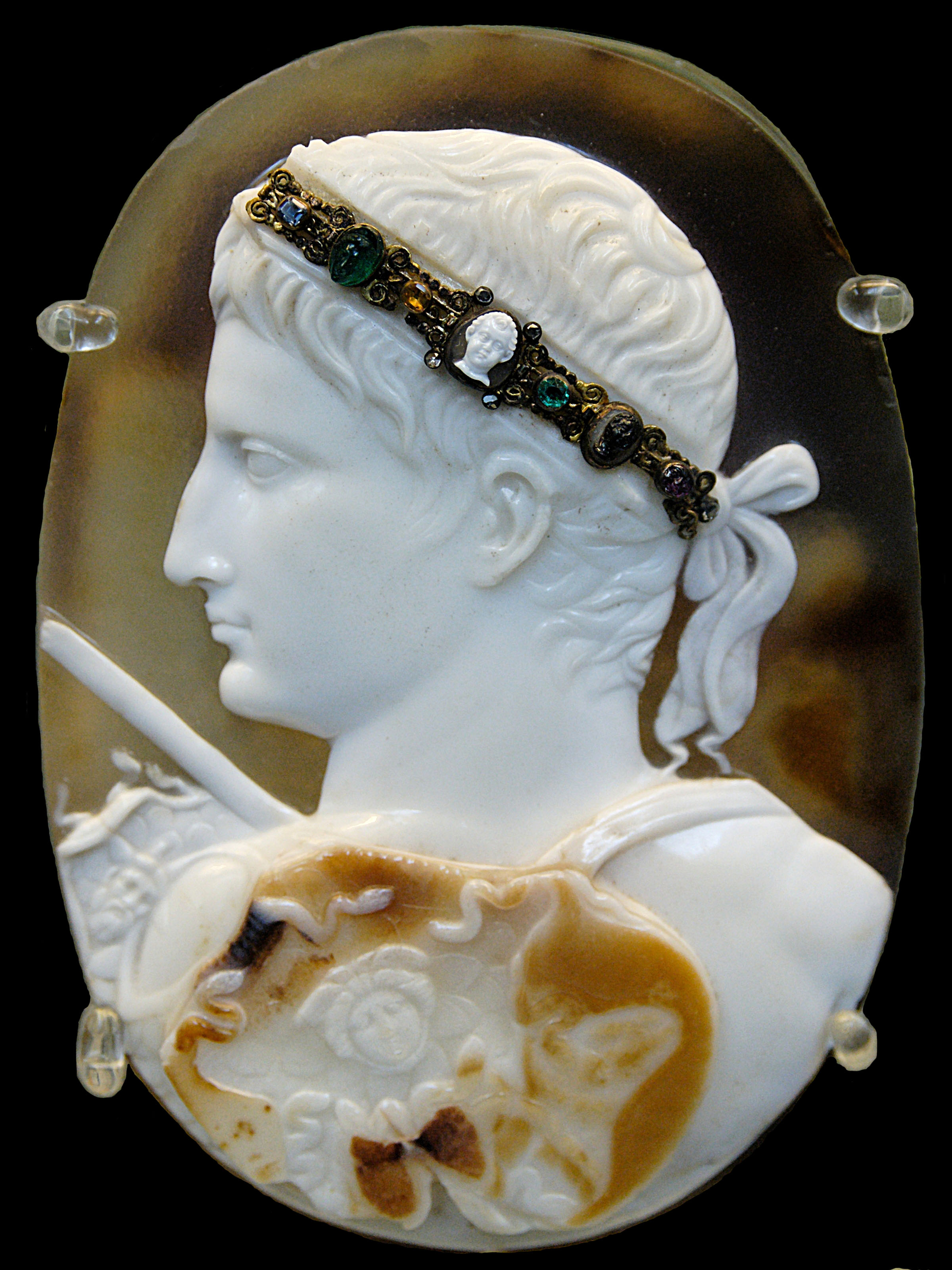
Камея с изображением императора Августа. На груди — горгонейон. 14—20 гг. н. э.

Способности Октавиана как правителя оцениваются по-разному — от признания его энергичным и талантливым правителем до выводов об отсутствии серьёзных способностей как по сравнению с приёмным отцом, так и на фоне талантливых современников.

### Внешний вид
Внешность Октавиана известна по многочисленным сохранившимся статуям. Впрочем, следует учитывать, что придворные скульпторы отходили от традиционной реалистичности при изображении императора (см. раздел «Культ императора и сакрализация Августа»). По сообщению Светония, Октавиан был невысокого роста, но это было заметно только в сравнении с высокими людьми. Этот же автор упоминает о свидетельстве секретаря императора, будто он был высотой в пять с тремя четвертями футов (около 170 см), что было даже выше среднего роста в то время. Несмотря на средний рост, Октавиан считал себя недостаточно высоким и потому прибегал к использованию обуви на завышенной подошве.

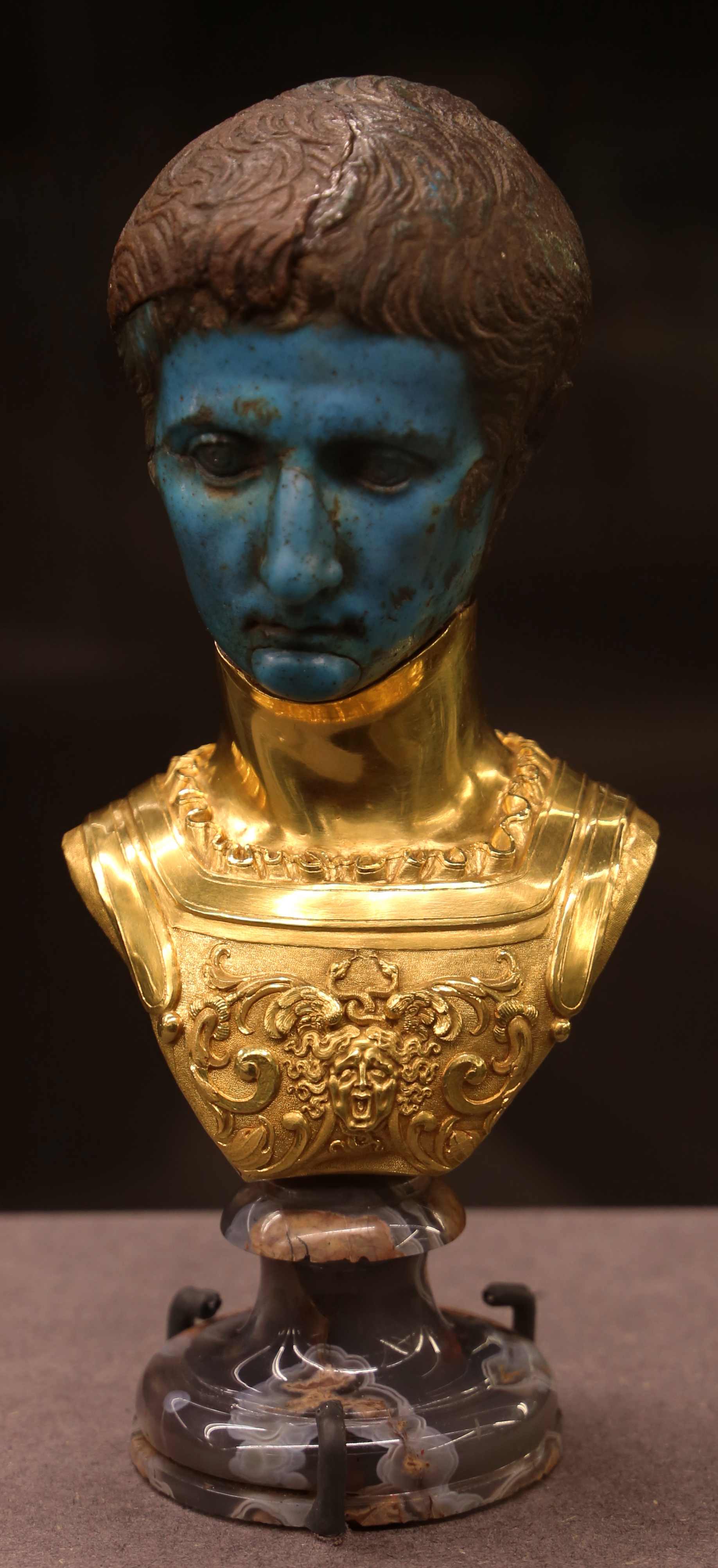
Фаянсовая голова Августа, первая половина I века н. э., Палаццо Питти, Флоренция

Плиний Старший упоминает, что у Октавиана были светлые глаза (использованное им слово glauci может обозначать серо-голубой, зеленоватый или светло-синий цвет). Светоний описывает его глаза как светлые и блестящие, а также упоминает, что он начал хуже видеть левым глазом к старости. Не совсем ясен и цвет волос: тот же автор говорит о слегка вьющихся светлых волосах с золотистым оттенком, но Эдриан Голдсуорси, автор книги об Октавиане, полагает, что античные авторы могли иметь в виду цвет, близкий к коричневому. Научный анализ остатков красок на официальных статуях Октавиана показывает, что у него, вероятнее всего, были светло-коричневые волосы и, возможно, светло-карие глаза.
С виду он был красив и в любом возрасте сохранял привлекательность, хотя и не старался прихорашиваться. О своих волосах он так мало заботился, что давал причёсывать себя для скорости сразу нескольким цирюльникам <...> Зубы у него были редкие, мелкие, неровные, <...> брови — сросшиеся, уши — небольшие, нос — с горбинкой и заострённый, цвет кожи — между смуглым и белым.

### Характер, привычки, взгляды

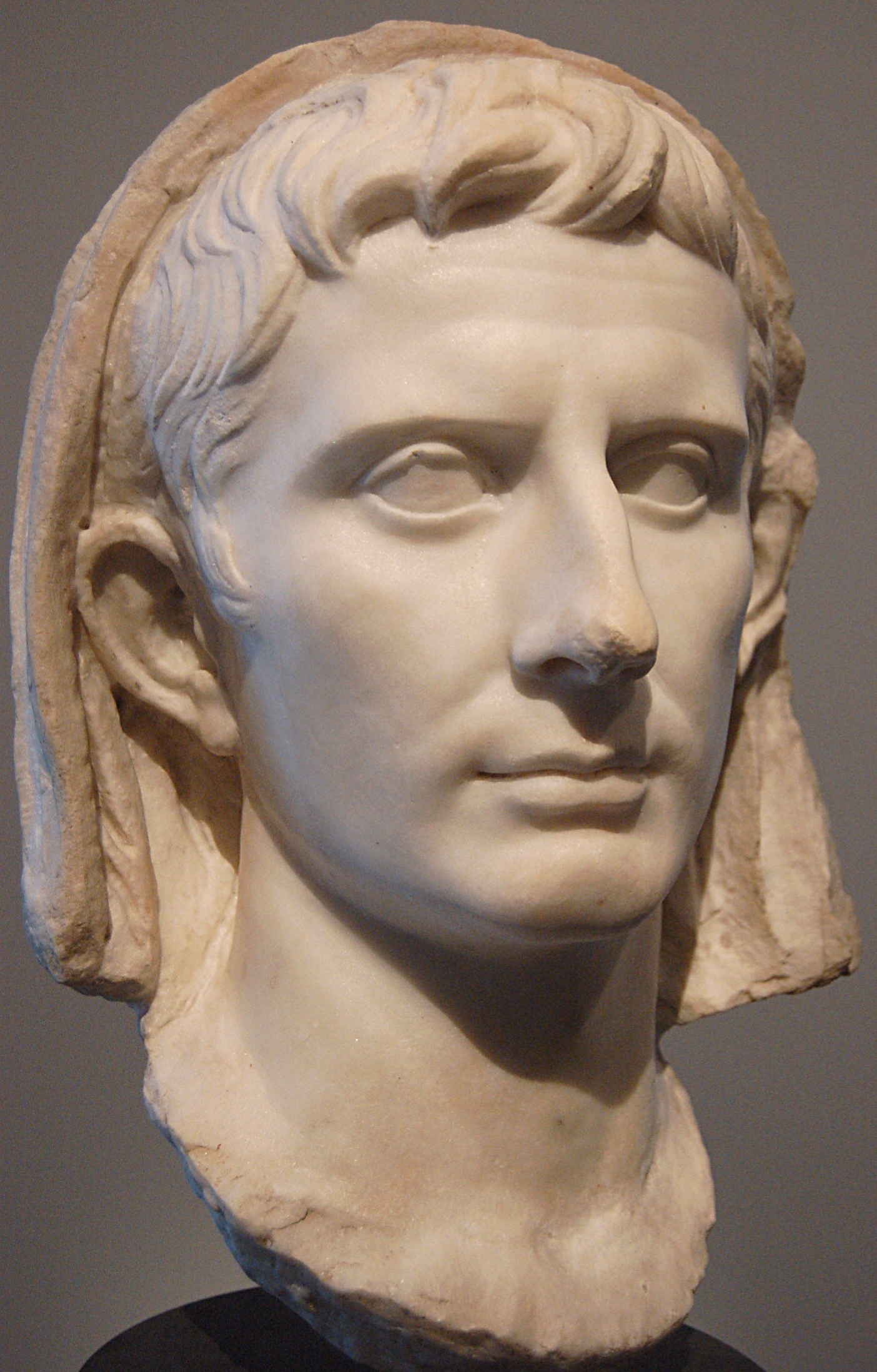
Бюст Августа. Национальный археологический музей в Анконе

Октавиан был крайне суеверен. После того как молния убила раба, шедшего перед его носилками, он стал бояться грозы: носил с собой шкуру тюленя (считалось, что молния никогда не попадает в это животное), а при сильных грозах прятался в подземное убежище. Большое влияние на императора оказывали сновидения. Под влиянием вещих снов он бежал с поля боя при Филиппах, украсил храм Юпитера на Капитолии колокольчиками; повинуясь сновидению, вернул в Эфес статую Аполлона работы скульптора Мирона (ранее перевезённую в Рим триумвиром Антонием), под влиянием другого ночного виде́ния каждый год просил у римлян подаяния. Светоний даже сообщает в общих чертах статистику сбывшихся сновидений — вероятно, император вёл подобные подсчёты. Октавиан верил в приметы, предзнаменования и чудеса, а по собственному решению избегал начинать новые дела в ноны каждого месяца (nonae созвучно слову non — «нет», а в аблативе nonis созвучно non is — «[ты] не идёшь»). Октавиан боялся людей с карликовостью и с физическими дефектами, хотя однажды демонстрировал римской публике некоего Луция ростом в два фута (около 57 см), а карлик Коноп играл с его внучкой Юлией. Показательно, что свои иррациональные страхи Октавиан не скрывал от окружающих. Наконец, император опасался покушений — например, приказал пытать (и якобы даже лично убил) римского претора, заподозрив в табличках для письма в его руках тайник для оружия; во время пересмотра списка сенаторов он был в панцире и окружил себя самыми сильными друзьями.
Известно, что Октавиан плохо спал, просыпаясь по несколько раз за ночь, и редко спал больше семи часов. Кроме того, император не любил рано вставать. В результате император часто дремал днём, а в 36 году до н. э. едва не проспал начало битвы при Навлохе. В жаркую погоду Октавиан спал в комнате с открытыми дверями или во внутреннем дворе возле фонтана, при этом его обмахивал раб. Днём он старался избегать солнца, надевая какой-нибудь головной убор. Зимой император носил толстую тогу, несколько туник и обматывал ноги. Светоний сохранил и описание гастрономических привычек Октавиана. По словам римского историка, ел он мало, в течение дня он перекусывал каждый раз, когда чувствовал голод. Император предпочитал перекусывать грубым хлебом, финиками, влажным сыром, мелкой рыбой, огурцами, латуком, свежими и сушёными яблоками и прочей простой пищей. На обеды — весьма простые для своего времени — он тщательно отбирал гостей, но к столу появлялся позже всех, а уходил первым, а иногда обедал до прихода гостей или после их ухода. Пил он по римским меркам немного, обычно ограничиваясь тремя кубками дешёвого ретийского вина, и редко пил более одного секстария (ок. 0,55 л). Впрочем, в 30-е годы до н. э., когда Рим испытывал нехватку продовольствия, Октавиана обвиняли в организации роскошного обеда с инсценировкой пира олимпийских богов.
Любимым развлечением императора были кости — главная азартная игра древности. Играл он постоянно, с родственниками, друзьями и рабами, причём часто — на деньги, порой проигрывая десятки тысяч сестерциев. Физической подготовкой и тренировками с оружием он занимался вплоть до окончания гражданских войн, а впоследствии ограничивался упражнениями с мячом, прогулками и пробежками. Кроме того, он любил удить рыбу. Император коллекционировал необычные кости крупных животных и доспехи героев. Популярные у современников предметы искусства он, напротив, не собирал, хотя его и обвиняли в пристрастии к дорогим коринфским вазам: якобы он даже вносил людей в проскрипционные списки из-за этих ваз.

### Литературная деятельность. Покровительство писателям и поэтам
Император довольно много писал: полемическое сочинение «Возражения Бруту о „Катоне“», «Поощрение к философии», подробную автобиографию «О своей жизни», поэму «Сицилия» и сборник эпиграмм. Начал он сочинять и трагедию, но вскоре уничтожил написанное. Все эти произведения, кроме трагедии, были известны современникам, но не сохранились. До наших дней дошли только «Деяния божественного Августа» (выбитая в камне краткая автобиография) и фрагменты из его переписки, нередко цитируемые Светонием и Авлом Геллием. В отличие от большинства ораторов своего времени, Октавиан не тратил время на заучивание текстов публичных выступлений, а зачитывал их. Октавиан был сторонником отражения на письме устной нормы латинского языка, что выражалось в некоторых отступлениях от орфографических правил. Светоний, имевший доступ к автографам Августа, сообщает, что он не разделял слова пробелами и не переносил их на другую строку, приписывая непоместившиеся буквы рядом. Римский историк также записал некоторые любимые фразеологизмы и слова, часто встречающиеся в переписке и сочинениях императора. Как и все образованные современники, император владел древнегреческим языком, но при этом не решался писать на нём. Он хорошо знал греческую поэзию и любил классических комедиографов.
Октавиан и особенно его друзья покровительствовали развитию римской культуры, благодаря чему когномен (третья часть имени) ближайшего соратника императора, Гая Цильния Мецената, стал нарицательным. На правление Августа пришёлся «золотой век» римской литературы — творчество Вергилия, Горация, Овидия, Тибулла, Проперция, Тита Ливия и других авторов.

### Здоровье
Хотя Октавиан прожил долгую по древнеримским меркам жизнь, он часто болел. В юности неизвестные болезни не позволили ему в полной мере участвовать в военных кампаниях своего дяди и исполнять его поручения в столице. Источники засвидетельствовали несколько случаев заболевания в юношеском возрасте, а также серьёзные недомогания в 42, 33, 28, 26, 24 и 23 годах до н. э. Впрочем, впоследствии здоровье императора немного улучшилось. Частые приступы острых болей вынуждали императора часто думать о смерти: вероятно, именно поэтому он ещё в молодости начал строить свой мавзолей, писать автобиографию и строить планы относительно государственного устройства в будущем.
Причины частых недугов императора неясны. Недомогание, случившееся летом 46 года до н. э., может объясняться последствиями солнечного удара: Октавий занимался организацией театральных постановок и постоянно присутствовал в театре под открытым небом. В других случаях причинами могли быть пищевые отравления, инфекции и истощение. Дион Кассий прямо связывает одно из недомоганий Октавиана во время Кантабрийских войн с перенапряжением. После возвращения из этого похода у императора, по словам Светония, начались серьёзные проблемы с печенью. Эту неизвестную болезнь Октавиана вылечил или серьёзно облегчил новый врач Антоний Муса, порекомендовавший императору вместо горячих припарок холодные компрессы. Кроме того, Октавиана часто одолевал насморк, а каждый год в начале весны и осени он испытывал лёгкие недомогания. Очень плохо император переносил жару и холод. Наконец, в старости он страдал от ревматизма и слабости в ногах и руках. Светоний упоминает и о камнях в мочевом пузыре.
Хотя попытки поставить диагноз на основании существующей информации не увенчались успехом, предполагается, что сезонные расстройства здоровья и слишком частое использование скребка для кожи свидетельствуют о некоей атопии, то есть о разновидности аллергии. Основной же недуг императора не диагностирован. Из-за отсутствия видимых симптомов и исчезновения болей в 23 году до н. э. некоторые историки допускают также возможность вымышленного характера недомоганий Октавиана: якобы слухи о его частых болезнях и о скорой смерти правителя могли заставлять подданных опасаться наступления новой гражданской войны.

## Октавиан Август в культуре

### Образ Октавиана в истории
Биография Октавиана и его время довольно хорошо известны благодаря сочинениям ряда античных авторов. Однако не сохранились его подробная автобиография и сочинения современников (за исключением приближённого Тиберия Веллея Патеркула, придерживавшегося официальной точки зрения на принципат). Сенека Младший считал Октавиана «добрым принцепсом», хотя и приравнивал звание принцепса к царскому. Тацит не освещал правление Октавиана (его «Анналы» начинаются со смерти первого императора), но неоднократно упоминает его. Передавая мнения сторонников и противников Августа, он воздерживался от однозначной оценки, но считал все его титулы и должности лишь формальностью для прикрытия единоличной власти, основанной на военной силе. Единственным положительным примером императора для римского историка стал Веспасиан. Автор биографий римских императоров Светоний избегал самостоятельных выводов, предоставляя читателю возможность сформировать собственное мнение обо всех правителях. Тем не менее, Михаэль фон Альбрехт полагает, что сам характер подбора фактов свидетельствует о высокой оценке Светонием Октавиана.

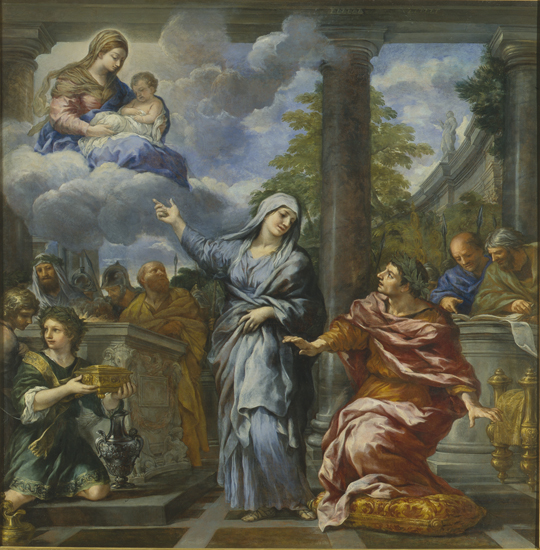
Пьетро да Кортона. «Тибуртинская сивилла возвещает Августу о рождении Христа»

В позднеантичную эпоху и в Средние века интерес к Октавиану поддерживался не только его политической деятельностью, но и рождением в его правление Иисуса Христа. В частности, была широко известна легенда о пророчестве Тибуртинской Сивиллы, якобы показавшей Октавиану на небесах Деву Марию с Младенцем, после чего изумлённый император поклонился Ей. При этом существовали различные варианты легенды: либо этот эпизод произошёл при попытке Августа объявить себя богом, либо образ явился ему во сне. Называлось даже точное место действия — земля на Капитолии, где впоследствии была построена церковь Санта-Мария-ин-Арачели. Вокруг хорошо известного правителя появлялись и другие легенды: например, в «Сказании о князьях Владимирских» начала XVI века была популяризирована вымышленная генеалогия, возводившая происхождение Рюрика к Прусу, мифическому брату Октавиана. Иван Грозный знал эту легенду и неоднократно ссылался на родство с Октавианом в переписке и в дипломатических переговорах.
Во Франции в XVII—XVIII веках отношение к Октавиану было двойственным: многие историки и публицисты, особенно сторонники монархии, прославляли его, но существовали и осуждающие мнения (Корнель, Вольтер, Монтескьё, Гиббон и другие). Одно из выдержанных в этом духе сочинений — многотомную «Римскую историю» Шарля Роллена и Жана-Батиста-Луи Кревье — перевёл на русский язык Василий Тредиаковский. Этот перевод оказал большое влияние на формирование представлений об античности в Российской империи. В дальнейшем ориентация на оценку известного правителя через призму событий своего времени сохранялась. В XIX веке публицисты — сторонники Наполеона Бонапарта видели в Августе предшественника своего кумира. Большинство историков и публицистов этого периода рассматривало само установление Империи как несомненно положительное явление, хотя в оценках первого императора они не были едины.
В Великобритании в середине XIX—XX века были популярны параллели между Британской империей и Римской, между Лондоном и Римом, что обусловило большой интерес к античности. Обычно поддерживалась находившая отклики в современности деятельность Октавиана по укреплению роли коренного римского населения в противовес провинциалам, по перестройке столицы и по масштабной колонизации провинций. Во второй половине XIX века увлечение историей поздней Римской Республики в Великобритании сменилось высокой оценкой ранней Римской империи и, прежде всего, принципата Августа. Параллели с современностью проводились и в других странах, прежде всего, в Италии в 1920—1930-е годы, а в 1937—1938 годах в Риме широко праздновалось двухтысячелетие Октавиана. Бенито Муссолини систематически обращался к истории Римской империи в публичных выступлениях и нередко упоминал Октавиана, хотя часто прибегал и к использованию образа Цезаря.

### Изучение деятельности Октавиана в историографии
Жизни и деятельности первого императора посвящено множество специальных работ (см. раздел «Основная литература»). В конце XIX — начале XX века основное внимание было приковано к проблеме характера власти Августа. С лёгкой руки Теодора Моммзена в науке закрепился термин «принципат», о сущности которого, однако, шли дискуссии. Ранее принципат считали либо классической монархией, либо монархией с республиканским «фасадом», но немецкий историк указал, что власть Октавиана основывалась на сочетании проконсульских и трибунских полномочий. Приравняв принципат к чрезвычайной магистратуре, Моммзен отметил, что этот режим, в отличие от домината, базировался на праве. Сохранение функционирующего сената Моммзен объяснял в рамках теории «диархии» — двоевластия императора и сената. Точка зрения Теодора Моммзена пользовалась большой популярностью, хотя и породила ряд ответных теорий о характере власти Октавиана. В частности, Эдуард Мейер предложил считать диктатуру Цезаря попыткой установления абсолютной монархии по эллинистическому образцу, а правление Октавиана — идейным продолжением «принципата Помпея», или монархической надстройкой при сохранявшемся республиканском строе. Теоретическое обоснование последней формы правления Мейер связывал с трактатом Цицерона «О государстве». Гульельмо Ферреро выдвинул гипотезу о том, что Октавиан восстановил Республику, но она не смогла функционировать самостоятельно из-за разложения римской знати, что и вынудило Августа концентрировать в своих руках всё больше власти. Э. Гримм предположил, что в отсутствие писаной конституции характер власти императоров мог со временем меняться. По его мнению, Август правил Римом в республиканском духе, но уже Тиберий и Калигула заложили основы настоящей монархии, а окончательно она сформировалась лишь к правлению Адриана. Виктор Гардтгаузен отошёл от попыток объяснить принципат в рамках юридического дискурса, придя к выводу о фактической абсолютной власти Октавиана.
В историографии первой половины XX века акцентировалось особое внимание на опоре императоров на военную силу, из чего делались выводы о типологическом сходстве принципата сначала с европейскими абсолютными монархиями, а затем и с тоталитарными режимами. Историки также предпринимали попытки объяснить характер власти Августа с помощью господства личной «партии» Октавиана и посредством auctoritas — влияния, основанного на моральном превосходстве. Более популярной, однако, стала «конституционная» теория, развитая Мейсоном Хэммондом. С точки зрения американского историка, принципат Августа не противоречил республиканским традициям, что позволяет считать его продолжением Республики. В 1939 году вышла важная работа Рональда Сайма «Римская революция», в которой автор пришёл к выводу о почти полном обновлении римского нобилитета в правление Августа.